# Liste der Biografien/Baum
Liste der Biografien |
Portal Biografien |
Personensuche
# |
A |
B |
C |
D |
E |
F |
G |
H |
I |
J |
K |
L |
M |
N |
O |
P |
Q |
R |
S |
T |
U |
V |
W |
X |
Y |
Z |
?
 
Ba |
Be |
Bd |
Bg |
Bh |
Bi |
Bj |
Bl |
Bm |
Bn |
Bo |
Br |
Bs |
Bu |
Bw |
By |
Bz
 
Baa |
Bab |
Bac |
Bad |
Bae |
Baf |
Bag |
Bah |
Bai |
Baj |
Bak |
Bal |
Bam |
Ban |
Bao |
Bap |
Baq |
Bar |
Bas |
Bat |
Bau |
Bav |
Baw |
Bax–Baz
 
Baub |
Bauc |
Baud |
Baue |
Bauf |
Baug |
Bauh |
Bauk |
Baul |
Baum |
Baun |
Baup |
Bauq |
Baur |
Baus |
Baut |
Bauv |
Bauw |
Baux |
Bauy |
Bauz
Die Liste der Biografien führt alle Personen auf, die in der deutschsprachigen Wikipedia einen Artikel haben. Dieses ist eine Teilliste mit 1124 Einträgen von Personen, deren Namen mit den Buchstaben „Baum“ beginnt.

## Baum
- Baum, Abraham J. (1921–2013), US-amerikanischer Offizier im Rang eines Majors der 3. US-Armee im 2. Weltkrieg
- Baum, Adolf Wilhelm (1891–1977), deutscher Maler, Zeichner und Grafiker
- Baum, Alexander (* 1981), deutscher Eishockeyspieler
- Baum, Alfred (1881–1947), deutscher Politiker (DVP), MdR
- Baum, Alfred (1881–1967), deutscher Jurist
- Baum, Alfred (1904–1993), Schweizer Komponist, Pianist und Organist
- Baum, Alfred (* 1952), deutscher Kanute
- Baum, Andreas (* 1963), deutscher Politiker (Die Basis)
- Baum, Andreas (* 1965), deutscher Journalist, Filmregisseur, Autor und Filmproduzent
- Baum, Andreas (* 1967), deutscher Schriftsteller und Journalist
- Baum, Andreas (* 1978), deutscher Politiker (Piratenpartei), MdA
- Baum, Andy (* 1957), österreichischer Musiker
- Baum, Antonia (* 1984), deutsche Autorin und JournalistinAntonia Baum (* 1984)

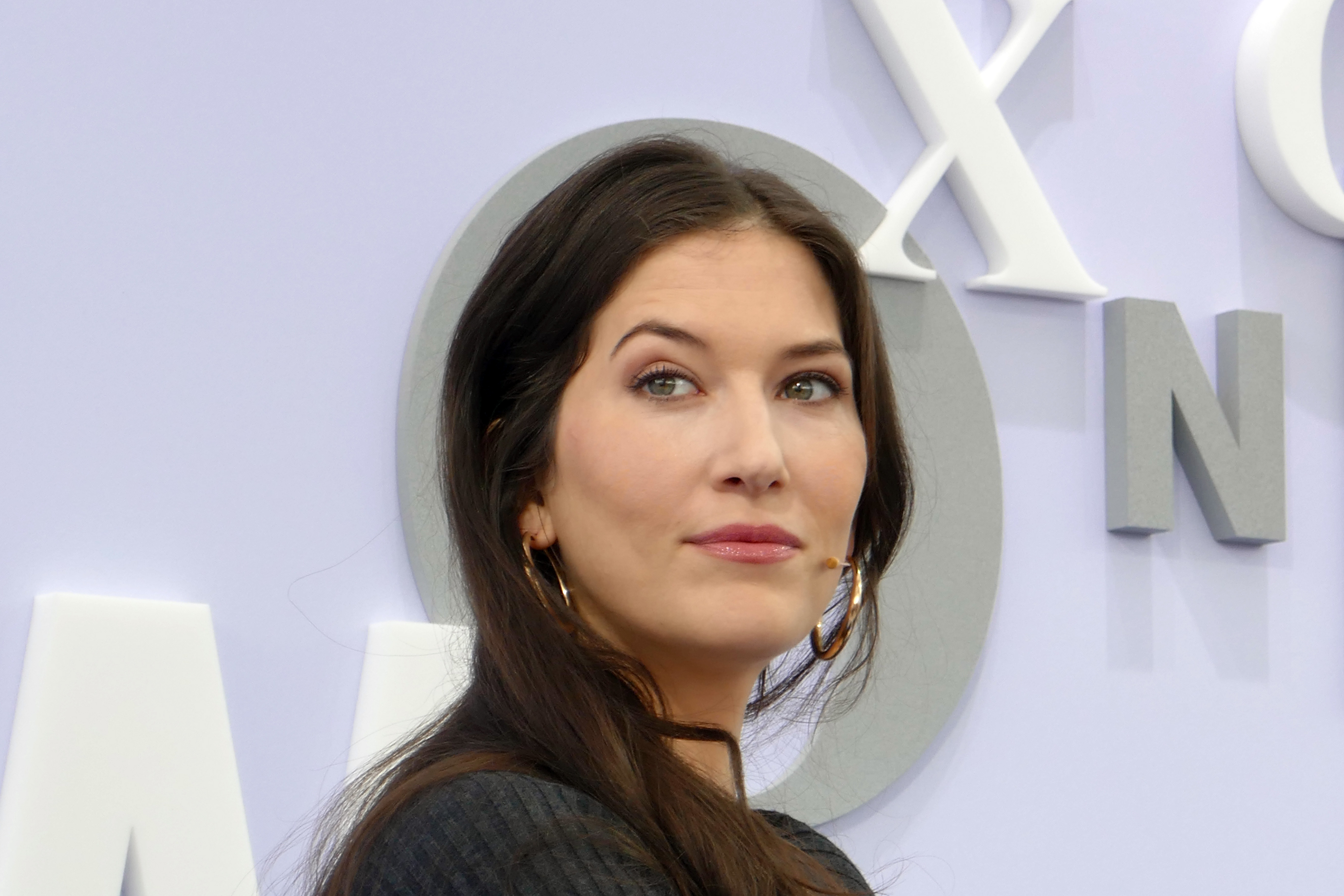
Antonia Baum (* 1984)

- Baum, Armin Daniel (* 1965), deutscher evangelischer Theologe und Professor für Neues Testament
- Baum, Barbara (1944–2023), deutsche Kostümbildnerin
- Baum, Beate (* 1963), deutsche Journalistin und Schriftstellerin
- Baum, Björn (* 1982), deutscher Tischtennisspieler
- Baum, Bruno (1910–1971), deutscher KPD- und SED-Funktionär und Widerstandskämpfer gegen den Nationalsozialismus
- Baum, Carl Christian (1840–1907), deutscher Maschinenkonstrukteur
- Baum, Carla (* 1989), deutsche Journalistin
- Baum, Christian (1580–1626), deutscher Theologe und Lehrer
- Baum, Christina (* 1956), deutsche Politikerin (AfD), MdL, MdB
- Baum, Christopher (* 1962), deutscher Mediziner und Hochschullehrer
- Baum, Christopher F., US-amerikanischer Wirtschaftswissenschaftler, Hochschullehrer
- Baum, Denis (* 1987), deutscher Fußballspieler
- Baum, Doris (1909–1981), deutsche Politikerin (CDU), MdL
- Baum, Doris (* 1964), österreichische Soziologin
- Baum, Elias (* 2005), deutscher FußballspielerElias Baum (* 2005)

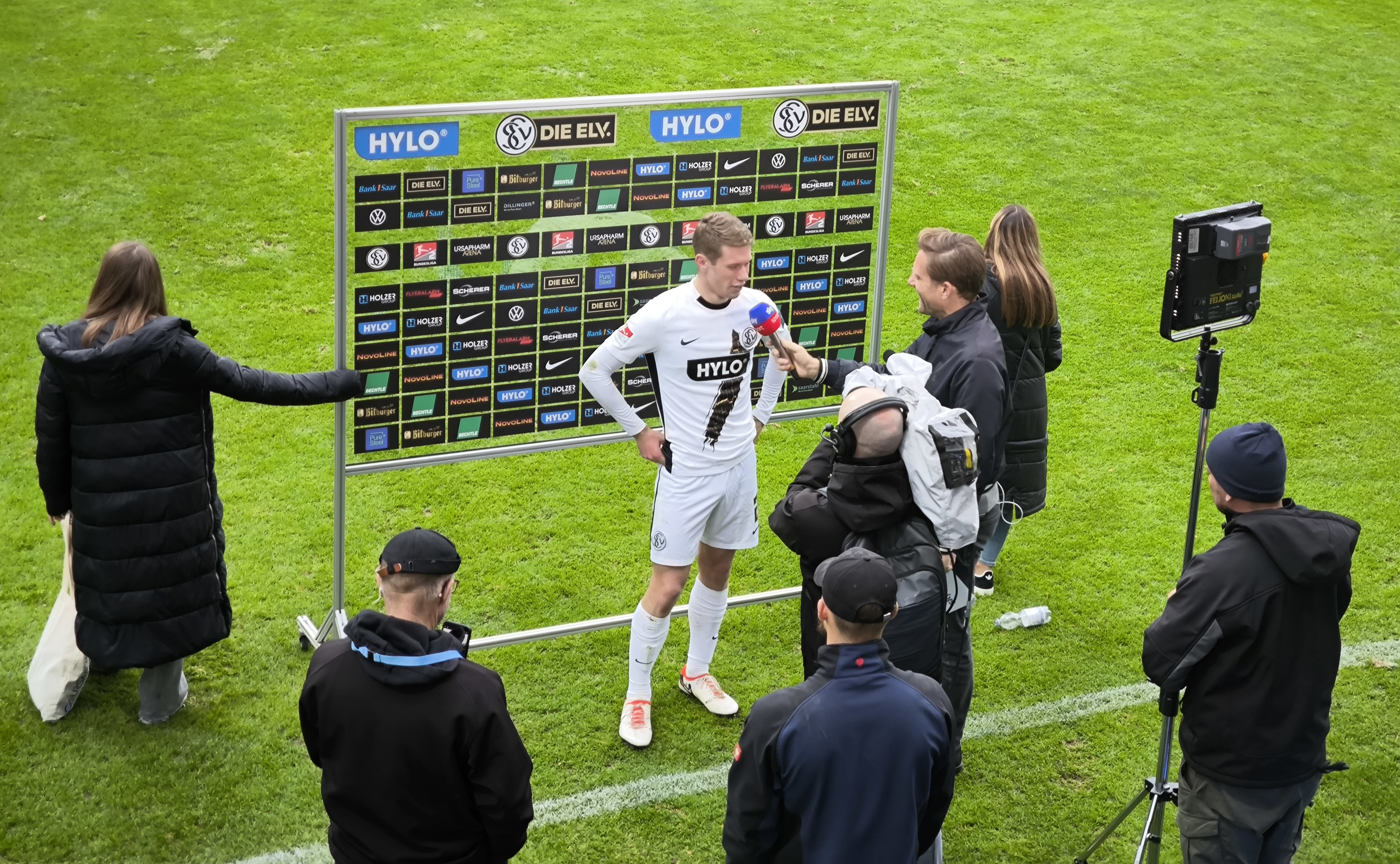
Elias Baum (* 2005)

- Baum, Elisabeth (* 1964), deutsche Politikerin (Die Linke), MdHB
- Baum, Elke (* 1961), deutsche Politikerin (PDS), MdA
- Baum, Erika (* 1951), deutsche Wissenschaftlerin und Allgemeinmedizinerin
- Baum, Erwin (1868–1950), deutscher Landwirt, Verbandsfunktionär und Politiker (DNVP, ThLB, CNBL), Vorsitzender des Thüringischen StaatsministeriumsErwin Baum (1868–1950)

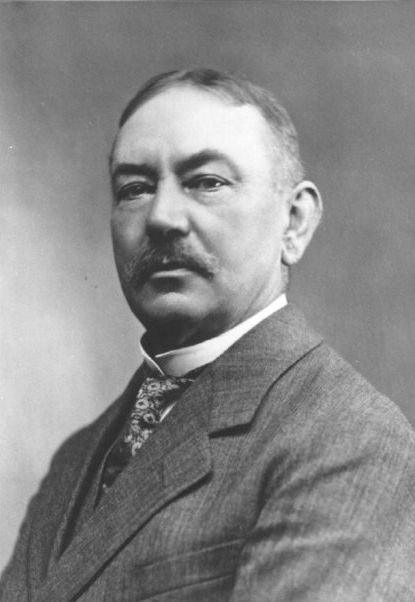
Erwin Baum (1868–1950)

- Baum, Erwin Gustav (1869–1915), deutscher Schriftsteller, Prokurist und Dramatiker
- Baum, Eugen (1902–1986), deutscher Bankier und Honorarkonsul von Panama
- Baum, Eugen (* 1922), deutscher Fußballspieler
- Baum, Frank (1936–2018), deutscher Musiker und Pedal-Steel-Gitarre-Spieler
- Baum, Frank (* 1956), deutscher Fußballspieler
- Baum, Frank (* 1970), deutscher Basketballspieler und -trainer
- Baum, Franz (1926–2010), deutscher Bogenschütze und Bundestrainer
- Baum, Franz (1927–2016), deutscher Politiker (CDU), MdL
- Baum, Franziska (* 1982), deutsche Politikerin (FDP), MdL
- Baum, Frederic (* 2000), deutscher Fußballspieler
- Baum, Fritz (1879–1955), deutscher Manager der deutschen Montanindustrie
- Baum, Georg (1871–1909), deutscher Bergbaukundler; Hochschullehrer an der Bergakademie Berlin
- Baum, Gerd (* 1924), deutscher Fußballspieler
- Baum, Gerhard (1798–1882), deutscher Bankier und Politiker
- Baum, Gerhart (1932–2025), deutscher Jurist und Politiker (FDP), MdB
- Baum, Gregory (1923–2017), kanadischer römisch-katholischer Theologe und Autor
- Baum, Günther (1906–1983), deutscher Opernsänger und Gesangspädagoge
- Baum, Gustav (1892–1976), deutscher Manager und Syndikus
- Baum, Gustav Adolf (1914–2004), deutscher Kunstsammler
- Baum, Hans-Dieter (1936–2021), deutscher Pianist, Dirigent und Hochschullehrer
- Baum, Hans-Peter (* 1943), deutscher Wirtschaftshistoriker
- Baum, Harald (* 1952), deutscher Rechtswissenschaftler
- Baum, Helga (* 1954), deutsche Mathematikerin
- Baum, Henning (* 1972), deutscher SchauspielerHenning Baum (* 1972)

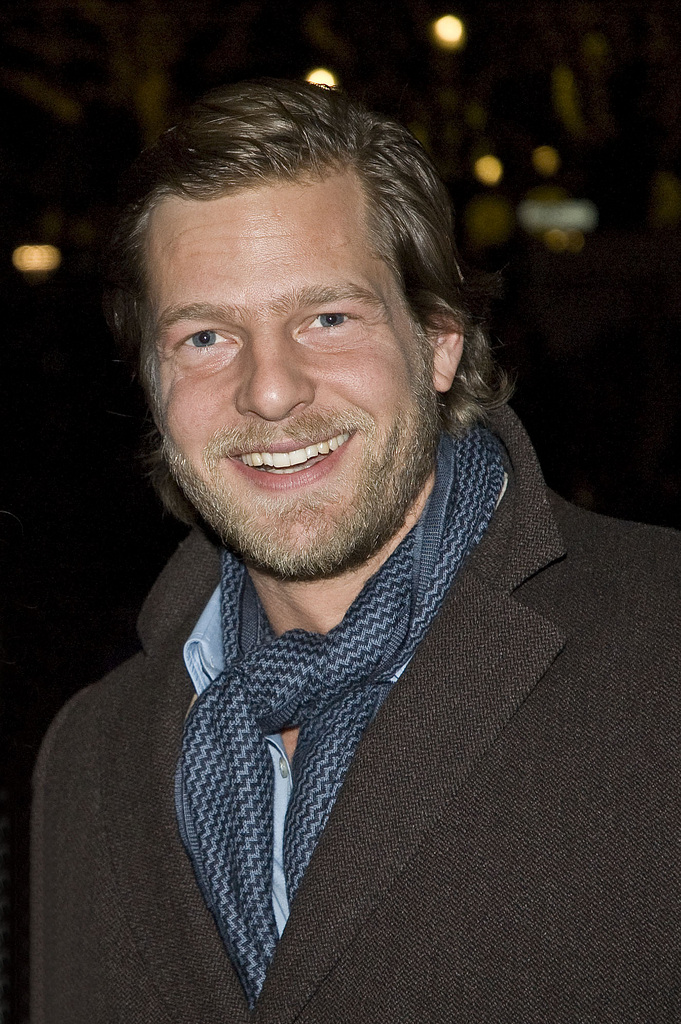
Henning Baum (* 1972)

- Baum, Henri (1907–1993), deutschstämmiger, französischer Filmproduzent und Produktionsleiter
- Baum, Herbert (1912–1942), deutsch-jüdischer Widerstandskämpfer gegen den Nationalsozialismus
- Baum, Hermann (1864–1932), deutscher Veterinärmediziner
- Baum, Hermann Alois (* 1943), deutscher Philosoph und (emeritierter) Hochschullehrer
- Baum, Hermann Josef (1927–2009), deutscher Künstler
- Baum, Hugo (1867–1950), deutscher Botaniker
- Baum, Jamie, US-amerikanische Jazzflötistin
- Baum, Jascha (* 1998), deutscher Schauspieler und Musiker
- Baum, Jiří (1900–1944), tschechischer Zoologe, Weltenbummler und Schriftsteller
- Baum, Johann Wilhelm (1809–1878), deutsch-französischer evangelischer Theologe
- Baum, Josef (* 1955), deutscher Schauspieler
- Baum, Jost (* 1954), deutscher Lektor und Krimiautor
- Baum, Józef (1821–1883), polnischer Politiker
- Baum, Judith (* 1963), österreichische Malerin
- Baum, Julius (1882–1959), deutscher Kunsthistoriker
- Baum, Karl (1829–1888), deutscher Theaterschauspieler, Sänger und Komiker
- Baum, Karl (* 1904), deutscher SS-Führer im Reichssicherheitshauptamt
- Baum, Karl Louis (1835–1921), deutscher Turner und Turnerlehrer
- Baum, Karl-Heinz (* 1941), deutscher Autor und Journalist
- Baum, Klaus (* 1957), deutscher Sportwissenschaftler, Physiologe und Hochschullehrer
- Baum, Konstantin (* 1982), deutscher Weinexperte, Master of Wine
- Baum, Leonard E. (1931–2017), US-amerikanischer Mathematiker
- Baum, Ludwig (* 1800), deutscher Politiker, Bürgermeister, Abgeordneter des Großherzogtums Hessen
- Baum, Lukas (* 1995), deutscher Mountainbiker
- Baum, Lyman Frank (1856–1919), US-amerikanischer SchriftstellerLyman Frank Baum (1856–1919)

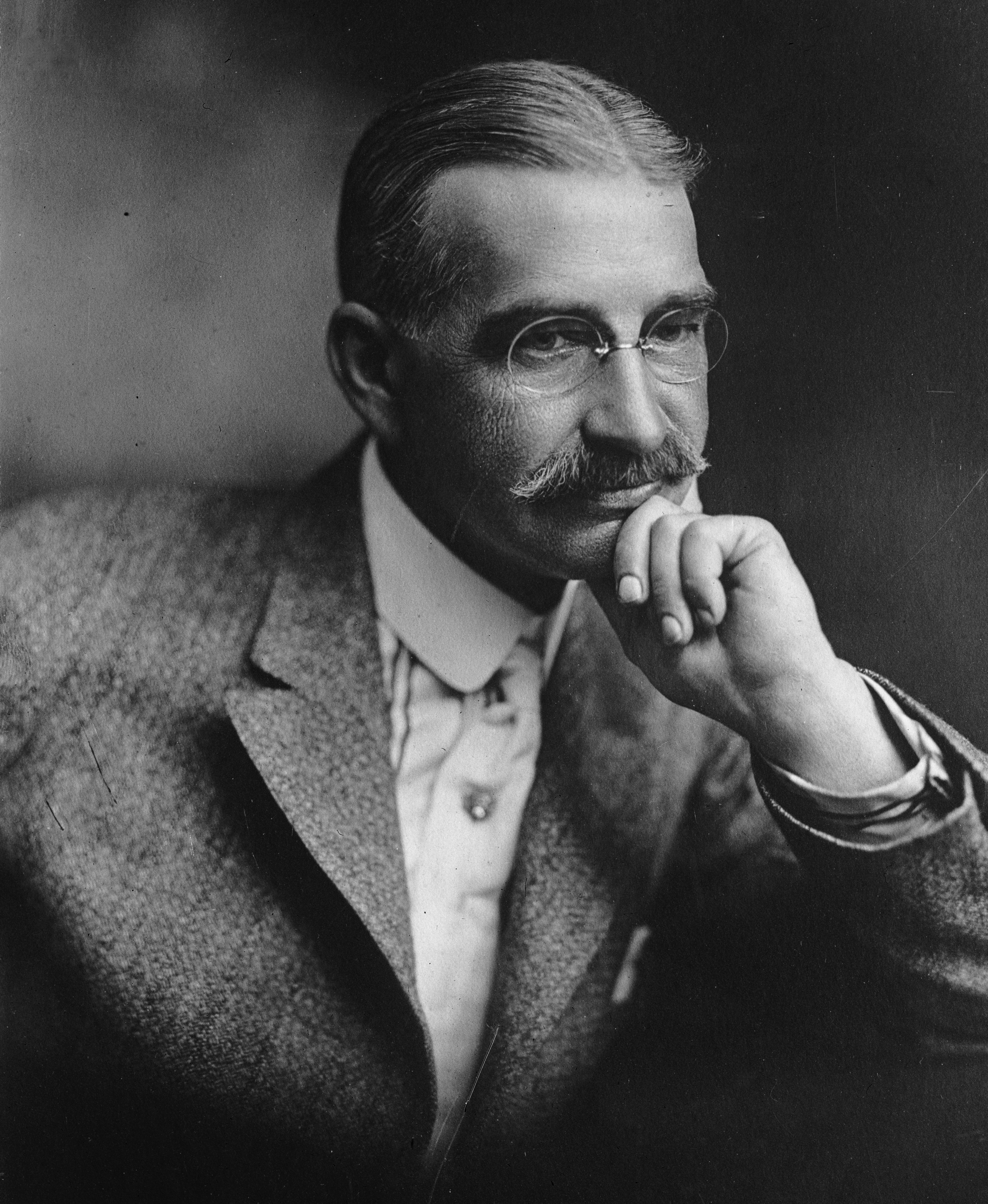
Lyman Frank Baum (1856–1919)

- Baum, Manfred (* 1939), deutscher Philosoph
- Baum, Manfred (* 1954), deutscher Tischtennisspieler
- Baum, Manuel (* 1979), deutscher Fußballtorhüter und -trainer
- Baum, Margot (1932–2023), deutsche Schriftstellerin
- Baum, Marianne (1912–1942), deutsche Widerstandskämpferin gegen den Nationalsozialismus
- Baum, Marie (1874–1964), deutsche Politikerin (DDP), MdR
- Baum, Max (* 1876), deutscher Handwerker und Politiker (SPD)
- Baum, Michael (* 1968), deutscher Literatur- und Kulturwissenschaftler
- Baum, Mirko (* 1944), deutsch-tschechischer Architekt und Hochschullehrer
- Baum, Oskar (1883–1941), deutscher Schriftsteller
- Baum, Otto (1900–1977), deutscher Bildhauer und Hochschullehrer
- Baum, Otto (1911–1998), deutscher SS-Oberführer
- Baum, Patrick (* 1981), deutsch-kanadischer Eishockeyspieler
- Baum, Patrick (* 1987), deutscher Tischtennisspieler
- Baum, Paul (1859–1932), deutscher Maler
- Baum, Paul (* 1921), deutscher Fußballspieler
- Baum, Paul Frank (* 1936), US-amerikanischer Mathematiker
- Baum, Peter (1869–1916), deutscher Schriftsteller
- Baum, Peter (1883–1944), deutscher Kommunalpolitiker (SPD)
- Baum, Peter (* 1939), österreichischer Künstler, Museumsleiter, Kunstkritiker
- Baum, Philipp (1849–1886), deutscher Architekt
- Baum, Rainer C. (* 1934), deutschamerikanischer Soziologe und emeritierter Professor
- Baum, Ralph (1908–1987), deutschstämmiger, französischer Filmproduzent, Filmregisseur und Drehbuchautor
- Baum, Richard (1902–2000), deutscher Musikwissenschaftler und Musikhistoriker
- Baum, Richard (* 1937), deutscher Romanist, Mediävist und Sprachwissenschaftler
- Baum, Sabine (* 1972), deutsche Squashspielerin
- Baum, Sonja (* 1975), deutsche Schauspielerin
- Baum, Sonja (* 1979), deutsche Schriftstellerin und Moderatorin
- Baum, Stella (1921–2006), deutsche Autorin und Kunstsammlerin
- Baum, Steven K. (* 1953), US-amerikanischer Psychologe und Antisemitismusforscher
- Baum, Sven (* 1968), deutscher Fußballspieler
- Baum, Sven (* 1980), deutscher Karateka im Bereich Para-Karate
- Baum, Theodor, Buchdrucker
- Baum, Thilo (* 1970), deutscher Journalist, Buchautor und Kommunikationswissenschaftler
- Baum, Thomas (* 1958), österreichischer Schriftsteller, Drehbuchautor und Supervisor
- Baum, Thomas (* 1964), deutscher Politiker (SPD), MdL
- Baum, Ulli (* 1958), deutscher Jazzmusiker (Gesang, Komposition)
- Baum, Ursula (* 1967), deutsche Kommunalpolitikerin (FDP)
- Baum, Ute (1937–2024), deutsche Literaturwissenschaftlerin, Übersetzerin und Dramaturgin
- Baum, Ute (* 1970), deutsche Opernsängerin (Sopran)
- Baum, Vicki (1888–1960), österreichische Schriftstellerin und HarfenistinVicki Baum (1888–1960)

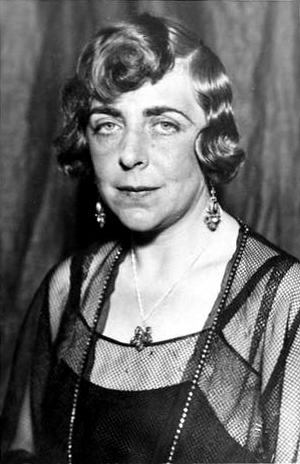
Vicki Baum (1888–1960)

- Baum, Walter (1921–2007), deutscher Typograf, Lehrer und Grafiker
- Baum, Wilhelm (1799–1883), deutscher Chirurg, Chef in Danzig, Ordinarius in Greifswald und Göttingen
- Baum, Wilhelm (* 1948), österreichischer Historiker und Verleger
- Baum, Wilhelm Georg (1836–1896), deutscher Chirurg und Frauenarzt in Danzig, preußischer Sanitätsoffizier
- Baum, William Wakefield (1926–2015), US-amerikanischer Erzbischof von Washington und Kardinal
- Baum, Winfried (1936–2020), deutscher Diplomlandwirt und Politiker (CDU), MdL

### Bauma
- Bauma, Brigitte (* 1965), österreichische Opernsängerin
- Bauma, Herma (1915–2003), österreichische Leichtathletin und Handballspielerin

#### Bauman
- Bauman, Elise (* 1990), kanadische Schauspielerin
- Bauman, Janina (1926–2009), polnische Überlebende des Warschauer Ghettos
- Bauman, Karl Janowitsch (1892–1937), sowjetischer Politiker, Kandidat des Politbüros und ZK-Sekretär
- Bauman, Nikolai Ernestowitsch (1873–1905), russischer Revolutionär
- Bauman, Robert (* 1937), US-amerikanischer Politiker
- Bauman, Suzanne (1945–2022), US-amerikanische Filmregisseurin, Produzentin, Drehbuchautorin und Filmeditorin
- Bauman, Wladimir Iwanowitsch (1867–1923), russischer Geologe, Markscheider und Hochschullehrer
- Bauman, Zygmunt (1925–2017), polnisch-britischer Soziologe und PhilosophZygmunt Bauman (1925–2017)

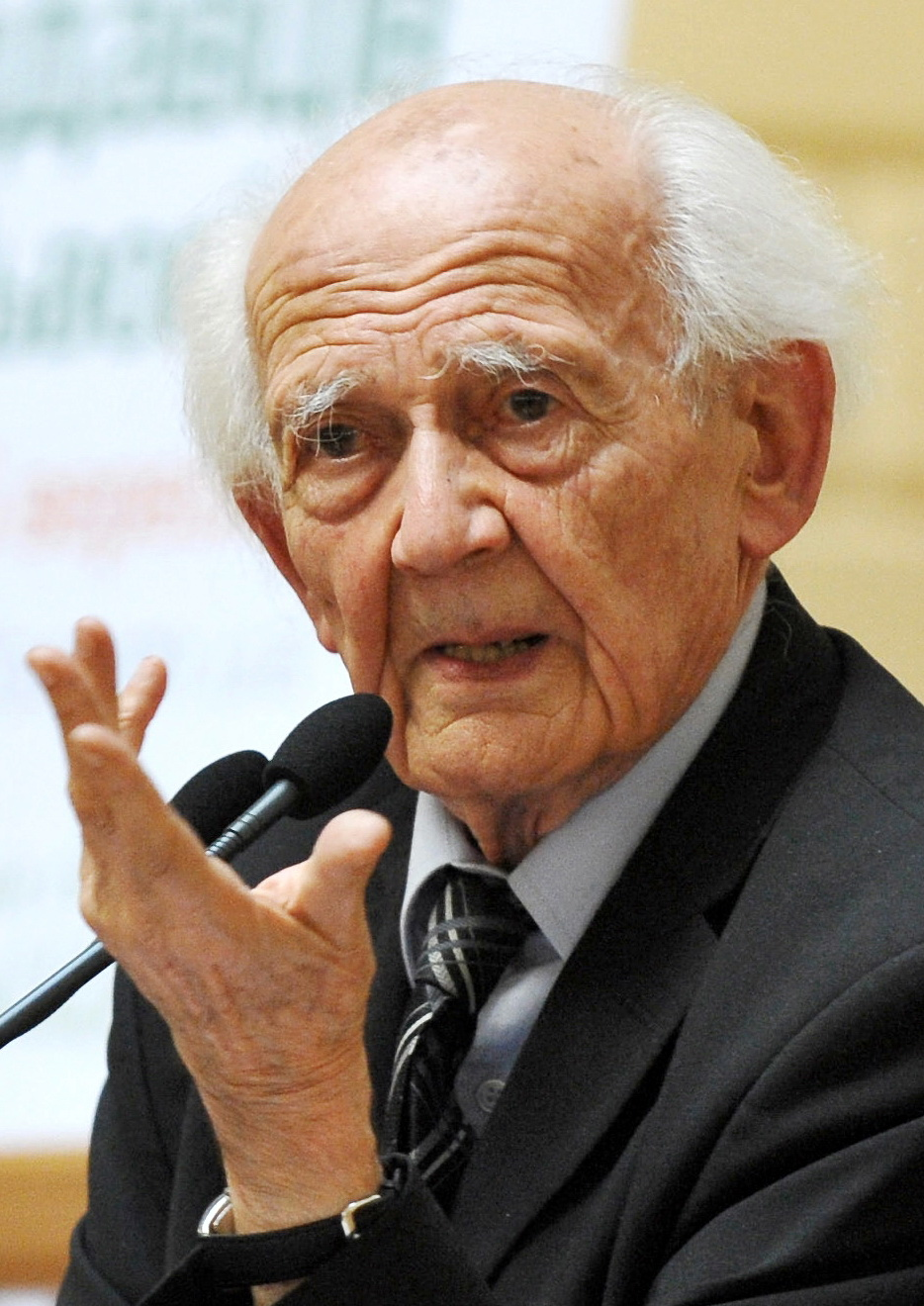
Zygmunt Bauman (1925–2017)

##### Baumani
- Baumanis, Jānis Frīdrihs (1834–1891), lettischer Architekt
- Baumanis, Kārlis (1835–1905), lettischer Komponist und Dichter

##### Baumann

###### Baumann D
- Baumann der Ältere, Theaterschauspieler

###### Baumann, A
- Baumann, Adalbert (1870–1943), bayrischer Lehrer und Politiker
- Baumann, Adam (* 1981), US-amerikanischer Basketballspieler
- Baumann, Adolf Christian (1829–1865), deutscher Historienmaler
- Baumann, Agathe (1921–2013), deutsche Malerin, Grafikerin und Textilgrafikerin
- Baumann, Albert, Schweizer Sportschütze
- Baumann, Alex (* 1985), Schweizer Bobsportler
- Baumann, Alexander (1814–1857), österreichischer Lustspieldichter, Librettist und Komponist
- Baumann, Alexander (1850–1915), deutsch-baltischer Bildhauer, Maler und Kunstlehrer
- Baumann, Alexander (1875–1928), deutscher Maschinenbauingenieur, Flugzeugkonstrukteur und Hochschullehrer
- Baumann, Alexander (* 1962), deutscher Kommunalpolitiker (CDU) und Oberbürgermeister von Ehingen (Donau)
- Baumann, Alexander (* 1964), kanadischer Schwimmer
- Baumann, Alfred (1895–1961), deutscher Politiker, Redakteur, Kolumnist und Widerstandskämpfer gegen den Nationalsozialismus
- Baumann, Alfred (1900–1973), deutscher Bergarbeiter und Politiker (SED)
- Baumann, Alfred (* 1940), deutscher Fußballtrainer
- Baumann, Andre (* 1973), deutscher Politiker (Bündnis 90/Die Grünen)Andre Baumann (* 1973)

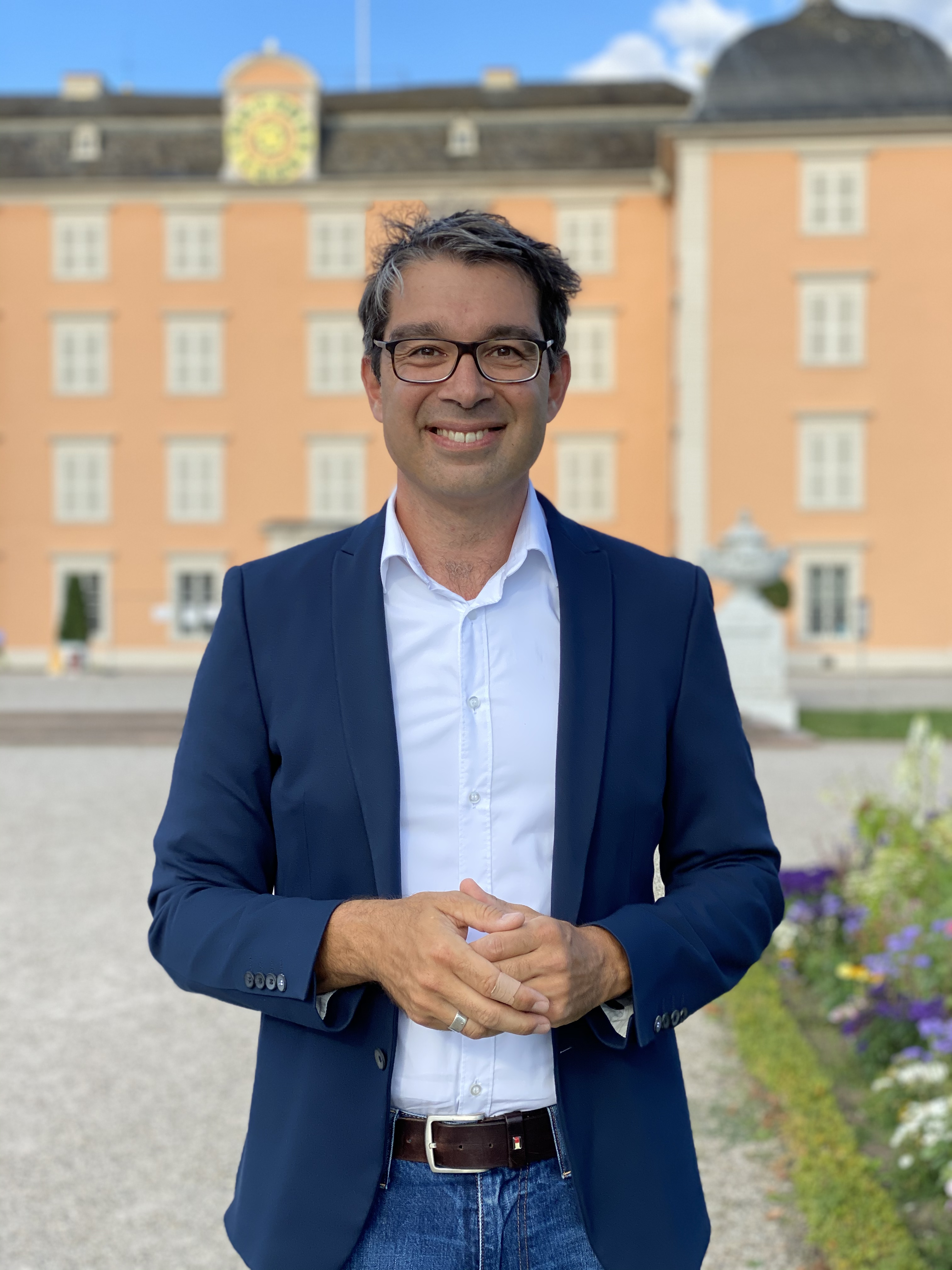
Andre Baumann (* 1973)

- Baumann, Andreas (1949–2019), deutscher Opernregisseur und Hochschullehrer
- Baumann, Andreas (* 1962), Schweizer Konzeptkünstler
- Baumann, Andreas (* 1969), deutscher Theologe, Missionswissenschaftler und spiritueller Autor
- Baumann, Andreas (* 1979), Schweizer Leichtathlet
- Baumann, Anette (* 1963), deutsche Historikerin
- Baumann, Anika (* 1979), deutsche Schauspielerin und Hörspielsprecherin
- Baumann, Anna (1873–1950), Schweizer Malerin
- Baumann, Anton (1848–1926), österreichischer Politiker, Landtagsabgeordneter
- Baumann, Anton (1851–1907), deutscher Braumeister und als Unternehmer Begründer des Kur- und Badewesens in Bad Schwartau
- Baumann, Anton (1890–1941), österreichischer Opernsänger der Stimmlage Bassbariton
- Baumann, Arend (1944–2014), deutscher Opernsänger (Bass)
- Baumann, Arnulf (1932–2022), deutscher Geistlicher
- Baumann, Artur (1905–1991), deutscher Politiker (SED) und Gewerkschafter
- Baumann, Astrid (* 1957), deutsche Juristin, Richterin und Gerichtspräsidentin
- Baumann, Augustinus Philipp (1881–1953), deutscher Geistlicher, Weihbischof in Paderborn
- Baumann, Aviva (* 1984), US-amerikanische Schauspielerin

###### Baumann, B
- Baumann, Beate (* 1963), deutsche Politikerin (CDU) und Büroleiterin
- Baumann, Benjamin (* 1969), deutscher Regisseur und Autor
- Baumann, Bernd (* 1958), deutscher rechtspopulistischer Politiker (AfD), MdBBernd Baumann (* 1958)

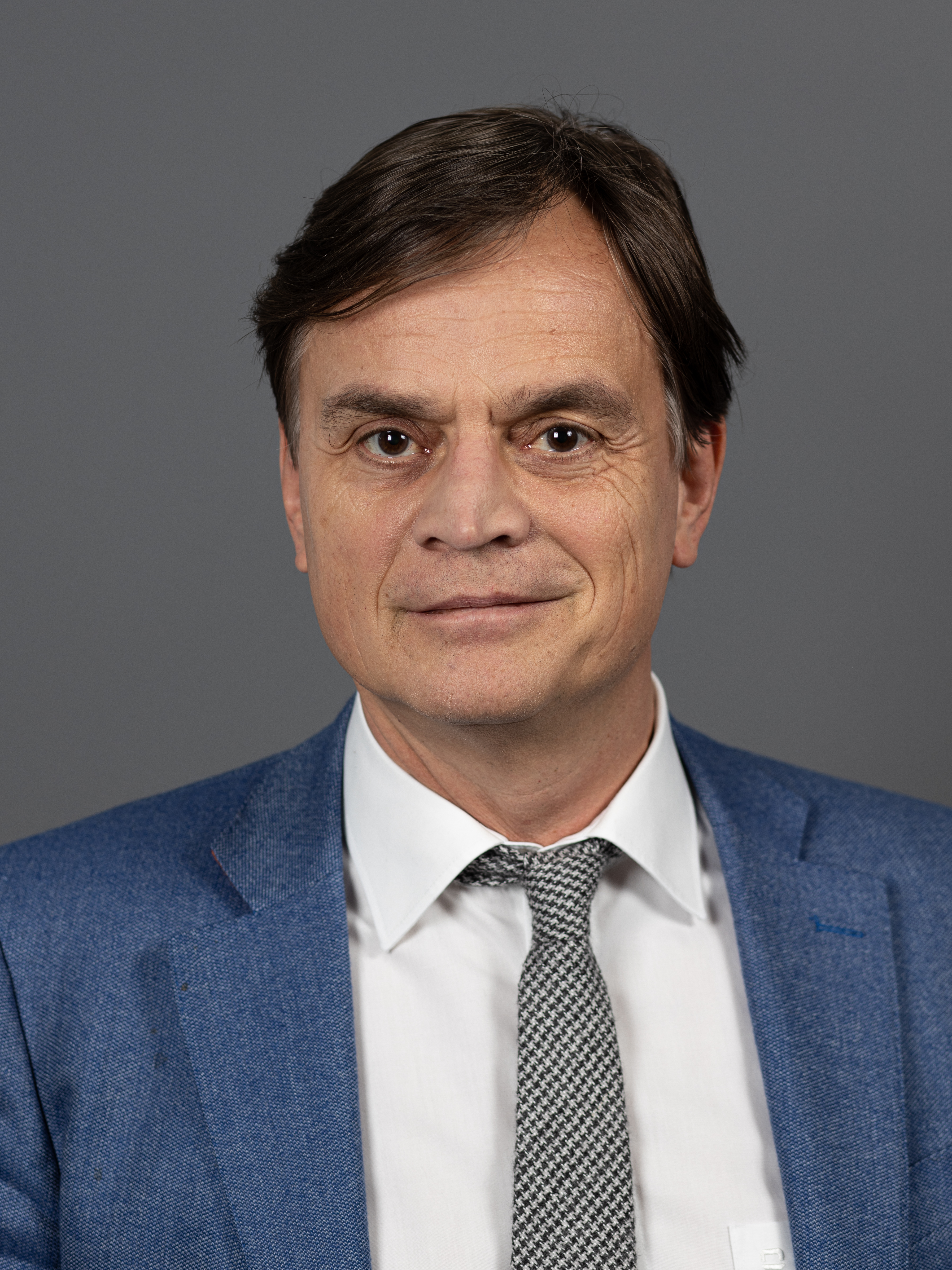
Bernd Baumann (* 1958)

- Baumann, Bertrand (1917–2006), österreichischer Geistlicher und Abt von Zwettl
- Baumann, Bommi (1947–2016), deutscher Mitbegründer der terroristischen Vereinigung Bewegung 2. Juni
- Baumann, Bruno (* 1955), österreichischer Schriftsteller, Filmemacher, Abenteurer und Trekking-Spezialist

###### Baumann, C
- Baumann, Cajetan (1899–1969), Architekt
- Baumann, Carl (1798–1878), württembergischer Zeichner, Lithograph und Fotograf
- Baumann, Carl (1852–1929), Dürener Fabrikant und Weltreisender
- Baumann, Carl (1868–1939), deutscher Politiker (Zentrum), MdR, MdL
- Baumann, Carl (1888–1958), deutscher Politiker (DNVP, Bürgerliche Einheitsliste, NSDAP)
- Baumann, Carl (1912–1996), deutscher Künstler
- Baumann, Carl Immanuel (1831–1886), württembergischer Zeichner, Fotograf und Lithograph in Tübingen
- Baumann, Carsten (* 1946), deutscher Fußballspieler
- Baumann, Christian (* 1967), deutscher Schauspieler und SprecherChristian Baumann (* 1967)

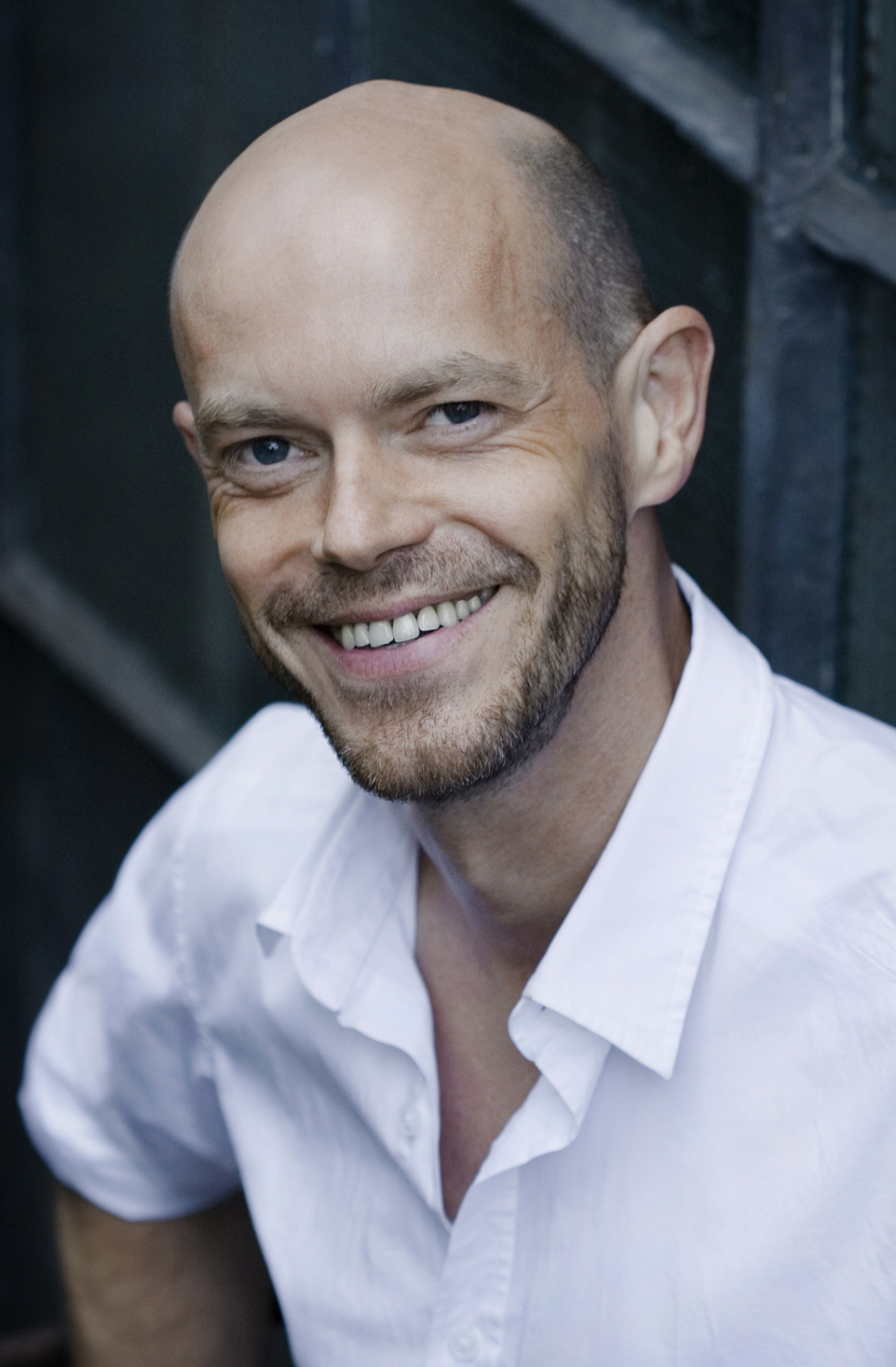
Christian Baumann (* 1967)

- Baumann, Christian (* 1995), Schweizer Kunstturner
- Baumann, Christiane (* 1952), deutsche Krimiautorin
- Baumann, Christiane (* 1963), deutsche Germanistin und Kulturhistorikerin
- Baumann, Christine (* 1949), deutsche Politikerin (SPD), MdL
- Baumann, Christof (1874–1959), deutscher Oberamtmann
- Baumann, Christoph (* 1954), Schweizer Jazz- und Improvisationsmusiker
- Baumann, Christoph (* 1976), deutscher Produzent, Regisseur und Schauspieler
- Baumann, Claude (* 1953), Schweizer Schachspielerin

###### Baumann, D
- Baumann, Daniel (* 1978), deutscher Archivar
- Baumann, Daniel (* 1984), deutscher Journalist und Publizist
- Baumann, David, deutscher Orgelbauer in Brandenburg und Mecklenburg
- Baumann, Dieter (* 1965), deutscher Langstreckenläufer und OlympiasiegerDieter Baumann (* 1965)

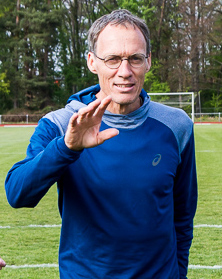
Dieter Baumann (* 1965)

- Baumann, Dominic (* 1995), deutscher Fußballspieler
- Baumann, Dorle (* 1947), deutsche Politikerin (SPD), MdL
- Baumann, Dorothea (* 1991), deutsche Musicaldarstellerin, Sprecherin und Fotografin

###### Baumann, E
- Baumann, Eberhard (1871–1956), deutscher evangelischer Theologe, Konsistorialrat und Superintendent
- Baumann, Eberhard (1930–2013), deutscher Grafikdesigner und Filmschaffender
- Baumann, Eckhard (* 1967), deutscher Sozialarbeiter
- Baumann, Edith (1909–1973), deutsche SED-Funktionärin, MdV und FDJ-Funktionärin
- Baumann, Edith (1942–2008), deutsche Malerin
- Baumann, Édouard (1895–1985), französischer Fußballspieler
- Baumann, Edy (1914–1993), Schweizer Radrennfahrer
- Baumann, Émile (1868–1941), französischer Schriftsteller
- Baumann, Emma (1855–1925), deutsche Opernsängerin (Sopran) und Gesangspädagogin
- Baumann, Era (* 2007), Schweizer Handballspielerin
- Baumann, Eric (* 1980), deutscher RadrennfahrerEric Baumann (* 1980)

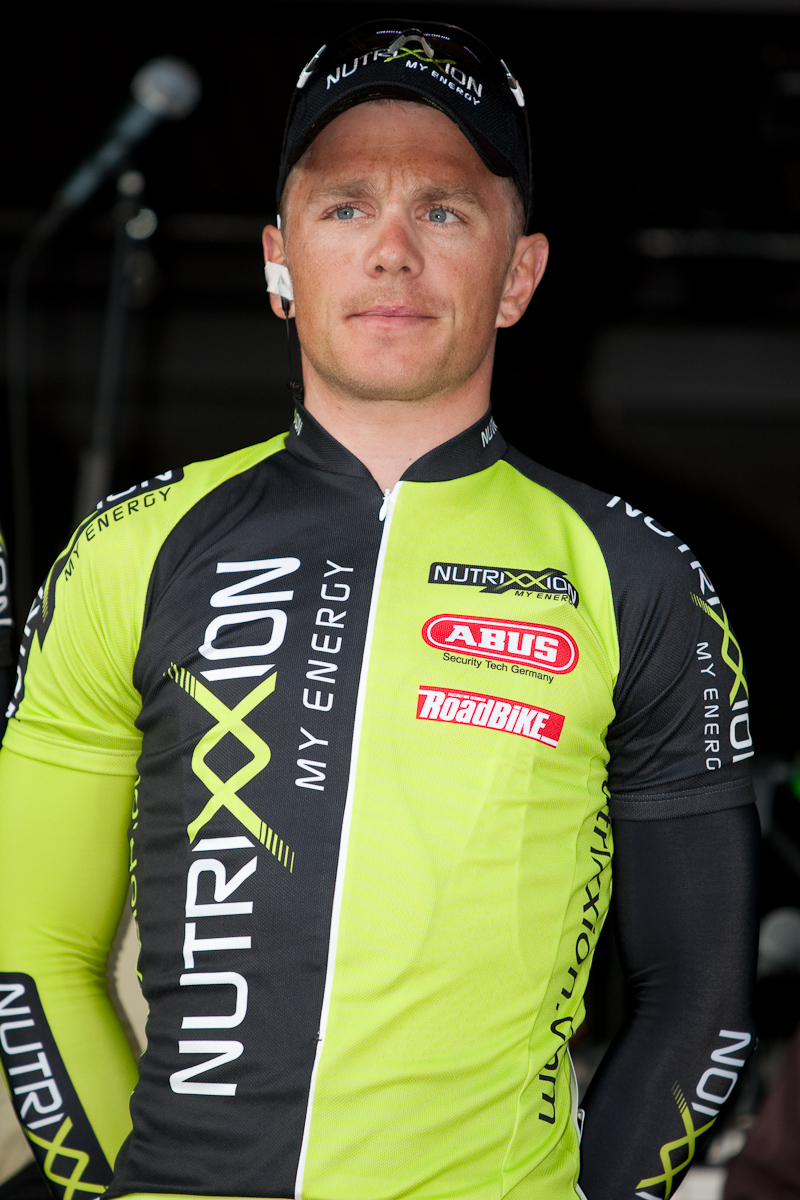
Eric Baumann (* 1980)

- Baumann, Erich (1903–1986), deutscher Ingenieur und Hochschullehrer
- Baumann, Erich (* 1965), Schweizer Politiker (FDP)
- Baumann, Ernst (1906–1985), deutscher Fotograf und Ansichtskartenverleger
- Baumann, Ernst (1907–1993), deutscher Lehrer und Musikerzieher
- Baumann, Ernst (1909–1992), Schweizer Maler und Zeichenlehrer
- Baumann, Ernst (1909–1980), Schweizer Elektroingenieur und Hochschullehrer
- Baumann, Ernst Friedrich August (1781–1865), deutscher Arzt
- Baumann, Erwin (1904–1983), deutscher nationalsozialistischer Funktionär
- Baumann, Erwin (* 1963), österreichischer Politiker (FPÖ)
- Baumann, Erwin Friedrich (1890–1980), Schweizer Architekt und Bildhauer
- Baumann, Eugen (1846–1896), deutscher Chemiker
- Baumann, Eugen (* 1895), deutscher Zimmermann, Unternehmer und Funktionär der NSDAP
- Baumann, Eva (* 1974), deutsche Kommunikationswissenschaftlerin und Hochschullehrerin
- Baumann, Evert Dirk (1883–1966), niederländischer Historiker und Mediziner

###### Baumann, F
- Baumann, Felix (* 1937), Schweizer Kunsthistoriker
- Baumann, Felix (* 2005), deutscher Volleyballspieler
- Baumann, Florian (* 1976), deutscher Volkswirt
- Baumann, Florian (* 2001), deutscher Begleitläufer
- Baumann, Frank (* 1957), Schweizer Komiker, Fernsehmoderator und Werbefachmann
- Baumann, Frank (* 1975), deutscher FußballspielerFrank Baumann (* 1975)

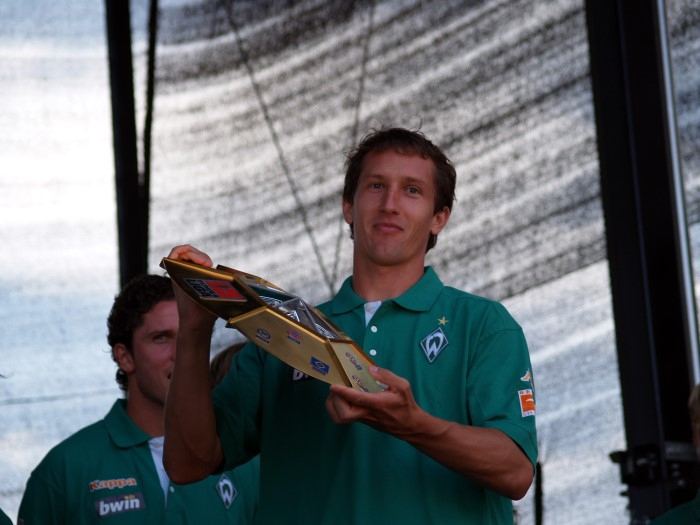
Frank Baumann (* 1975)

- Baumann, Franz (1890–1965), deutscher Sänger, Schauspieler und Liedtexter
- Baumann, Franz (1892–1974), österreichischer Architekt
- Baumann, Franz (* 1953), deutscher politischer Beamter der Vereinten Nationen
- Baumann, Franz Anton (1704–1750), österreichischer Kirchenmusiker und Komponist
- Baumann, Franz Ludwig von (1846–1915), deutscher Historiker und Archivar
- Baumann, Franz Xaver (1880–1932), deutscher Kommunalpolitiker, Oberbürgermeister von Kaiserslautern
- Baumann, Franz-David (* 1958), deutscher Jazzmusiker, Komponist, Dozent
- Baumann, Franziska (* 1965), Schweizer Improvisationsmusikerin und Komponistin
- Baumann, Frederick (1826–1921), US-amerikanischer Architekt deutscher Herkunft
- Baumann, Friedrich (1763–1841), österreichischer Theaterschauspieler
- Baumann, Friedrich (1832–1906), deutscher Balneologe
- Baumann, Friedrich (1835–1910), Schweizer Architekt und Politiker
- Baumann, Fritz (1886–1942), Schweizer Maler
- Baumann, Fritz (1894–1992), Schweizer Jurist und Politiker
- Baumann, Fritz-Achim (1934–2022), deutscher Nachrichtendienstler

###### Baumann, G
- Baumann, Gabriel (1624–1701), deutscher Unternehmer und Hammerherr
- Baumann, Gaëlle (* 1983), französische Pokerspielerin
- Baumann, Geoffrey, Filmtechniker für visuelle Effekte
- Baumann, Georg (1878–1968), deutscher Unternehmer und Politiker (FDP), MdL
- Baumann, Georg (1892–1934), russischer Ringer
- Baumann, Georg (* 1927), deutscher SED-Funktionär
- Baumann, George (* 1936), amerikanisch-deutscher Indologe und Bibliothekar
- Baumann, Gerd (* 1950), deutscher Maler und Grafiker
- Baumann, Gerd (* 1967), deutscher Musiker und KomponistGerd Baumann (* 1967)

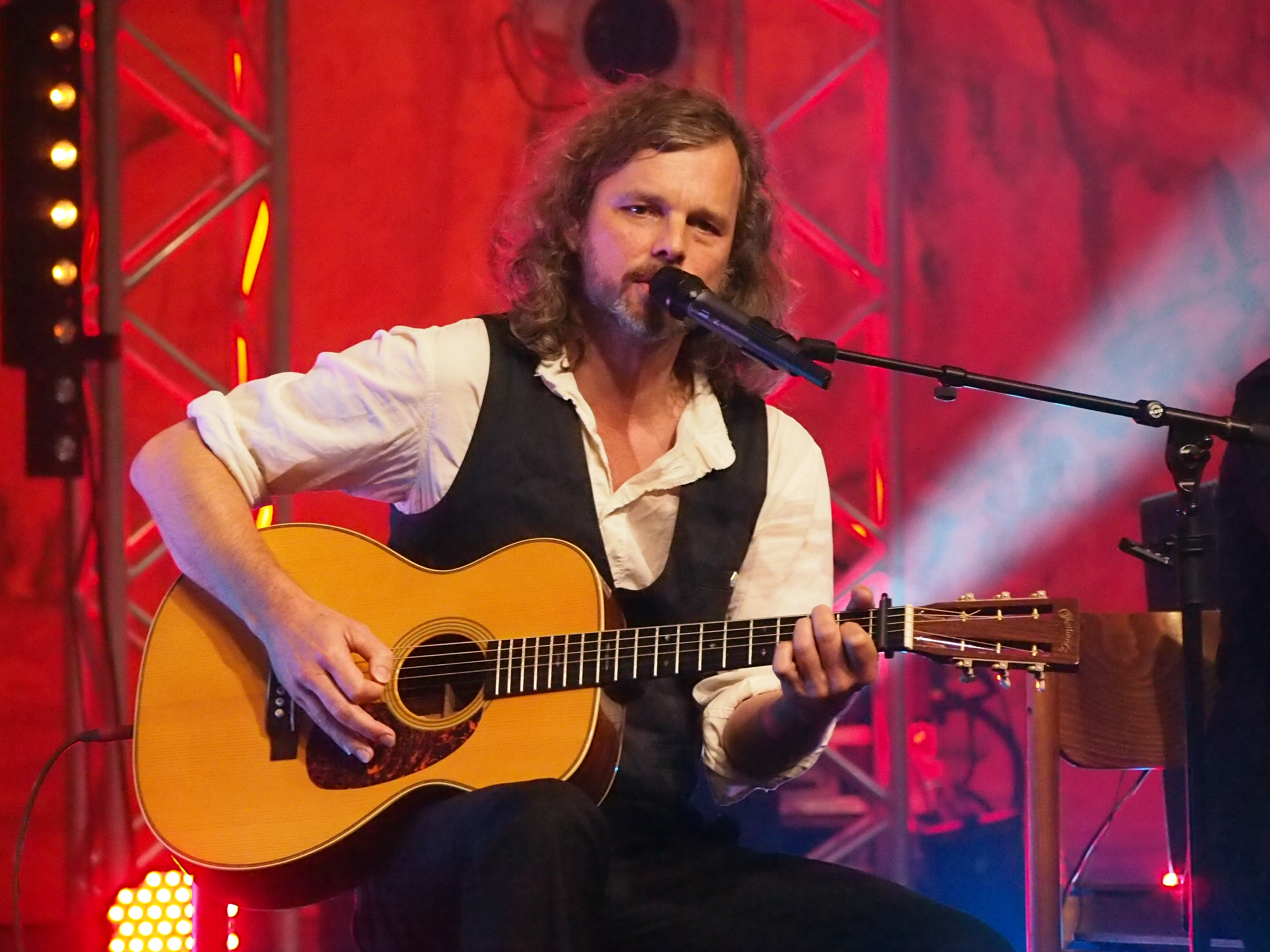
Gerd Baumann (* 1967)

- Baumann, Gerhard (1912–1996), deutscher Publizist und Geheimdienstmitarbeiter
- Baumann, Gerhard (1921–2006), deutscher Militärmusiker und Dirigent
- Baumann, Gerhart (1920–2006), deutscher Germanist
- Baumann, Gerlinde (* 1962), deutsche evangelische Theologin, Dozentin, Übersetzerin und Coach
- Baumann, Gottfried (1764–1845), deutscher Landwirt und Politiker
- Baumann, Gottlob (1794–1856), deutscher Pfarrer in Notzingen und Kemnat
- Baumann, Guido (1926–1992), Schweizer Journalist
- Baumann, Günter (* 1932), deutscher Motorsportler
- Baumann, Günter (* 1947), deutscher Politiker (CDU), MdB
- Baumann, Gunther (1921–1998), deutscher Fußballspieler und -trainer
- Baumann, Gunther (* 1952), deutscher Journalist, Autor und Übersetzer

###### Baumann, H
- Baumann, Hannes (* 1982), deutscher Segler
- Baumann, Hans (1875–1951), deutscher Politiker (NSDAP), MdRHans Baumann (1875–1951)

Hans Baumann (1875–1951)

- Baumann, Hans (1888–1967), deutscher Ingenieur, Eisenbahner, Redakteur und Hochschullehrer
- Baumann, Hans (* 1905), Schweizer Moderner Fünfkämpfer
- Baumann, Hans (1905–1941), österreichischer Kaufmann und Opfer des Holocaust
- Baumann, Hans (* 1909), österreichischer Skisportler
- Baumann, Hans (1914–1988), deutscher Lyriker, Liedschreiber, Kinder- und Jugendbuchautor
- Baumann, Hans (* 1924), deutscher Wirtschaftsjournalist
- Baumann, Hans D. (* 1950), deutscher Fachautor und -journalist, Grafiker, Schriftsteller und Kunstwissenschaftler
- Baumann, Hans Otto (1862–1927), Schweizer Maler
- Baumann, Hans Theo (1924–2016), deutscher Designer
- Baumann, Hans-Jürgen (1923–1981), deutscher Politiker (FDP, CDU), MdL
- Baumann, Hansruedi (* 1960), Schweizer Fußballtrainer und ehemaliger Spieler
- Baumann, Harald (* 1951), deutscher Chemiker auf dem Gebiet der Photopolymerisation
- Baumann, Harold (* 1941), Schweizer Naturwissenschaftler und Förderer der Montessori-Pädagogik in der Schweiz
- Baumann, Heinrich (1871–1949), deutscher Maschinenbauingenieur, Baubeamter und Hochschullehrer
- Baumann, Heinrich (1883–1945), Stuttgarter Gemeinderat und NS-Opfer
- Baumann, Heinrich (1930–2009), deutscher Politiker (SPD), MdL
- Baumann, Heinz (* 1905), deutscher Pfarrer und Funktionär der NSDAP
- Baumann, Heinz (1928–2023), deutscher Schauspieler
- Baumann, Hellmuth, preußischer Verwaltungsbeamter
- Baumann, Helmut (1937–2014), deutscher Apotheker und Botaniker
- Baumann, Helmut (* 1939), deutscher Tänzer, Choreograf, Schauspieler und Musicalregisseur
- Baumann, Helmuth (* 1940), deutscher Hammerwerfer
- Baumann, Herbert (1925–2020), deutscher Komponist und Dirigent
- Baumann, Herbert (1927–1990), deutscher Bildhauer
- Baumann, Herbert (* 1964), Schweizer Fussballspieler und -trainer
- Baumann, Heribert (1926–2017), deutscher Kommunalpolitiker (CDU)
- Baumann, Hermann (1834–1908), württembergischer Maler und Lithograf in Tübingen
- Baumann, Hermann (1866–1940), österreichischer Landwirt und Politiker, Landtagsabgeordneter
- Baumann, Hermann (1889–1970), Reformpädagoge
- Baumann, Hermann (1902–1972), deutscher Ethnologe, Afrikanist und Kulturhistoriker
- Baumann, Hermann (* 1921), Schweizer Ringer
- Baumann, Hermann (1934–2023), deutscher HornistHermann Baumann (1934–2023)

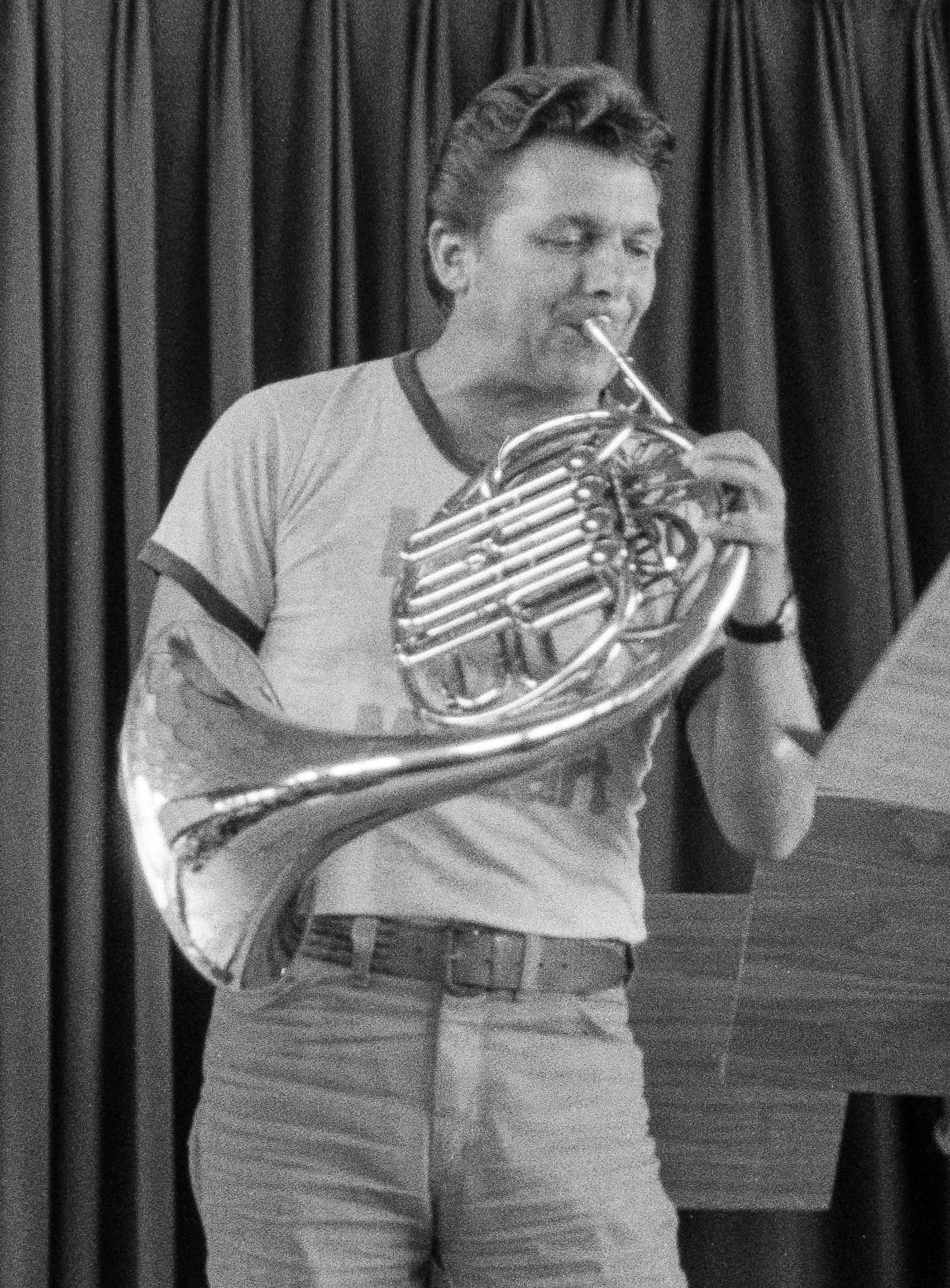
Hermann Baumann (1934–2023)

- Baumann, Hermann Carl von (1818–1907), württembergischer Oberamtmann
- Baumann, Hilmar (1939–2018), deutscher Schauspieler
- Baumann, Horst H. (1934–2019), deutscher Künstler

###### Baumann, I
- Baumann, Ida (1845–1913), deutsche Kindergärtnerin, Volksschullehrerin und Wiener Frauenrechtlerin
- Baumann, Ida (1864–1932), Schweizer Malerin
- Baumann, Ignaz (1900–1980), österreichischer Politiker (NSDAP), Landtagsabgeordneter
- Baumann, Immaculata (1907–1992), deutsche Ordensgeistliche, Äbtissin von Waldsassen
- Baumann, Immanuel (1799–1837), Stadtschultheiß, MdL (Württemberg)
- Baumann, Immanuel (1900–1974), evangelischer Geistlicher bessarabiendeutscher Herkunft
- Baumann, Isabelle (* 1963), österreichische Leichtathletin und Leichtathletiktrainerin
- Baumann, Isidor (* 1955), Schweizer Politiker, Landammann von Uri

###### Baumann, J
- Baumann, J. Alexander (1942–2022), Schweizer Politiker (SVP)
- Baumann, Jackie (* 1995), deutsche HürdenläuferinJackie Baumann (* 1995)

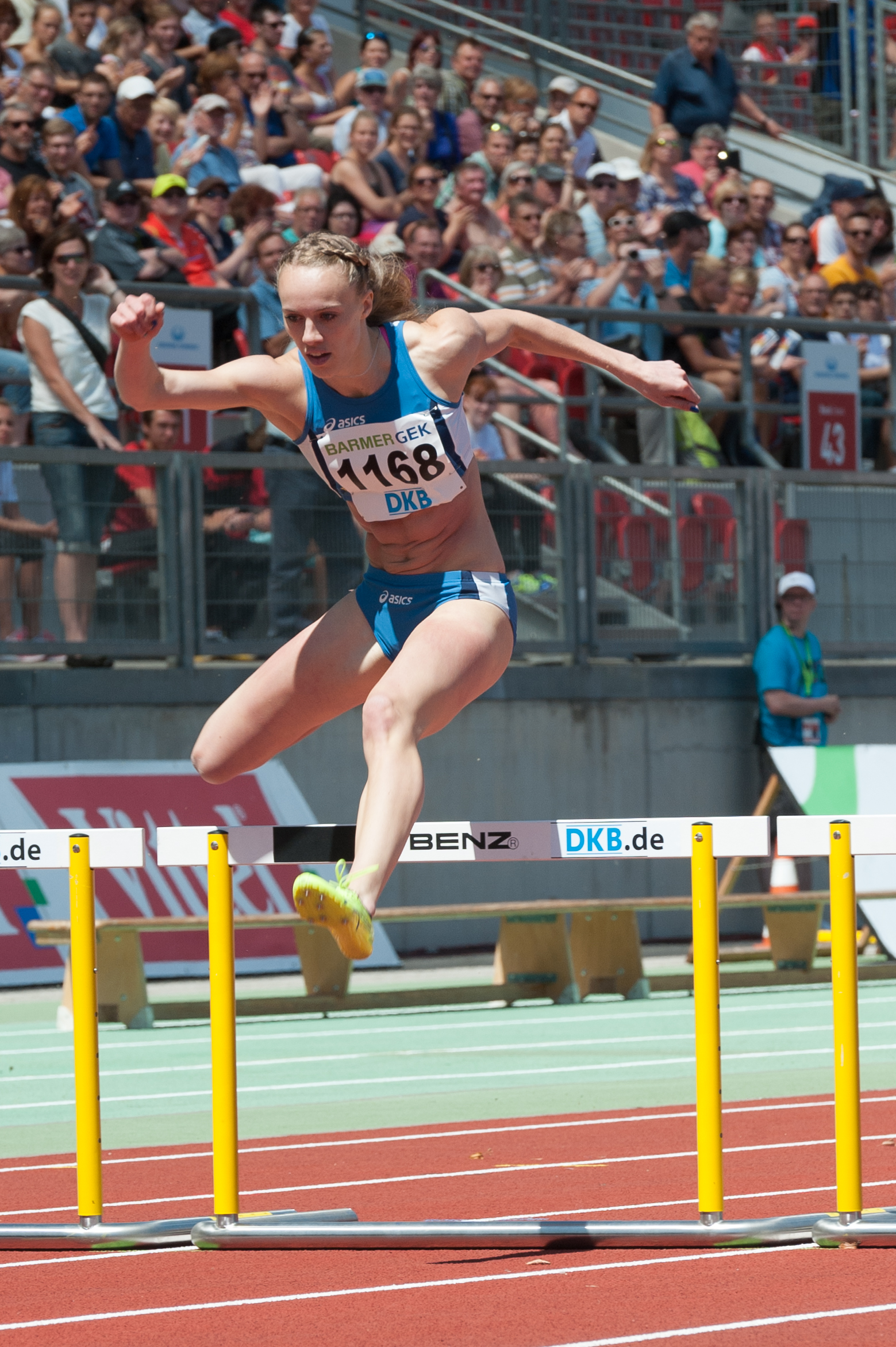
Jackie Baumann (* 1995)

- Baumann, Jacob Christian Carl (1800–1880), deutscher Bürgermeister, Mitglied der Zweiten Kammer der Kurhessischen Ständeversammlung
- Baumann, Jakob († 1562), letzter Abt des Zisterzienserklosters Dargun
- Baumann, Jakob (1862–1922), deutscher katholischer Priester, Domvikar, Buchautor, Zeitungsredakteur
- Baumann, Jakob (1881–1942), Schweizer Politiker
- Baumann, Jakob (1893–1951), deutscher Politiker, Gewerkschafter und Widerstandskämpfer
- Baumann, Jan (* 1977), deutscher Autor, Regisseur und Spieledesigner
- Baumann, Javon (* 1992), deutscher Basketballspieler
- Baumann, Joachim Moritz Wilhelm (1766–1849), sächsischer Jurist und Gutsbesitzer, Mitglied der Ersten Kammer des Sächsischen Landtages
- Baumann, Joel (* 1969), deutscher Gestalter Neue Medien, Computerkünstler
- Baumann, Johann (1882–1959), deutscher Maler
- Baumann, Johann Friedrich (1775–1833), württembergischer Verwaltungsbeamter und Politiker
- Baumann, Johann Heinrich (1753–1832), kurländischer Jäger und Maler
- Baumann, Johann Jakob (1773–1830), Schweizer Militär in englischen, portugiesischen und brasilianischen Diensten
- Baumann, Johann Jakob (1824–1889), Schweizer reformierter Pfarrer
- Baumann, Johann Karl († 1794), deutscher Orgelbauer
- Baumann, Johann Ulrich (1851–1904), Schweizer Politiker (Demokratische Partei)
- Baumann, Johann Wilhelm (1671–1726), deutscher Unternehmer und Hammerherr
- Baumann, Johanna (1934–2025), deutsche Schauspielerin
- Baumann, Johannes (1874–1953), Schweizer Politiker (FDP)
- Baumann, Johannes (1925–2019), deutscher Kirchenmusikdirektor
- Baumann, John Christian Gustav (1863–1938), dänischer Kaufmann und kommissarischer Inspektor in Grönland
- Baumann, Jonas (* 1986), deutscher Sportkletterer
- Baumann, Jonas (* 1990), Schweizer Skilangläufer
- Baumann, Jörg (* 1981), deutscher Politiker (AfD), MdL
- Baumann, Josef (1815–1874), deutscher Bader und Barbier
- Baumann, Josef (1877–1963), deutscher Agrarwissenschaftler
- Baumann, Josef (* 2000), deutscher E-Sportler
- Baumann, Joseph (1910–1966), deutscher Arzt
- Baumann, Judith, Schweizer Köchin
- Baumann, Julie (* 1964), schweizerische Leichtathletin
- Baumann, Julius (1868–1932), liberaler Politiker und Minister in Württemberg
- Baumann, Jürgen (1922–2003), deutscher Rechtsgelehrter und Politiker (FDP), Hochschullehrer

###### Baumann, K
- Baumann, Karl (1896–1957), deutscher Pädagoge, Didaktiker der Naturwissenschaften
- Baumann, Karl-Heinz (* 1946), deutscher Fußballspieler
- Baumann, Karlheinz (* 1938), deutscher Naturfilmer und Autor
- Baumann, Karsten (* 1969), deutscher Fußballspieler und -trainerKarsten Baumann (* 1969)

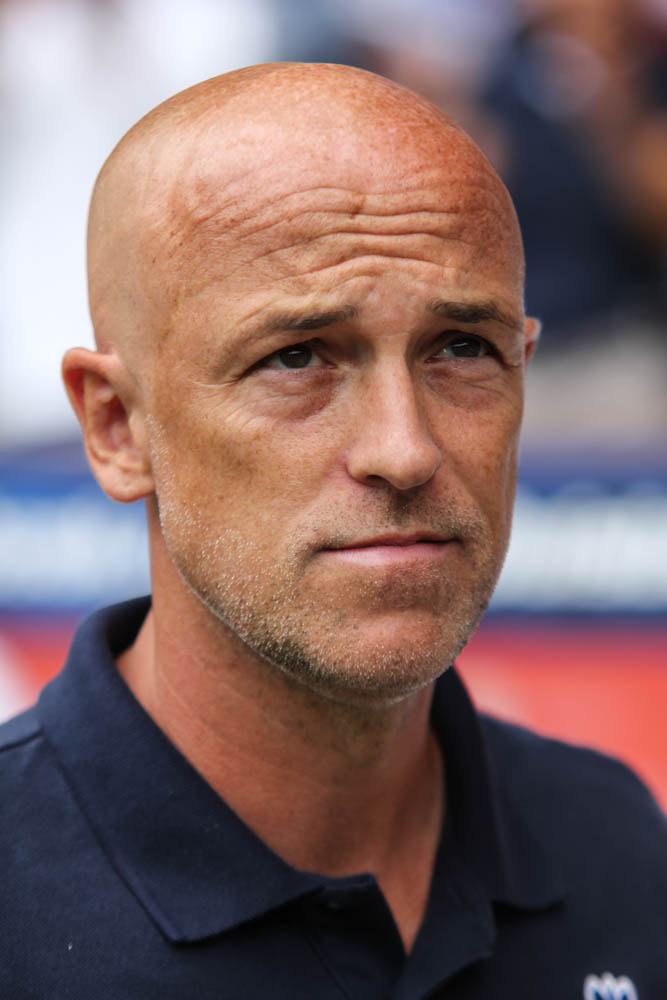
Karsten Baumann (* 1969)

- Baumann, Ken (* 1989), US-amerikanischer Schauspieler
- Baumann, Kilian (* 1980), Schweizer Politiker (GP)
- Baumann, Kirsten (* 1963), deutsche Kunsthistorikerin, Direktorin des Hamburger Museums der Arbeit
- Baumann, Klaus (* 1963), deutscher römisch-katholischer Priester, Psychotherapeut und Hochschullehrer
- Baumann, Klaus-Dieter (* 1955), deutscher Linguist
- Baumann, Konrad (* 1991), deutscher Schauspieler

###### Baumann, L
- Baumann, Larina (* 1998), Schweizer Fussballspielerin
- Baumann, Leonie (* 1954), deutsche Diplompädagogin, Kuratorin und Publizistin
- Baumann, Lion-Russell (* 1992), deutscher Schauspieler
- Baumann, Lorraine (* 1993), französische Badmintonspielerin
- Baumann, Ludwig (1853–1936), altösterreichischer Architekt
- Baumann, Ludwig (1921–2018), deutscher Wehrmachtsdeserteur und Friedensaktivist
- Baumann, Ludwig (* 1950), deutscher Opernsänger (Bassbariton)
- Baumann, Luitpold (1844–1919), deutscher Politiker, MdR
- Baumann, Lukas (* 1996), deutscher Chorleiter und musikalischer Leiter

###### Baumann, M
- Baumann, Manfred (* 1956), österreichischer Journalist, Autor, Kabarettist und ORF-RedakteurManfred Baumann (* 1956)

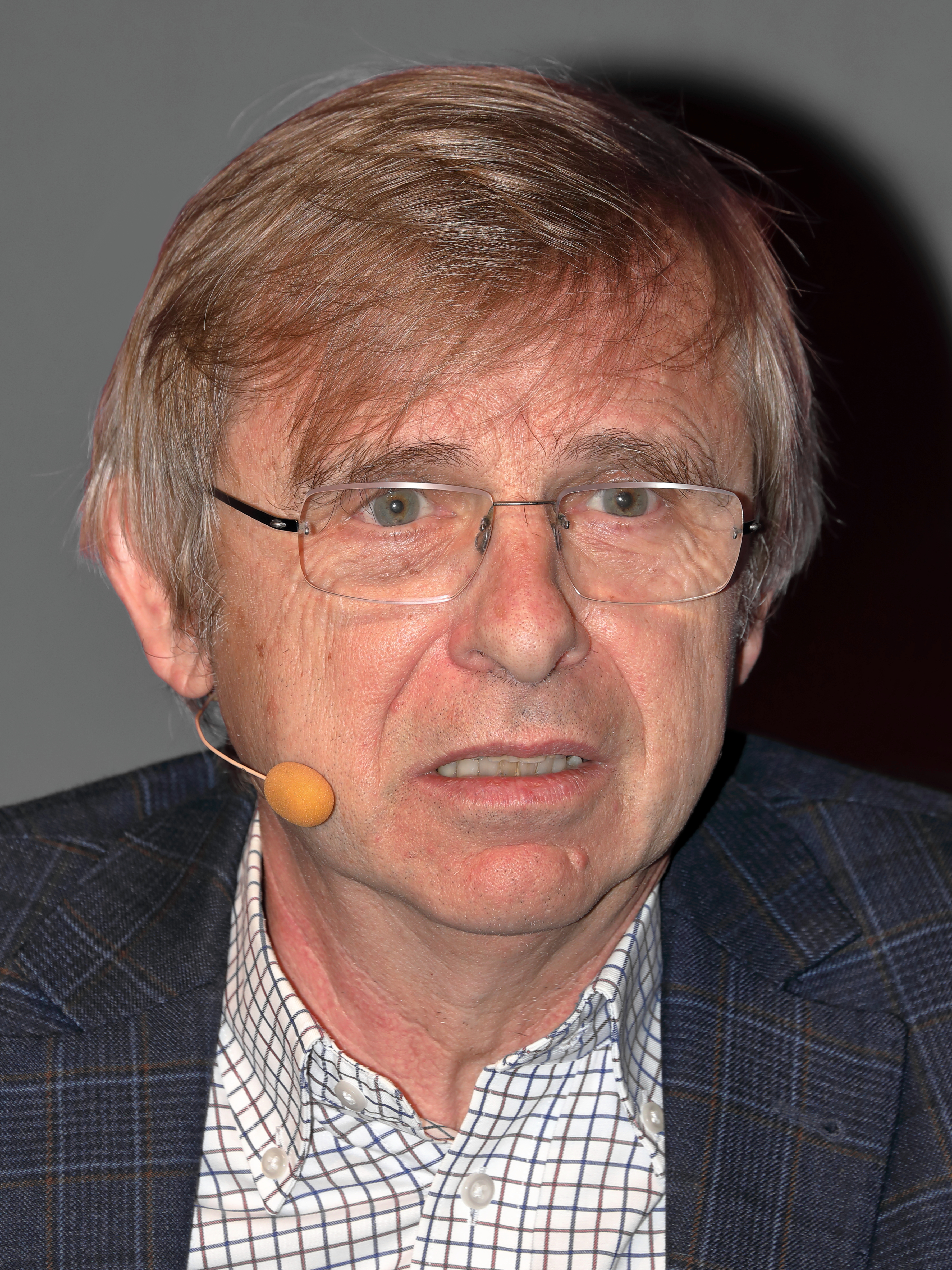
Manfred Baumann (* 1956)

- Baumann, Manfred (* 1968), österreichischer Fotograf
- Baumann, Marcel M. (* 1975), deutscher Politikwissenschaftler
- Baumann, Marcus (* 1955), deutscher Biologe und Rektor der FH Aachen
- Baumann, Margot S. (* 1964), Schweizer Schriftstellerin
- Baumann, Marianne (1759–1834), deutsche Theaterschauspielerin
- Baumann, Martin (* 1960), deutscher Religionswissenschaftler und Hochschullehrer
- Baumann, Martin (* 1961), deutscher Handballspieler
- Baumann, Matthias (* 1963), deutscher Vielseitigkeitsreiter
- Baumann, Matthias (* 1971), deutscher Mediziner
- Baumann, Matthias Christian (1740–1816), deutscher Klavier- und Instrumentenbauer
- Baumann, Max (1917–1999), deutscher Komponist
- Baumann, Max (1931–2025), deutscher Physiker
- Baumann, Max Peter (* 1944), Schweizer Musikwissenschaftler, Ethnologe, Herausgeber
- Baumann, Maximilian (* 1991), Schweizer Radio- und Fernsehmoderator, Fernsehproduzent und Gastronom
- Baumann, Melanie (* 1980), Schweizer Triathletin
- Baumann, Melchior Philipp Karl (1794–1870), deutscher Kaufmann und Politiker
- Baumann, Michael, deutscher Zisterziensermönch
- Baumann, Michael (1897–1970), deutscher Betriebsrat und Politiker (KPD), Mitglied der Verfassunggebenden Landesversammlung in Bayern
- Baumann, Michael (1946–2002), deutscher Politiker (SPD)
- Baumann, Michael (* 1956), deutscher Brigadegeneral und Vizepräsident des BND
- Baumann, Michael (* 1962), deutscher Humanmediziner
- Baumann, Michael (* 1970), deutscher Filmregisseur und Drehbuchautor

###### Baumann, N
- Baumann, Nancy (* 1970), Schweizer Sängerin, Tänzerin und KostümbildnerinNancy Baumann (* 1970)

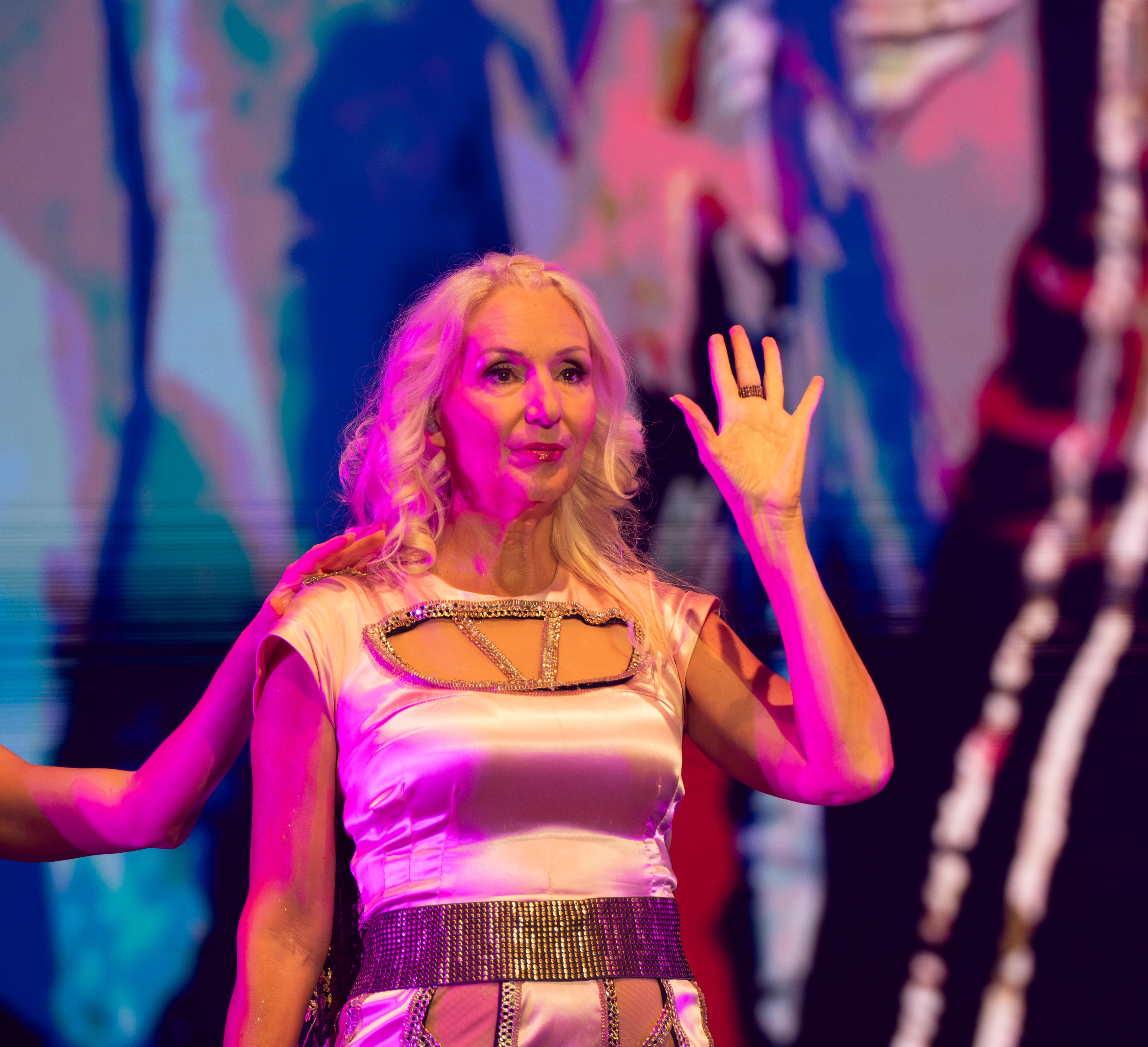
Nancy Baumann (* 1970)

- Baumann, Niclas Henrich (* 1709), preußischer Jurist und Beamter
- Baumann, Nicolaus († 1526), deutscher Gelehrter
- Baumann, Nicolaus von (1618–1695), Stralsunder Kaufmann und Ratsherr
- Baumann, Noah (* 2002), deutscher Fußballspieler
- Baumann, Noam (* 1996), dominikanisch-schweizerischer Fussballspieler
- Baumann, Notker (* 1975), deutscher römisch-katholischer Theologe und Kirchenhistoriker
- Baumann, Novem (* 1995), schweizerisch-philippinischer Fussballspieler

###### Baumann, O
- Baumann, Oliver (* 1990), deutscher FußballtorhüterOliver Baumann (* 1990)

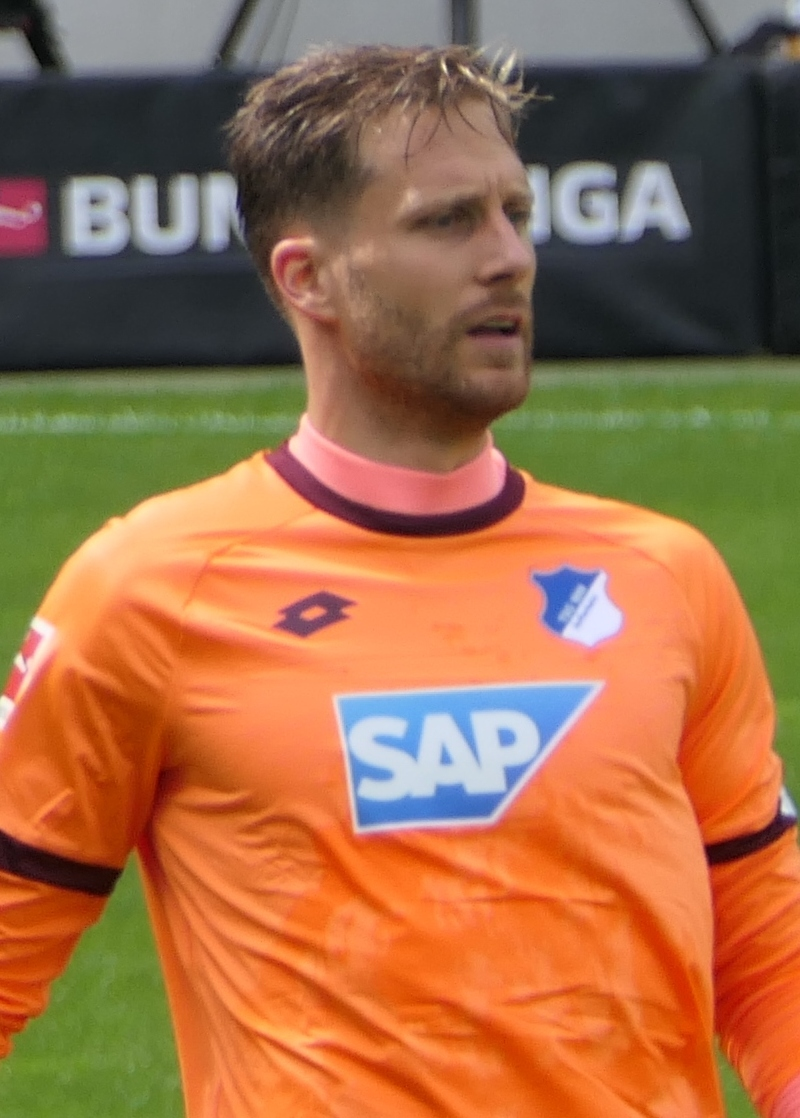
Oliver Baumann (* 1990)

- Baumann, Oskar (1864–1899), österreichischer Afrikaforscher, Philosoph, Ethnologe, Geograf und Kartograf
- Baumann, Otto (1879–1951), deutscher Offizier und später Kommunalpolitiker
- Baumann, Otto (1901–1992), deutscher Maler und Grafiker

###### Baumann, P
- Baumann, Patrick (1967–2018), Schweizer Jurist und Sportfunktionär
- Baumann, Patrick (* 1982), Schweizer Fussballspieler
- Baumann, Patrik (* 1986), Schweizer Fußballspieler
- Baumann, Paul (1901–1976), deutscher Politiker (KPD), MdL
- Baumann, Paulus II. (1644–1725), deutscher Zisterzienserabt
- Baumann, Paweł (1983–2016), polnischer Kanute
- Baumann, Peter (1935–2011), Schweizer Psychiater und Sterbehelfer
- Baumann, Peter (* 1938), Schweizer Architekt
- Baumann, Peter (* 1939), deutscher Journalist, Schriftsteller, Filmemacher und -Regisseur sowie Musiker und Produzent
- Baumann, Peter (* 1947), Schweizer Verleger, Journalist und Übersetzer
- Baumann, Peter (* 1953), deutscher RockmusikerPeter Baumann (* 1953)

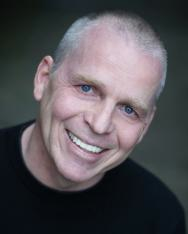
Peter Baumann (* 1953)

- Baumann, Peter (* 1969), deutscher Zellbiologe und Molekularbiologe

###### Baumann, R
- Baumann, Rainer (1930–2021), deutscher Fußballspieler
- Baumann, Rainer (1949–2007), deutscher Gitarrist, Komponist und Texter
- Baumann, Rasmus (* 1973), deutscher Dirigent und Hochschullehrer
- Baumann, Reinhold (1924–2016), deutscher Datenschutzexperte
- Baumann, René (* 1938), Schweizer Radrennfahrer
- Baumann, Reto (* 1994), Schweizer Unihockeyspieler
- Baumann, Richard, deutscher Skeletonpilot
- Baumann, Richard (1899–1997), deutscher Theologe und Autor
- Baumann, Richard (1921–2009), deutscher Mathematiker und Informatiker
- Baumann, Robert (1882–1951), deutscher Landwirt und Politiker (Zentrum), MdL
- Baumann, Roland (* 1992), österreichischer Politiker (SPÖ)
- Baumann, Rolf (* 1933), deutscher Fußballtorhüter
- Baumann, Rolf (* 1958), deutscher Politiker (SPD), MdL
- Baumann, Rolf (* 1963), deutscher Fußballspieler
- Baumann, Romed (* 1986), österreichisch-deutscher SkirennläuferRomed Baumann (* 1986)

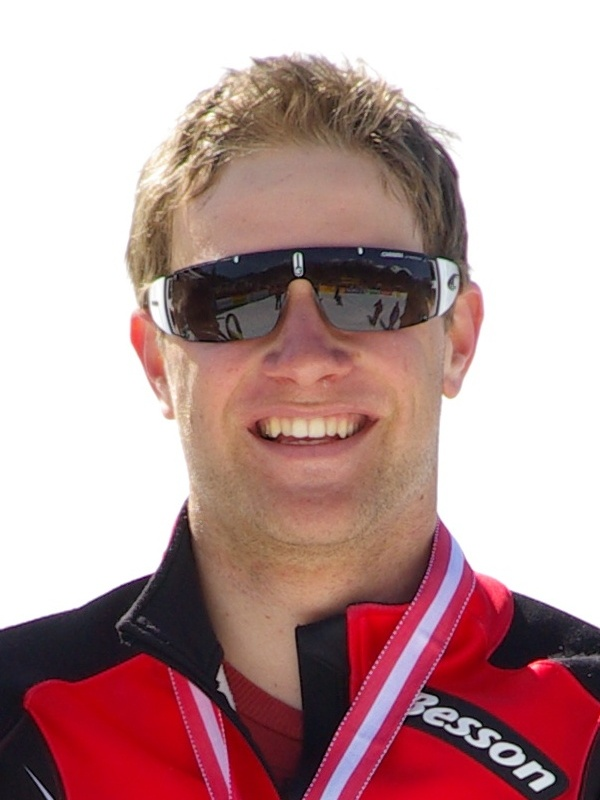
Romed Baumann (* 1986)

- Baumann, Rudolf (1911–1988), deutscher Arzt und Physiologe
- Baumann, Ruedi (* 1947), Schweizer Politiker

###### Baumann, S
- Baumann, Sabian (* 1962), Schweizer Künstler
- Baumann, Sabine (* 1966), deutsche Verlagslektorin und literarische Übersetzerin
- Baumann, Schaul (1922–2018), israelischer Historiker
- Baumann, Sebaldus, deutscher Kirchenmusiker, Kreuzkantor
- Baumann, Sebastian (1729–1805), deutscher Uhrmacher
- Baumann, Sigrid (* 1968), deutsche Fußballspielerin
- Baumann, Simon (* 1976), Schweizer Musiker
- Baumann, Simon (* 1979), Schweizer Filmemacher
- Bäumann, Stefan (* 1970), deutscher Behindertensportler
- Baumann, Steffen (* 1971), deutscher DJ
- Baumann, Stephanie (* 1951), Schweizer Politikerin (SP)
- Baumann, Susanne (* 1965), deutsche DiplomatinSusanne Baumann (* 1965)

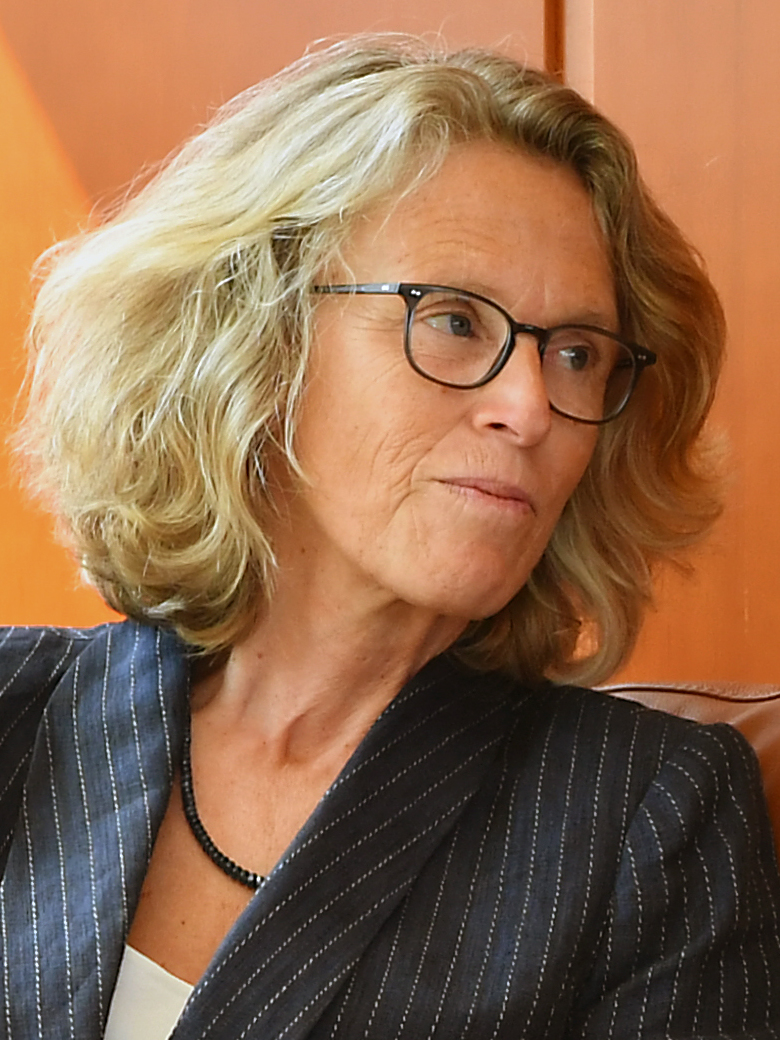
Susanne Baumann (* 1965)

- Baumann, Suzanne (* 1942), Schweizer Künstlerin

###### Baumann, T
- Baumann, Tanja (* 1992), deutsche Fußballspielerin
- Baumann, Theobald (1923–1944), deutscher Fußballtorwart
- Baumann, Theodor (1829–1896), deutscher Rittergutsbesitzer und Politiker
- Baumann, Theodor (* 1941), deutscher Bauingenieur
- Baumann, Theodor von (1768–1830), preußischer Jurist und Beamter
- Baumann, Thomas (* 1960), Schweizer Politiker (Grüne)
- Baumann, Thomas (* 1961), deutscher Journalist
- Baumann, Thomas (* 1965), deutscher Autor
- Baumann, Tobi (* 1974), deutscher Regisseur

###### Baumann, U
- Baumann, Ulli (* 1962), deutscher Filmregisseur und Filmproduzent
- Baumann, Urs (* 1941), schweizerischer, römisch-katholischer Theologe

###### Baumann, V
- Baumann, Vera (* 1988), Schweizer Improvisationsmusikerin (Stimme)
- Baumann, Victor (1870–1932), norwegischer Marineoffizier und Polarforscher

###### Baumann, W
- Baumann, Walter (1914–1986), Schweizer Politiker (BGB/SVP)
- Baumann, Werner (1925–2009), deutscher Grafiker und Kunstlehrer
- Baumann, Werner (* 1934), deutscher Fußballspieler
- Baumann, Werner (* 1947), Schweizer Diplomat
- Baumann, Werner (1947–2017), deutscher Fußballspieler
- Baumann, Werner (* 1962), deutscher ManagerWerner Baumann (* 1962)

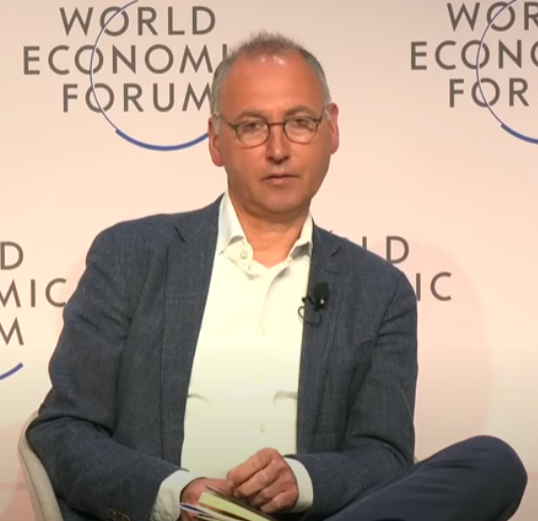
Werner Baumann (* 1962)

- Baumann, Wilhelm (* 1887), deutscher Eisenbahner und Ministerialbeamter
- Baumann, Wilhelm (1895–1982), deutscher Lehrer und Senator (Bayern)
- Baumann, Wilhelm (1912–1990), deutscher Feldhandballspieler
- Baumann, Wilhelm (1925–2015), deutscher Politiker (CSU), MdL
- Baumann, Wilhelm (* 1937), deutscher Gewerkschafter und Senator (Bayern)
- Baumann, Willy (1908–1979), deutscher Diplomat und Handelsrat
- Baumann, Winfried (1930–1980), deutscher Fregattenkapitän
- Baumann, Winfried (* 1956), deutscher Künstler
- Baumann, Wolfgang (1939–2017), deutscher Schwimmer
- Baumann, Wolfgang (* 1949), deutscher Rechtsanwalt und Aktivist der Antiatomkraftbewegung
- Baumann, Wolfgang (* 1966), österreichischer Beamter, Generalsekretär im Verteidigungsministerium

###### Baumann, Y
- Baumann, Yvonne (* 1959), Schweizer Diplomatin

###### Baumann-B
- Baumann-Bantel, Ruth (1925–1994), deutsche Textil-Künstlerin und Malerin
- Baumann-Bodenheim, Marcel Gustav (1920–1996), Schweizer Botaniker

###### Baumann-H
- Baumann-Hasske, Harald (* 1957), deutscher Politiker (SPD), MdL

###### Baumann-R
- Baumann-Rott, Ernestine (1934–2012), österreichische Politikerin, Landtagsabgeordnete von Oberösterreich

###### Baumann-S
- Baumann-Schlachter, Elisabeth (1887–1941), Schweizer christliche Schriftstellerin
- Baumann-Schosland, Anna (1886–1972), deutsche Politikerin (CDU in der SBZ), DFD-Funktionärin

###### Baumann-V
- Baumann-von Arx, Gabriella (* 1961), Schweizer Autorin und Verlegerin
- Baumann-von Broen, Edda (* 1964), deutsche Filmproduzentin, Regisseurin und Autorin

###### Baumann-Z
- Baumann-Zürrer, Kaspar (1830–1896), Schweizer Kaufmann und Politiker

###### Baumanns
- Baumanns, Dieter (1948–2023), deutscher Fußballspieler
- Baumanns, Klaus-Willi (* 1948), deutscher Fußballspieler und -trainer
- Baumanns, Peter (1935–2023), deutscher Philosoph

### Baumb
- Baumbach zu Kirchheim, Ludwig von (1799–1883), kurhessischer Offizier, Gutsbesitzer und Politiker
- Baumbach, Adolf (1874–1945), deutscher Rechtswissenschaftler
- Baumbach, Adolph (1825–1903), Jurist, Reichstagsabgeordneter
- Baumbach, Alexander von (1814–1894), kurhessischer Außenminister
- Baumbach, Arnold von (1779–1849), deutscher Offizier und Obervorsteher der Althessischen Ritterschaft
- Baumbach, Bernhard († 1929), deutscher Verwaltungsbeamter
- Baumbach, Carl von (1772–1844), deutscher Gutsbesitzer und Mitglied der kurhessischen Ständeversammlung
- Baumbach, Ernst Heinrich von (1671–1728), landgräflich-hessischer Generalleutnant
- Baumbach, Ernst von (1759–1837), deutscher Offizier und Abgeordneter
- Baumbach, Ernst von (1804–1874), deutscher Jurist und Mitglied der kurhessischen Ständeversammlung
- Baumbach, Ernst Wilhelm von (1791–1860), württembergischer Generalleutnant und Gouverneur von Stuttgart
- Baumbach, Ewald Jost von († 1637), Ober-Forst- und Landjägermeister von Hessen-Kassel, Landvogt
- Baumbach, Felix (1876–1966), deutscher Schauspieler und Regisseur
- Baumbach, Ferdinand von (1851–1912), deutscher Gutsbesitzer und Mitglied des Preußischen Abgeordnetenhauses
- Baumbach, Friedrich August (1753–1813), deutscher Komponist, Dirigent, Musikschriftsteller und Freimaurer
- Baumbach, Friedrich von (1777–1851), kurhessischer Generalleutnant
- Baumbach, Friedrich von (1817–1880), preußischer Generalleutnant
- Baumbach, Fritz (1935–2025), deutscher FernschachgroßmeisterFritz Baumbach (1935–2025)

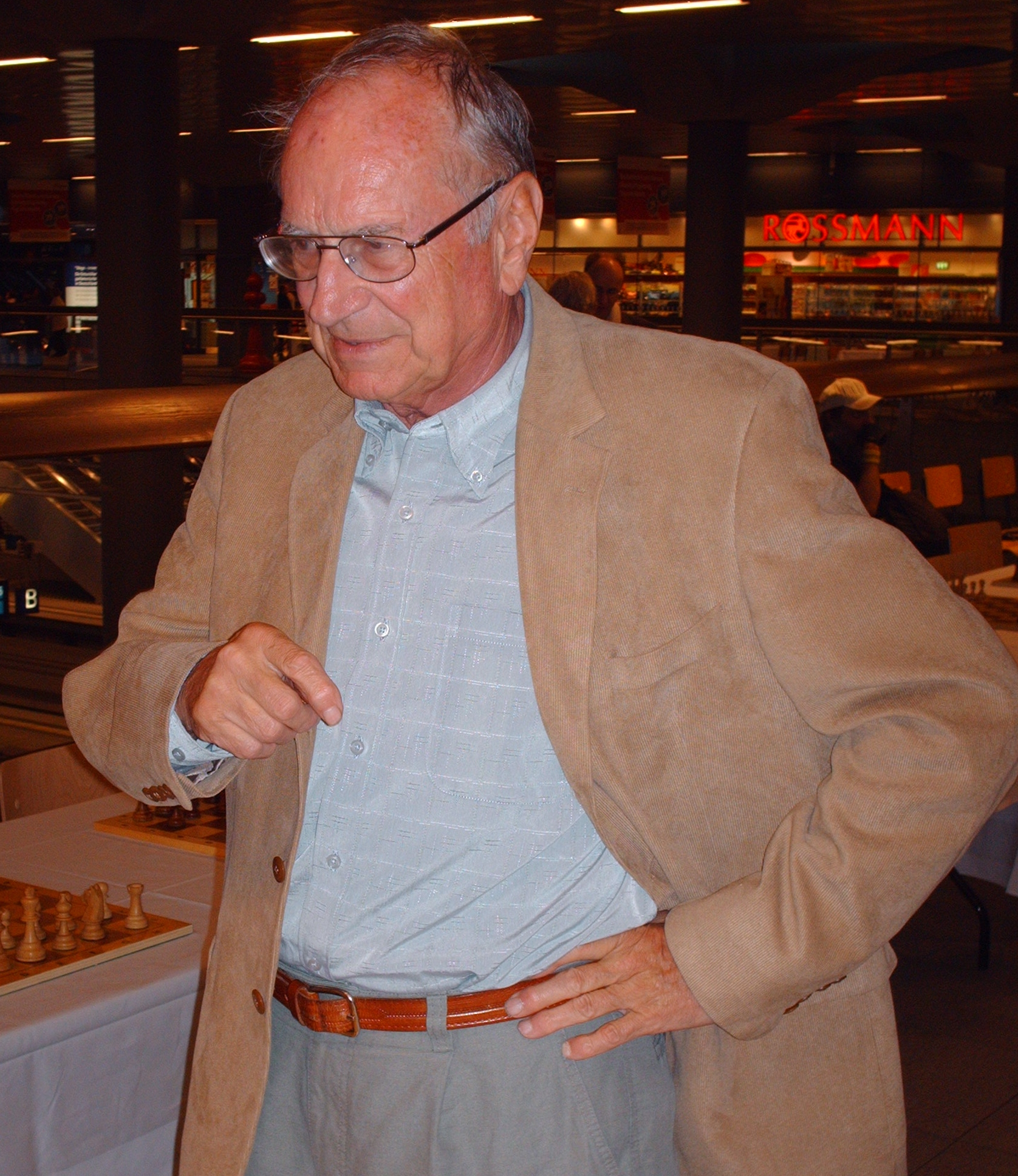
Fritz Baumbach (1935–2025)

- Baumbach, Gerda (* 1950), deutsche Theaterwissenschaftlerin
- Baumbach, Gretel (1896–1983), deutsche Politikerin (SPD) und Verbandsfunktionärin (AWO)
- Baumbach, Gustav (1838–1920), Landtagsabgeordneter Waldeck
- Baumbach, Hans Wilhelm von (1741–1805), deutscher Jurist und Obervorsteher der Althessischen Ritterschaft
- Baumbach, Harlan L. (1912–1980), US-amerikanischer Chemiker
- Baumbach, Hubertus von (* 1968), deutscher Manager
- Baumbach, Iwan (1832–1905), deutscher Offizier, Rittergutsbesitzer und Politiker, MdR
- Baumbach, Jan (* 1979), deutscher Bioinformatiker
- Baumbach, Jens (* 1983), deutscher Handballspieler und -trainer
- Baumbach, Karl (1844–1896), deutscher Jurist und Politiker, MdR
- Baumbach, Ludwig Wilhelm von (1755–1811), deutscher Grundbesitzer und Abgeordneter
- Baumbach, Lydia (1924–1991), südafrikanische Altphilologin und Mykenologin
- Baumbach, Manuel (* 1970), deutscher Altphilologe
- Baumbach, Marcelo (* 1967), brasilianischer Diplomat
- Baumbach, Maren (* 1981), deutsche Handballspielerin
- Baumbach, Martin (1979–2023), deutscher Kraftsportler
- Baumbach, Max (1859–1915), deutscher Bildhauer
- Baumbach, Moritz von (1789–1871), kurhessischer Obergerichtsdirektor, Justizminister und Landtagsabgeordneter
- Baumbach, Noah (* 1969), US-amerikanischer Filmregisseur und DrehbuchautorNoah Baumbach (* 1969)

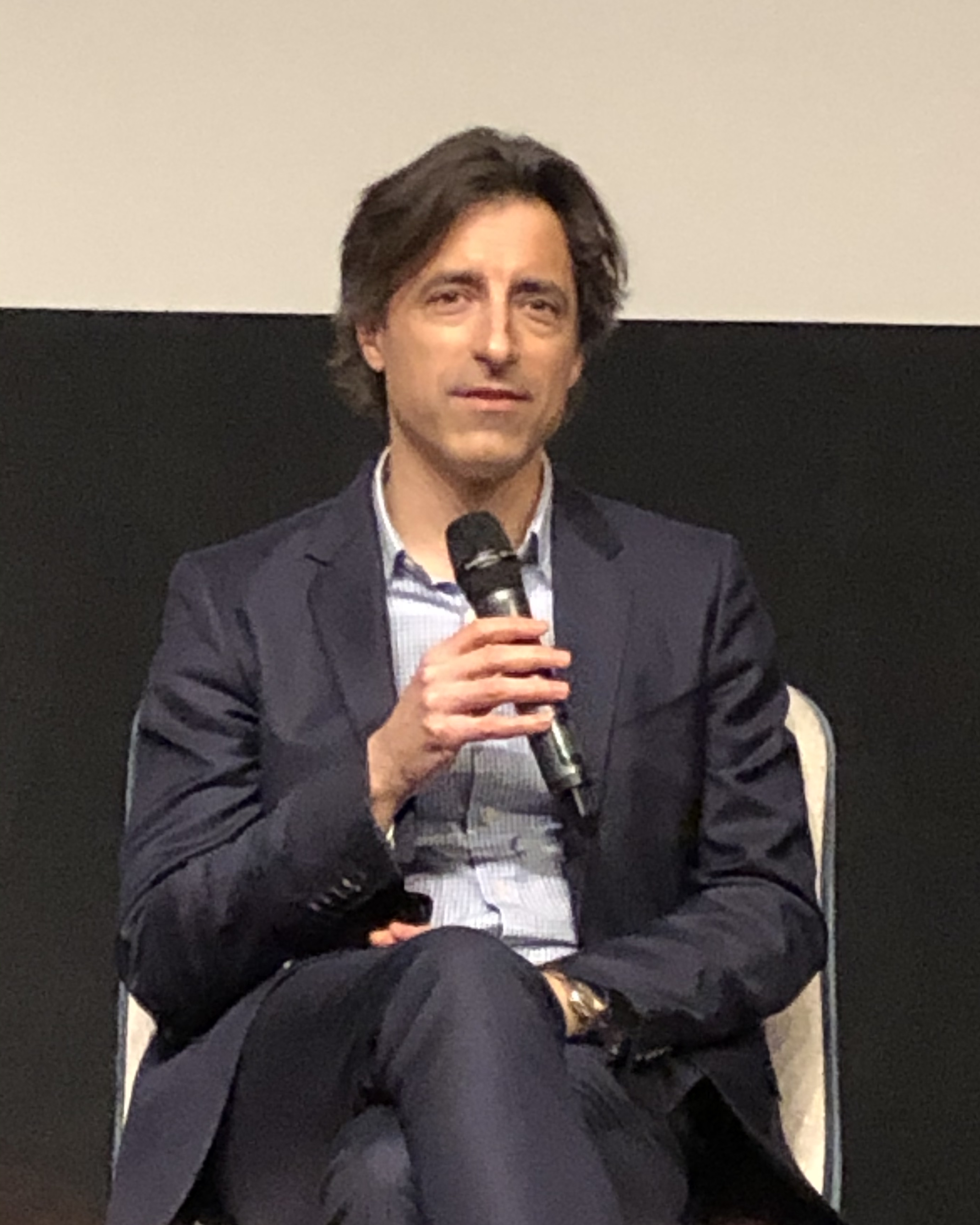
Noah Baumbach (* 1969)

- Baumbach, Norbert von (1900–1977), deutscher Marineoffizier
- Baumbach, Peter (1940–2022), deutscher Architekt und Hochschullehrer (Kunsthochschule Berlin-Weißensee)
- Baumbach, Philipp Ludwig von der Jüngere († 1618), Haushofmeister von Hessen-Marburg
- Baumbach, Philipp von (1860–1911), deutscher Verwaltungsjurist, Landrat und Regierungspräsident
- Baumbach, Reinfried von (1898–1989), deutscher Verwaltungsjurist und Landrat
- Baumbach, Ronald (1967–2021), deutscher Fußballspieler
- Baumbach, Rudolf (1807–1885), deutscher Zimmermeister und Bauunternehmer, Direktor der Baugewerkschulen Idstein und Wetzlar
- Baumbach, Rudolf (1840–1905), deutscher Dichter
- Baumbach, Sibylle (* 1978), deutsche Literaturwissenschaftlerin und Hochschullehrerin
- Baumbach, Udo (1935–2022), deutscher Museologe, Ethnograph, Historiker und Sachbuchautor
- Baumbach, Werner (1916–1953), deutscher Luftwaffenoffizier und Bomberpilot im Zweiten WeltkriegWerner Baumbach (1916–1953)

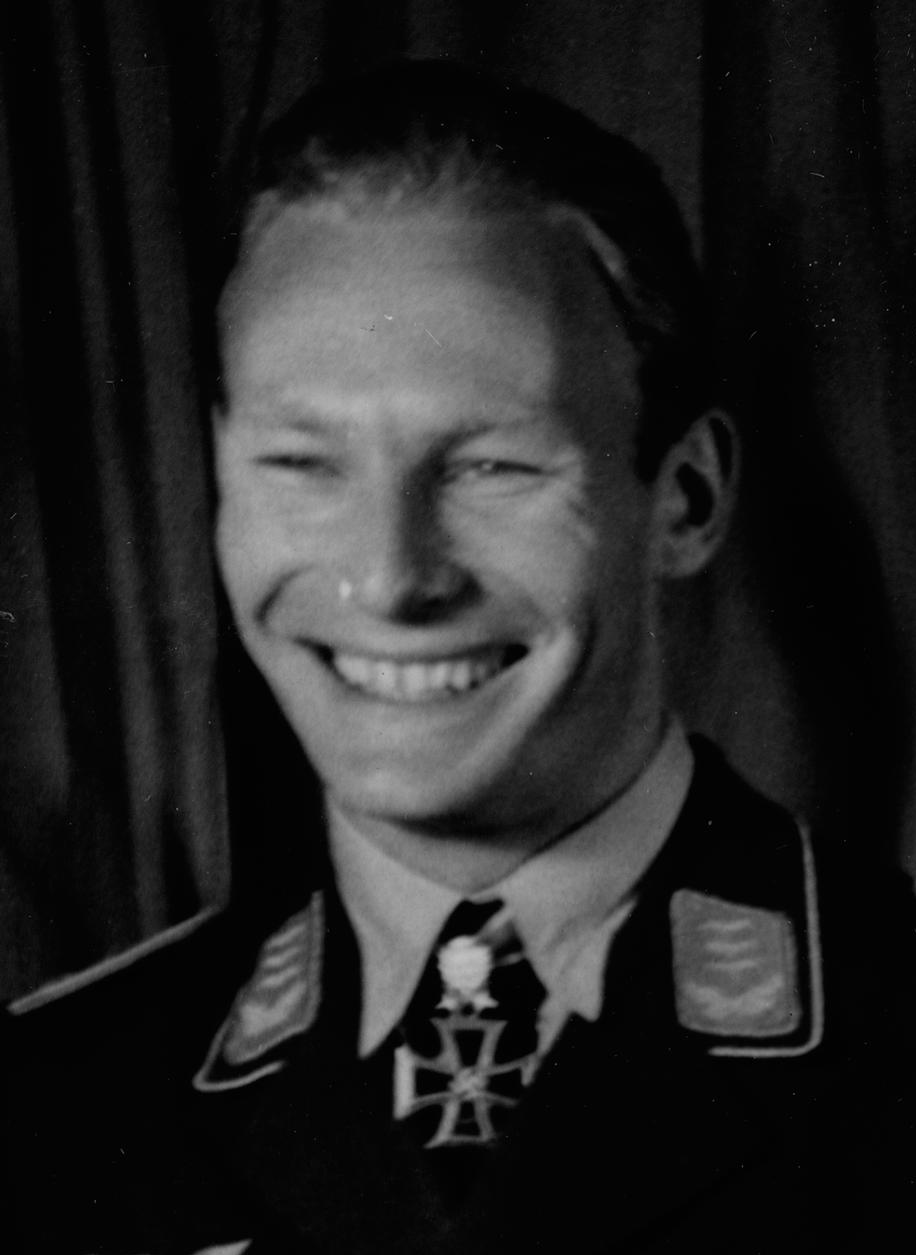
Werner Baumbach (1916–1953)

- Baumbach, Wilhelm Lebrecht von (1757–1826), hessischer Offizier in niederländischen Diensten
- Baumbach, Wilhelm Ludwig I. von (1710–1769), Gutsbesitzer und Mitglied des Hessen-kasselschen Landtags
- Baumbach, Wilhelm Ludwig von (1741–1808), deutscher Beamter und Abgeordneter
- Baumbach, Wilhelm von (1790–1857), deutscher Gutsbesitzer und Mitglied der kurhessischen Ständeversammlung
- Baumbach, Wilhelm von (1799–1879), deutscher Gutsbesitzer, Mitglied der kurhessischen Ständeversammlung
- Baumbach, Wilhelm von (1863–1949), preußischer Landrat
- Baumbach-Lenderscheid, Ludwig von (1779–1861), deutscher Gutsbesitzer und Mitglied der kurhessischen Ständeversammlung
- Baumbach-Nentershausen, Ludwig von (1823–1904), deutscher Gutsbesitzer und Mitglied des Kommunallandtages Kassel
- Baumbach-Ropperhausen, Ludwig von (1783–1856), kurhessischer Politiker und Präsident der kurhessischen Ständeversammlung
- Baumbauer, Erna (1919–2010), deutsche Schauspielagentin
- Baumbauer, Frank (* 1945), deutscher Schauspieler und Intendant
- Baumberg, Antonie (1857–1902), österreichische Schriftstellerin
- Baumberg, Gabriele (1766–1839), österreichische Schriftstellerin und Dichterin
- Baumberg, Max (1906–1978), deutscher Eisenbahningenieur bei der Deutschen Reichsbahn
- Baumberger, Georg (1855–1931), Schweizer Journalist und Politiker
- Baumberger, Gody (1918–2009), Schweizer Sportreporter
- Baumberger, Hans Ulrich (1932–2022), Schweizer Manager
- Baumberger, Josef (1944–2025), deutscher Porno-Regisseur und Porno-Produzent
- Baumberger, Leopold (* 1987), österreichischer Ordenspriester, Abt des Stiftes Wilten
- Baumberger, Otto (1889–1961), Schweizer Graphiker und Bühnenbildner
- Baumberger, Peter (1942–2019), Schweizer Politiker (CVP)
- Baumberger, Robert (1895–1986), Schweizer Maler und Grafiker
- Baumberger, Winfried (1938–2023), deutscher Industriedesigner und Hochschullehrer
- Baumblatt, Luitpold (1806–1877), jüdisch-katholischer Konvertit, Lehrer, Fachbuchautor und Heimatschriftsteller

### Baume
- Baume, Alphonse (1933–2014), Schweizer Skilangläufer
- Baumé, Antoine (1728–1804), französischer Chemiker und Pharmazeut
- Baume, Otfried (* 1951), deutscher Geograph und Landschaftsökologe
- Baume, Perrine de (* 1408), savoyardische Klarissin
- Baume, Rosetta Lulah (1871–1934), kalifornische Lehrerin und in Neuseeland eine liberale Politikerin, Feministin und sozial engagierte Frau
- Baume-Schneider, Elisabeth (* 1963), Schweizer Politikerin (SP)Elisabeth Baume-Schneider (* 1963)

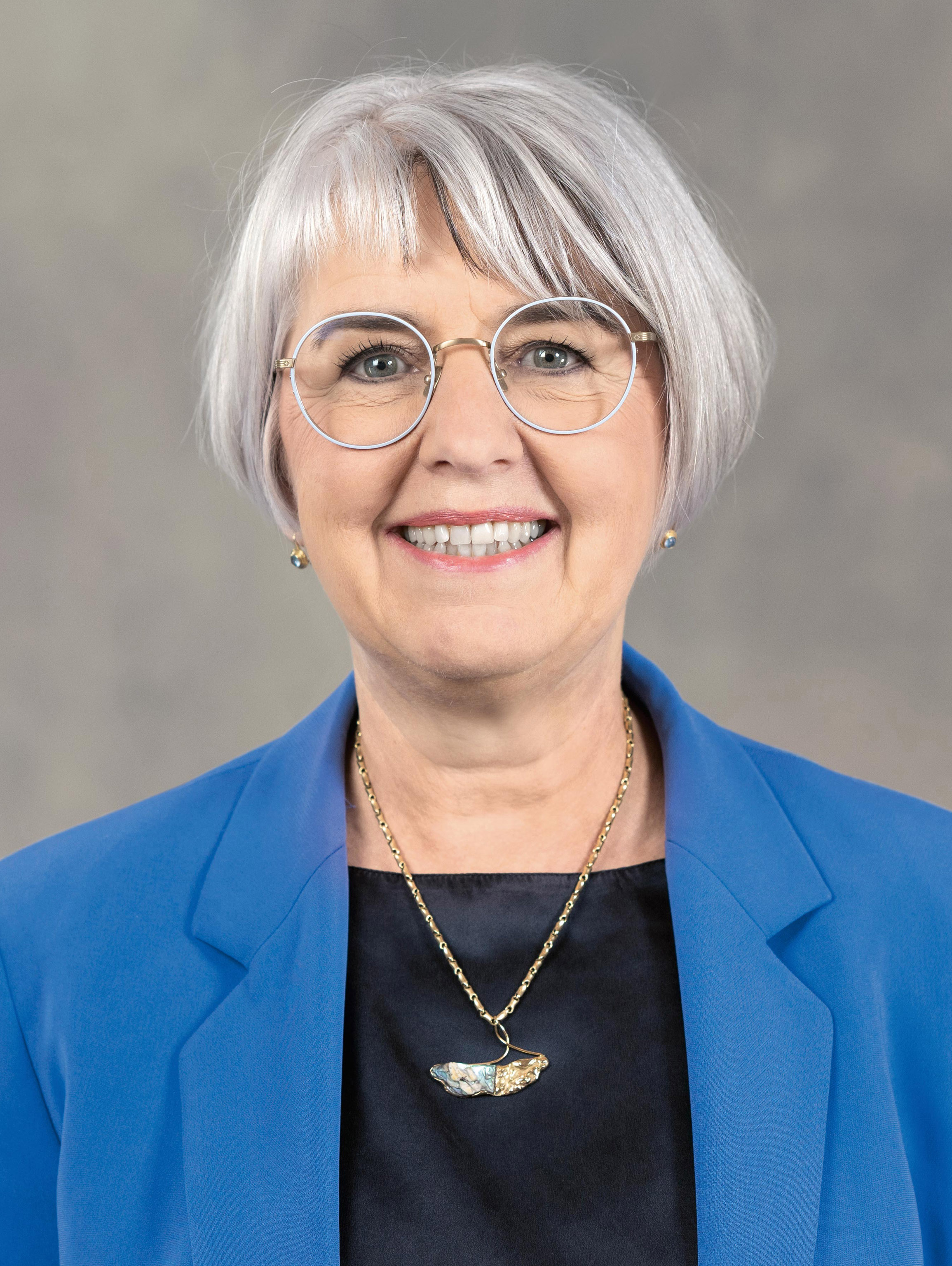
Elisabeth Baume-Schneider (* 1963)

- Baumecker, Emil (1866–1947), deutscher evangelisch-lutherischer Pfarrer und Politiker
- Baumecker, Stephan (* 1961), deutscher Schauspieler, Synchron- und Hörspielsprecher
- Baumegger, Siegfried (* 1972), österreichischer Schachspieler und -trainer
- Baumeier, Ilja (* 1991), deutsch-schweizerischer Film- und Theaterschauspieler
- Baumeier, Stefan (1940–2016), deutscher Volkskundler, Hausforscher, Museologe und Hochschullehrer
- Baumeister, Annette, deutsche Regisseurin und Journalistin
- Baumeister, Antonie (1842–1902), deutsche Theaterschauspielerin
- Baumeister, Bernhard (1827–1917), deutsch-österreichischer Schauspieler
- Baumeister, Brigitte (* 1946), deutsche Politikerin (CDU), MdB
- Baumeister, Bruno (1927–2010), deutscher Fußballspieler
- Baumeister, Christian (* 1971), deutscher Tierfilmer, Regisseur und Produzent
- Baumeister, Engelbert (1880–1965), deutscher Kunsthistoriker
- Baumeister, Engelbert (* 1935), deutscher Benediktiner, Abt von Scheyern und Ehrenbürger der Gemeinde Scheyern
- Baumeister, Ernst (* 1957), österreichischer Fußballspieler und -trainerErnst Baumeister (* 1957)

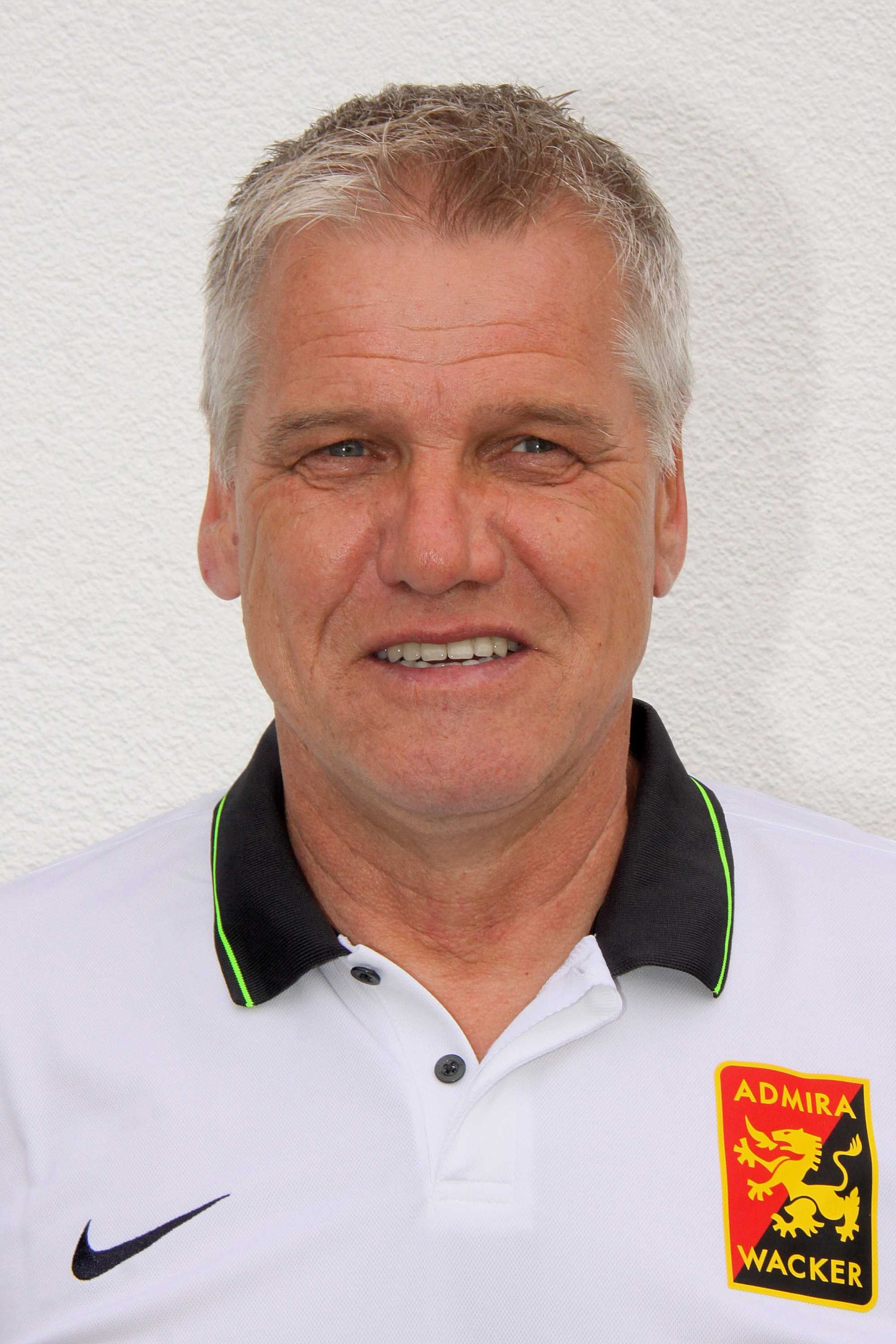
Ernst Baumeister (* 1957)

- Baumeister, Felicitas (* 1933), Nachlassverwalterin
- Baumeister, Friedrich Christian (1709–1785), deutscher Philosoph
- Baumeister, Heinz (1902–1969), deutscher Landespolitiker (SPD, SED), Journalist und Verbandsvorsitzender
- Baumeister, Helena (* 1998), Künstlerin und Autorin
- Baumeister, Herbert (1947–1996), US-amerikanischer Serienmörder
- Baumeister, Hermann (1806–1877), deutscher Jurist und Politiker, MdHB
- Baumeister, Hermann (1867–1944), deutscher Architektur- und Landschaftsmaler
- Baumeister, Jana (* 1988), deutsche Opern- und Konzertsängerin in der Stimmlage Sopran
- Baumeister, Jochen (* 1971), deutscher Sportwissenschaftler
- Baumeister, Johann Sebald († 1829), deutscher Miniaturmaler und Zeichner
- Baumeister, Johann Wilhelm (1804–1846), deutscher Veterinär und Tiermaler
- Baumeister, Joseph Franz (1857–1933), deutscher Bildhauer
- Baumeister, Karen (* 1965), deutsche Volleyballspielerin
- Baumeister, Karl (1840–1932), deutscher Maler
- Baumeister, Karl August (1830–1922), deutscher Pädagoge
- Baumeister, Konstantin (1887–1962), deutscher Lehrer und sozialdemokratischer Politiker
- Baumeister, Leonhard (1904–1972), deutscher Politiker (CSU), MdL
- Baumeister, Leonhart, deutscher Gold-, Silber-, Edelschmied und Kunsthandwerker
- Baumeister, Ludwig (1894–1946), deutscher Ordensgeistlicher, Superior von Shiqian
- Baumeister, Marie (1819–1887), deutsche Schauspielerin
- Baumeister, Markus (* 1975), deutsch-schweizerischer Schauspieler im Bühnen- und Filmbereich
- Baumeister, Martin (* 1958), deutscher Historiker, Direktor des Deutschen Historischen Instituts (DHI) in Rom
- Baumeister, Mathias (* 1958), deutscher Kirchenmusiker, Komponist und Chorleiter
- Baumeister, Mick (* 1958), deutscher Jazzpianist und Komponist
- Baumeister, Muriel (* 1972), deutsch-österreichische Schauspielerin
- Baumeister, Patrick (* 1992), österreichischer Fußballspieler
- Baumeister, Paul von (1821–1887), preußischer Generalmajor
- Baumeister, Peri (* 1986), deutsche SchauspielerinPeri Baumeister (* 1986)

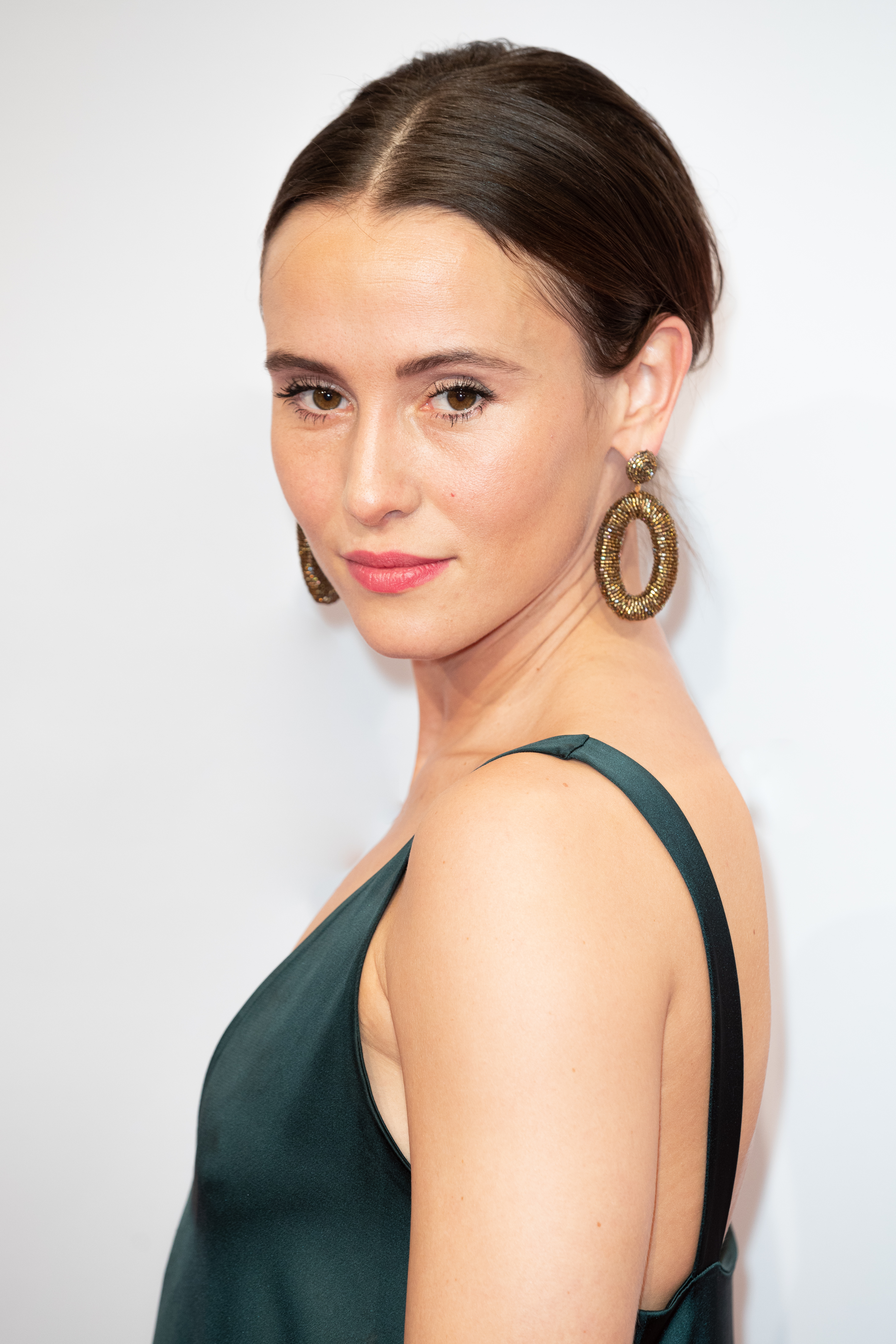
Peri Baumeister (* 1986)

- Baumeister, Peter (* 1940), deutscher Jazz-Schlagzeuger und Bankier
- Baumeister, Pilar (1948–2021), spanisch-deutsche Autorin von Lyrik, Romanen, literaturwissenschaftlichen Essays und Erzählungen
- Baumeister, Ralf (* 1961), deutscher Biologe, Professor für Bioinformatik und Molekulargenetik
- Baumeister, Reinhard (1833–1917), deutscher Bauingenieur und Stadtplaner
- Baumeister, Roy (* 1953), US-amerikanischer Sozialpsychologe und Autor
- Baumeister, Stefan (* 1993), deutscher Snowboarder
- Baumeister, Theofried (* 1941), deutscher Ordensgeistlicher (Franziskaner), Theologe und Professor für Kirchengeschichte
- Baumeister, Wilhelm (1815–1875), preußischer Offizier und Schauspieler
- Baumeister, Wilhelm (1887–1963), deutscher Offizier, zuletzt Generalarzt im Zweiten Weltkrieg
- Baumeister, Willi (1889–1955), deutscher MalerWilli Baumeister (1889–1955)

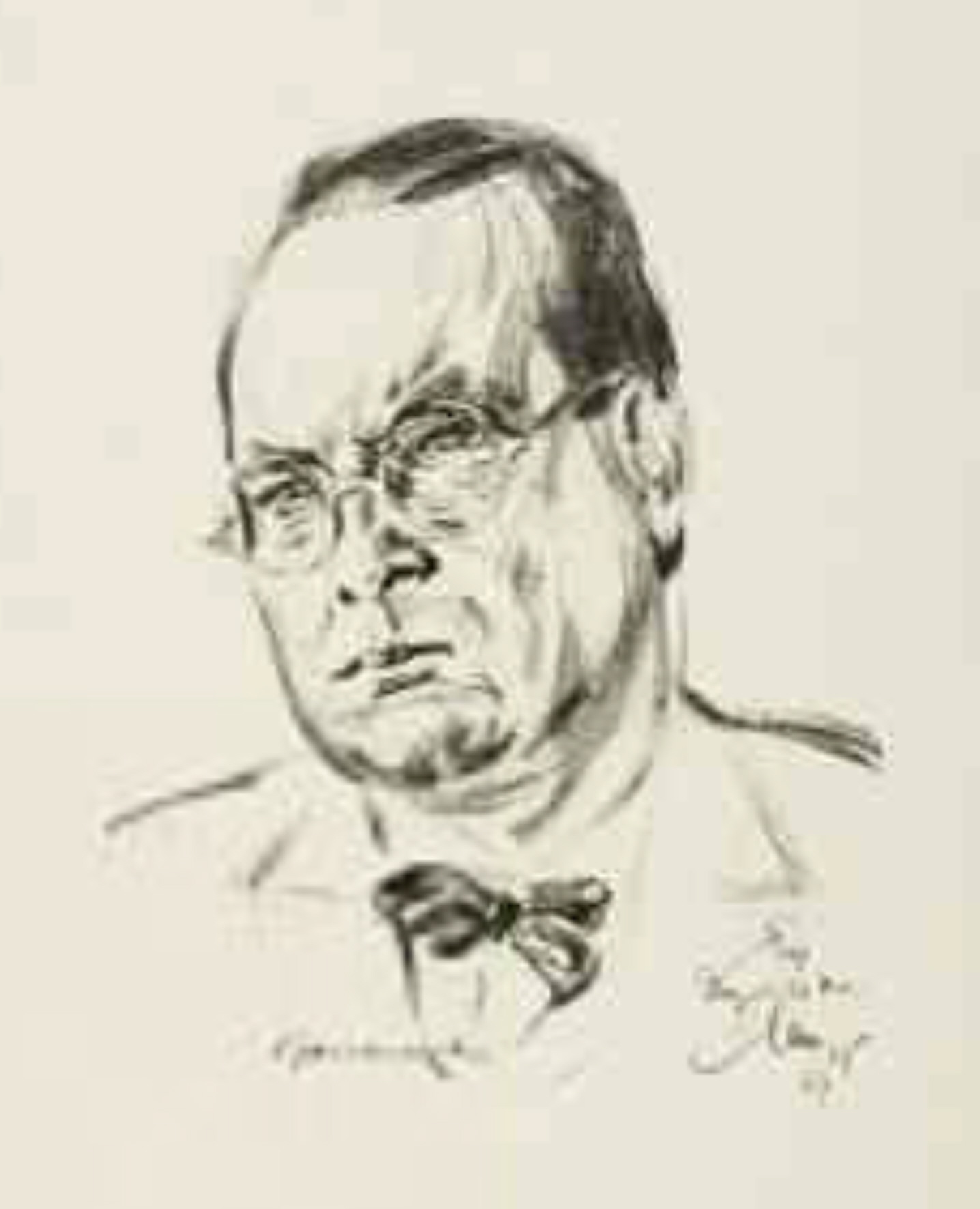
Willi Baumeister (1889–1955)

- Baumeister, Willi (1927–1997), deutscher Bildhauer
- Baumeister, Wolfgang (* 1946), deutscher Biologe und Biophysiker
- Baumeister-Bühler, Elisabeth (1912–2000), deutsche Bildhauerin und Medailleurin
- Baumel, Jacques (1918–2006), französischer Politiker, Mitglied der Nationalversammlung
- Baumel, Laurent (* 1965), französischer Politiker (PS), Mitglied der Nationalversammlung
- Bäumel, Patrice (* 1975), deutscher DJ, Produzent und Remixer im Bereich der elektronischen Tanzmusik
- Baumel-Schwartz, Judith Tydor (* 1959), israelische Neuzeithistorikerin
- Bäumer, Angelica (1932–2025), österreichische Kunsthistorikerin, Autorin, Kunstkritikerin und KuratorinAngelica Bäumer (1932–2025)

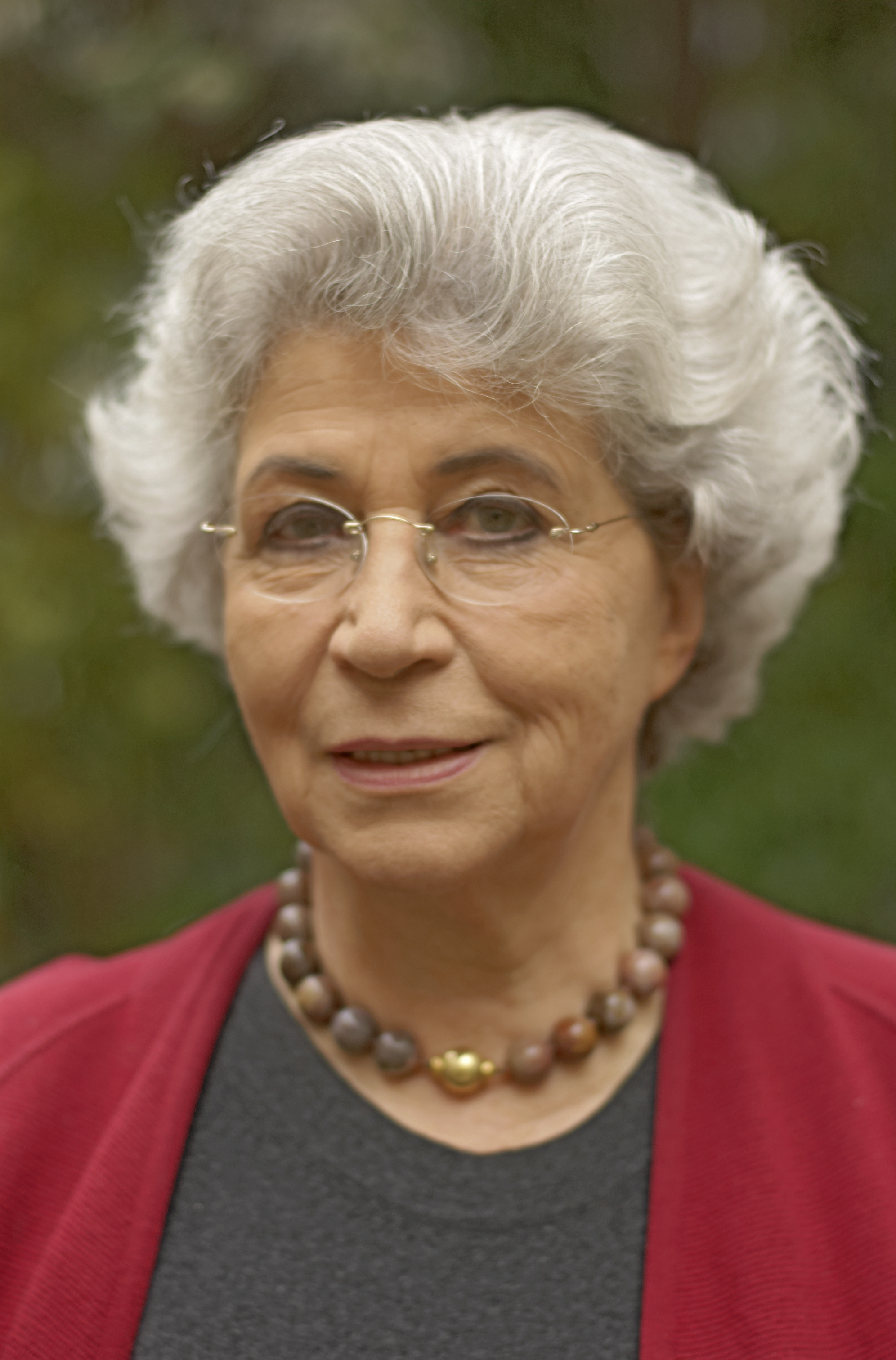
Angelica Bäumer (1932–2025)

- Bäumer, Änne (* 1957), deutsche Biologiehistorikerin
- Bäumer, Arno Paul (1920–1997), deutscher Manager und Verbandsfunktionär in der Versicherungsindustrie
- Baumer, Christina (* 1986), deutsche Schauspielerin, Regisseurin, Autorin und Produzentin
- Baumer, Christoph (* 1952), Schweizer Kulturforscher, Entdeckungsreisender, Fotograf und Autor
- Bäumer, Conrad (1878–1960), deutscher Domorganist, Komponist und Domchordirektor in Osnabrück
- Baumer, Daniela (* 1971), Schweizer Kajakfahrerin
- Baumer, Eduard (1876–1939), deutscher Ingenieur und Politiker (BVP)
- Bäumer, Eduard (1892–1977), deutscher Maler und Grafiker
- Bäumer, Franz-Josef (* 1954), deutscher römisch-katholischer Theologe
- Baumer, Fritz (1919–1989), deutscher Keramikkünstler
- Bäumer, Gertrud (1873–1954), deutsche Frauenrechtlerin, Politikerin (DDP, DStP), MdR, Sozialarbeiterin
- Bäumer, Hans Otto (1926–1998), deutscher Gewerkschafter und Politiker (SPD), MdL
- Bäumer, Hartmut (* 1948), deutscher Jurist und Politiker (Bündnis 90/Die Grünen), MdL
- Baumer, Heinrich (1891–1962), deutscher Schreinermeister und Politiker
- Bäumer, Hermann (* 1965), deutscher Dirigent
- Baumer, Iso (1929–2021), Schweizer Religionswissenschaftler
- Bäumer, Jens (* 1978), deutscher Fußballspieler
- Bäumer, Johann (* 1888), deutscher Kommunalpolitiker (NSDAP)
- Baumer, Johann Wilhelm (1719–1788), deutscher Physiker, Mediziner und Mineraloge
- Baumer, Julis (* 2007), deutscher Basketballspieler
- Baumer, Lewis (1870–1963), britischer Zeichner, Karikaturist und Illustrator
- Bäumer, Ludwig (1888–1928), deutscher Schriftsteller und Politiker (KPD)
- Baumer, Ludwig (1908–1977), deutscher Psychiater
- Bäumer, Margarete (1893–1969), deutsche Opernsängerin (Sopran)
- Bäumer, Marie (* 1969), deutsche SchauspielerinMarie Bäumer (* 1969)

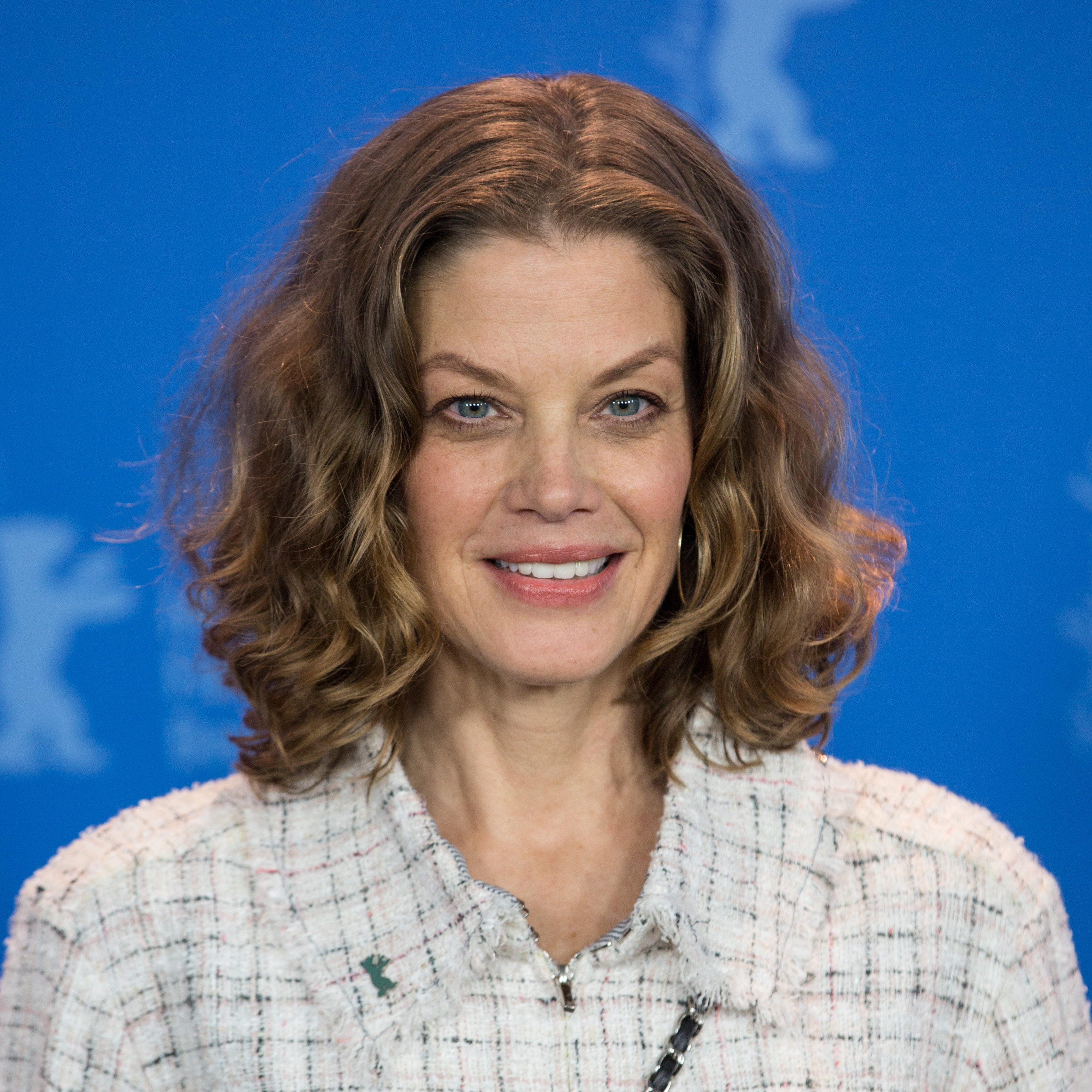
Marie Bäumer (* 1969)

- Bäumer, Martin (* 1967), deutscher Politiker (CDU), MdL
- Baumer, Maurice (1900–1975), britischer Autorennfahrer
- Baumer, Michael (* 1990), deutscher Basketballspieler
- Bäumer, Mirko (* 1968), deutscher Sänger
- Bäumer, Paul (1896–1927), preußischer Pilot des Ersten WeltkriegsPaul Bäumer (1896–1927)

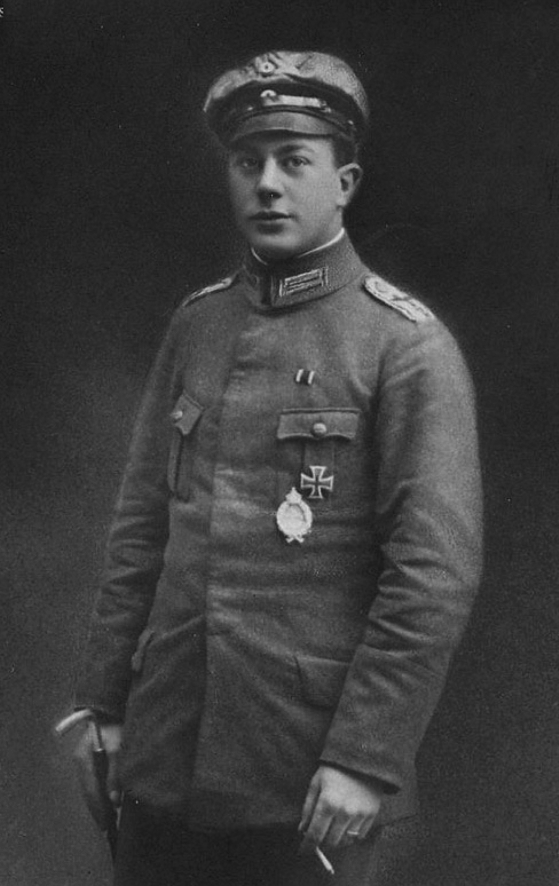
Paul Bäumer (1896–1927)

- Bäumer, Peter (* 1963), deutscher Verwaltungsjurist und politischer Beamter
- Bäumer, Remigius (1918–1998), deutscher katholischer Theologe
- Bäumer, Rudolf (1870–1964), deutscher Maler
- Bäumer, Rudolf (1901–1973), deutscher Politiker (SPD), MdB
- Bäumer, Rudolf (1912–1993), deutscher evangelischer Theologe und Vorsitzender der Bekenntnisbewegung Kein anderes Evangelium
- Baumer, Simon (* 1997), Schweizer Unihockeyspieler
- Bäumer, Suitbert (1845–1894), deutscher Benediktinermönch und Liturgiker
- Bäumer, Theodor Heinrich (1836–1898), deutscher Bildhauer
- Bäumer, Thomas (* 1963), deutscher Manager
- Bäumer, Ursel (* 1950), deutsche Schriftstellerin
- Bäumer, Walter (1908–1941), deutscher Motorsportler
- Bäumer, Wilhelm (1783–1848), reformierter Theologe
- Bäumer, Wilhelm (1829–1895), württembergischer Architekt, Bauhistoriker und Hochschullehrer
- Bäumer, Willem (1903–1998), deutscher Architekt, Stadtplaner und Hochschullehrer
- Bäumer, Wolfram (1959–2017), deutscher Eisenbahningenieur und -journalist, Museumsbahnfachmann
- Bäumerich, Christina (* 1984), deutsche Comiczeichnerin und Illustratorin
- Baumert, Armin (1943–2022), deutscher Sportfunktionär
- Baumert, Dieter Paul (1898–1971), deutscher Journalismus-Forscher
- Baumert, Fred, deutscher Musiker (Gitarre)
- Baumert, Heinz (1922–2003), deutscher Filmwissenschaftler
- Baumert, Helmut (1909–1980), deutscher Politiker (NSDAP), MdR
- Baumert, Herbert Erich (1920–2002), österreichischer Grafiker, Heraldiker und Heimatforscher
- Baumert, Jochen (1939–2018), deutscher Schauspieler und Hörspielsprecher
- Baumert, Jürgen (* 1941), deutscher Bildungsforscher
- Baumert, Leonhard (* 1944), deutscher Politiker (SPD) und MdHB
- Baumert, Leonhard (* 1965), deutscher Pianist und Komponist
- Baumert, Manfred (* 1957), deutscher Theologe und Leiter des Theologischen Seminars Adelshofen
- Baumert, Max (* 1992), deutscher K-1-Kampfsportler
- Baumert, Moritz (1818–1865), deutscher Mediziner und Chemiker
- Baumert, Norbert (1932–2019), deutscher römisch-katholischer Theologe
- Baumert, Rudolf (1906–1944), deutscher römisch-katholischer Geistlicher, Steyler Missionar und Märtyrer
- Baumert, Uwe (* 1943), deutscher Naturschützer
- Baumert, Walter (1929–2016), deutscher Schriftsteller
- Baumert, Willi (1909–1984), deutscher Psychiater und Euthanasietäter
- Baumes, Jean-Baptiste Timothée (1756–1828), französischer Arzt und Professor für Pathologie an der Medizinschule Montpellier
- Baumet, Gilbert (* 1943), französischer Politiker, Mitglied der Nationalversammlung
- Baumewerd, Dieter Georg (1932–2015), deutscher Architekt
- Baumeyer, Fabienne (* 1978), Schweizer Badmintonspielerin
- Baumeyer, Judith (* 1976), Schweizer Badmintonspielerin

### Baumf
- Baumfeld, Carlos Minc (* 1951), brasilianischer Politiker und ehemaliger Umweltminister
- Baumfeld, Lisa (1877–1897), österreichische Schriftstellerin
- Baumfelder, Carl Friedrich Gotthelf (1798–1865), sächsischer Schulreformer, Pädagoge und Gründer der Lehrervereinsbewegung
- Baumfelder, Friedrich (1836–1916), deutscher Komponist, Dirigent und Pianist

### Baumg

#### Baumga

##### Baumgae
- Baumgaertner, Lúcio Ignácio (1931–2023), brasilianischer Geistlicher, römisch-katholischer Erzbischof von Cascavel

##### Baumgar

###### Baumgard
- Baumgard, Viktor (1836–1903), deutscher Staatsanwalt und Parlamentarier
- Baumgardner, Alycia (* 1994), US-amerikanische Boxerin
- Baumgardner, Jennifer (* 1970), US-amerikanische Publizistin, Filmemacherin und Frauenrechtlerin
- Baumgardt, Birte (* 1984), deutsche Synchronsprecherin
- Baumgardt, David (1890–1963), deutscher Philosoph
- Baumgardt, Gustav (1935–2018), deutscher Box-Kampfrichter
- Baumgardt, Iris, deutsche Erziehungswissenschaftlerin
- Baumgardt, Johannes (1930–2017), deutscher Wirtschaftspädagoge
- Baumgardt, Manfred (* 1947), deutscher Historiker, Politologe und LGBT-Aktivist
- Baumgardt, Peter (* 1958), deutscher Theaterschauspieler, -regisseur, -intendant und Kulturmanager
- Baumgardten, Aleksander (1908–1980), polnischer Schriftsteller, Theaterkritiker, Filmkritiker und Theaterleiter

###### Baumgart
- Baumgart, Bernd (* 1955), deutscher Olympiasieger im Rudern
- Baumgart, Ernst (1858–1938), Schweizer Architekt
- Baumgart, Expedit (1817–1871), deutscher Musikpädagoge, Komponist und Gymnasiallehrer
- Baumgart, Fabian (* 1979), deutscher Handballschiedsrichter
- Baumgart, Franz (1895–1955), deutscher Politiker (SPD), MdL
- Baumgart, Fritz (1902–1983), deutscher Kunsthistoriker
- Baumgart, Hermann (1843–1926), deutscher Germanist und Hochschullehrer
- Baumgart, Hildegard (* 1929), deutsche Romanistin, Übersetzerin und Autorin
- Baumgart, Hugo (1906–1984), deutscher Schlosser und Mitglied des ZK der SED
- Baumgart, Johann (1514–1578), deutscher lutherischer Theologe, Kirchenlieddichter und Schuldramatiker
- Baumgart, Klaus (* 1951), deutscher Autor und Bilderbuchkünstler
- Baumgart, Klaus (* 1954), deutscher Partyschlager-Sänger und ehemaliges Mitglied des Schlagerduos Klaus und Klaus
- Baumgart, Norbert Clemens (* 1959), deutscher römisch-katholischer Theologe, Geistlicher und Hochschullehrer
- Baumgart, Otto (1929–2006), deutscher Fußballspieler
- Baumgart, Peter (* 1931), deutscher Historiker
- Baumgart, Reinhard (1929–2003), deutscher Schriftsteller und Literaturkritiker
- Baumgart, Rudolf (* 1927), deutscher Fußballspieler
- Baumgart, Sebastian (* 1986), deutscher Schauspieler und Sänger (Bariton)
- Baumgart, Steffen (* 1972), deutscher Fußballspieler und -trainerSteffen Baumgart (* 1972)

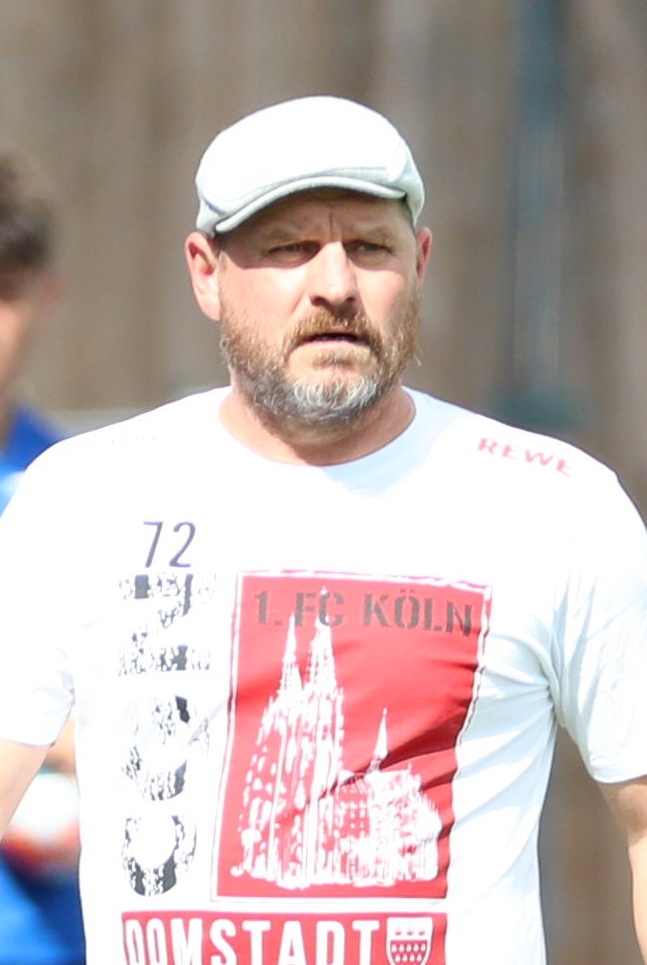
Steffen Baumgart (* 1972)

- Baumgart, Tom (* 1997), deutscher Fußballspieler
- Baumgart, Volker Oswald (1944–2005), deutscher Holzbildhauer
- Baumgart, Werner (1927–2009), deutscher Jazzmusiker und Arrangeur
- Baumgart, Willi (1903–1975), deutscher Gewerkschafter (FDGB) und SED-Funktionär
- Baumgart, Winfried (* 1938), deutscher Historiker
- Baumgart, Wolfgang (1910–2000), deutscher Theaterwissenschaftler
- Baumgart, Wolfgang (1949–2011), deutscher Hockeyspieler
- Baumgart-Frey, Angelika, deutsche Schauspielerin
- Baumgart-Witan, Iga (* 1989), polnische Sprinterin

###### Baumgarte
- Baumgarte, August (1904–1980), deutscher KPD-Funktionär
- Baumgarte, Friedrich (1807–1839), deutscher Zeichner, Maler und Lithograf, Steindrucker und Verleger
- Baumgarte, Friedrich (1880–1939), deutscher Verbandsdirektor und Syndikus
- Baumgarte, Kurt (1912–2006), deutscher KPD-Funktionär, MdL
- Baumgarte, Ruth (1923–2013), deutsche Malerin und GaleristinRuth Baumgarte (1923–2013)

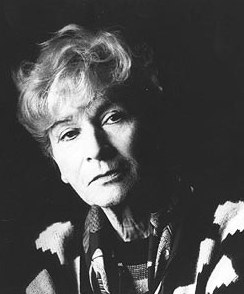
Ruth Baumgarte (1923–2013)

- Baumgarte, Thomas W. (* 1966), deutscher Physiker
- Baumgärtel, Alexander (* 1972), deutscher Eisschnellläufer
- Baumgärtel, Bettina (* 1957), deutsche Kunsthistorikerin
- Baumgärtel, Bruno (1874–1928), deutscher Geologe, Mineraloge, Bergingenieur und Fotograf, Pionier der Untertage-Fotografie
- Baumgärtel, Carl (1884–1952), deutscher Unternehmer und Politiker (DVP)
- Baumgärtel, Christa (* 1947), deutsche Bildhauerin
- Baumgärtel, Eberhart (1923–1984), deutscher Chemiker und Hochschullehrer
- Baumgärtel, Elias, Stadtrichter und Bergmeister von Frühbuß
- Baumgartel, Elise (1892–1975), deutsche Ägyptologin
- Baumgärtel, Emil (1885–1939), österreichischer Politiker, Landtagsabgeordneter, Abgeordneter zum Nationalrat
- Baumgärtel, Fabian (* 1989), deutscher Fußballspieler
- Baumgärtel, Fred (* 1928), deutscher Journalist, Gastronomiekritiker und Verlagsleiter
- Baumgärtel, Friedrich (1888–1981), deutscher evangelischer Alttestamentler
- Baumgärtel, Georg Friedrich (1760–1840), deutscher Pädagoge
- Baumgärtel, Gerhard (1924–1984), deutscher Maler
- Baumgärtel, Gerhard (1931–1997), deutscher Politiker (CDU), MdV, Oberbürgermeister von Weimar und Minister der DDR
- Baumgärtel, Gottfried (1920–1997), deutscher Jurist und Hochschullehrer
- Baumgärtel, Günther (1929–2007), deutscher Fußballschiedsrichter
- Baumgärtel, Hellmut (* 1934), deutscher Mathematiker und Hochschullehrer
- Baumgärtel, Helmut (* 1936), deutscher Physikochemiker
- Baumgärtel, Hubert (1885–1973), deutscher Kunsthistoriker und Verleger
- Baumgärtel, Karl Emmerich (1887–1958), österreichischer Lyriker
- Baumgärtel, Knut (1914–1992), österreichischer Kinderpsychiater und Heilpädagoge
- Baumgärtel, Rolf (* 1946), deutscher Generalmajor der Bundeswehr
- Baumgärtel, Steve (* 1984), deutscher Handballspieler
- Baumgärtel, Thomas (* 1960), deutscher KünstlerThomas Baumgärtel (* 1960)

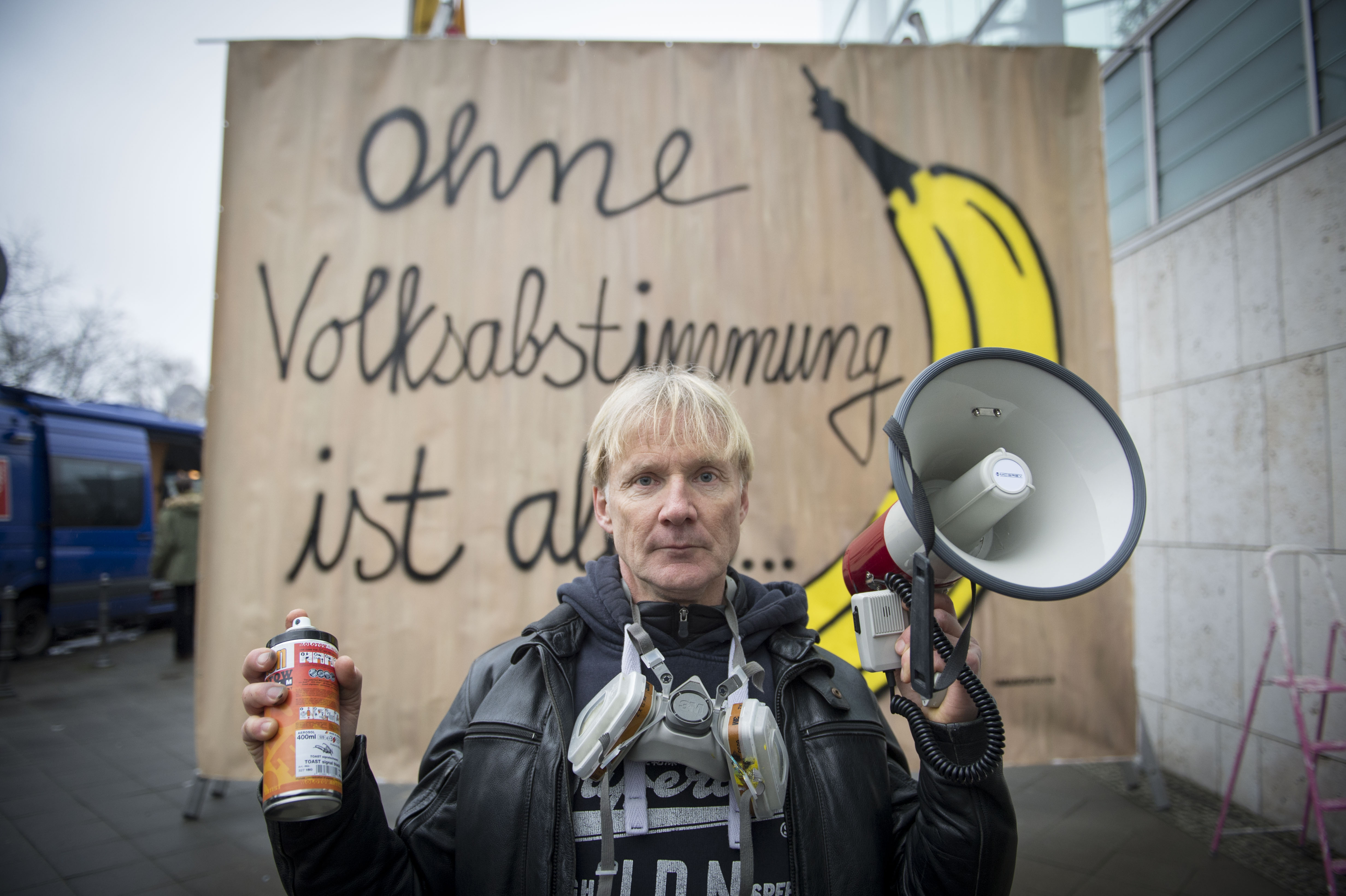
Thomas Baumgärtel (* 1960)

- Baumgärtel, Tilman (* 1966), deutscher Journalist und Medienwissenschaftler
- Baumgärtel, Tilo (* 1972), deutscher zeitgenössischer Maler
- Baumgärtel, Traugott (1891–1969), deutscher Mikrobiologe und Hochschullehrer
- Baumgärtel-Fleischmann, Renate (1937–2010), deutsche Kunsthistorikerin
- Baumgarten, Achim (* 1956), deutscher Archivar, Landeshistoriker und Kommunalpolitiker
- Baumgarten, Adolf (1915–1942), deutscher Boxer
- Baumgarten, Alan (* 1957), US-amerikanischer Filmeditor
- Baumgarten, Alexander (1868–1933), deutscher Jurist und Reichsgerichtsrat
- Baumgarten, Alexander Gottlieb (1714–1762), deutscher Philosoph
- Baumgarten, Alexander von (1815–1883), russischer General deutschbaltischer Abstammung
- Baumgarten, Alfred (1842–1919), deutsch-kanadischer Chemiker und Unternehmer
- Baumgarten, Alfred (1862–1924), deutscher Arzt
- Baumgarten, Alfred (1875–1951), deutscher Eisenbahnbeamter
- Baumgarten, Ali Kurt (1914–2009), deutscher Graphiker, Kunsthandwerker und Maler
- Baumgarten, Almut (* 1969), deutsche Autorin
- Baumgarten, Anton (1820–1887), österreichischer Architekt und Stadtbaumeister
- Baumgarten, Armin (* 1967), deutscher Maler und Bildhauer
- Baumgarten, Arthur (1884–1966), deutsch-schweizerischer Jurist und Rechtsphilosoph
- Baumgarten, Bodo (1940–2022), deutscher Maler und Grafiker
- Baumgarten, Eduard (1898–1982), deutscher Soziologe
- Baumgarten, Emanuel Mendel (1828–1908), österreichisch-ungarischer Schriftsteller, Journalist und Hebraist sowie Kommunalpolitiker in Wien
- Baumgarten, Erich (* 1905), deutscher Politiker (NDPD), MdV
- Baumgarten, Eugen von (1865–1919), deutscher Maler und Karikaturist in Bayern
- Baumgarten, Franz Ferdinand (1880–1927), ungarischer Schriftsteller, Kritiker und Literaturhistoriker
- Baumgarten, Fritz (1856–1913), deutscher Gymnasiallehrer, Kunsthistoriker und Klassischer Archäologe
- Baumgarten, Fritz (1883–1966), deutscher Kinderbuchillustrator und Bilderbuchkünstler, Lithograf, Zeichner und Maler
- Baumgarten, Fritz (1886–1961), deutscher Fußballspieler
- Baumgarten, Georg (1837–1884), deutscher Erfinder und Luftfahrtpionier
- Baumgarten, Günther (1906–1989), deutscher Apotheker und Chemiker
- Baumgarten, Hanneken von († 1375), Condottiere und Söldnerführer
- Baumgarten, Hans (1900–1968), deutscher Journalist
- Baumgarten, Helga (* 1947), deutsche Politikwissenschaftlerin
- Baumgarten, Helmut (* 1937), deutscher Wissenschaftler
- Baumgarten, Hermann (1825–1893), deutscher Historiker
- Baumgarten, Hinnerk (* 1968), deutscher Radio- und FernsehmoderatorHinnerk Baumgarten (* 1968)

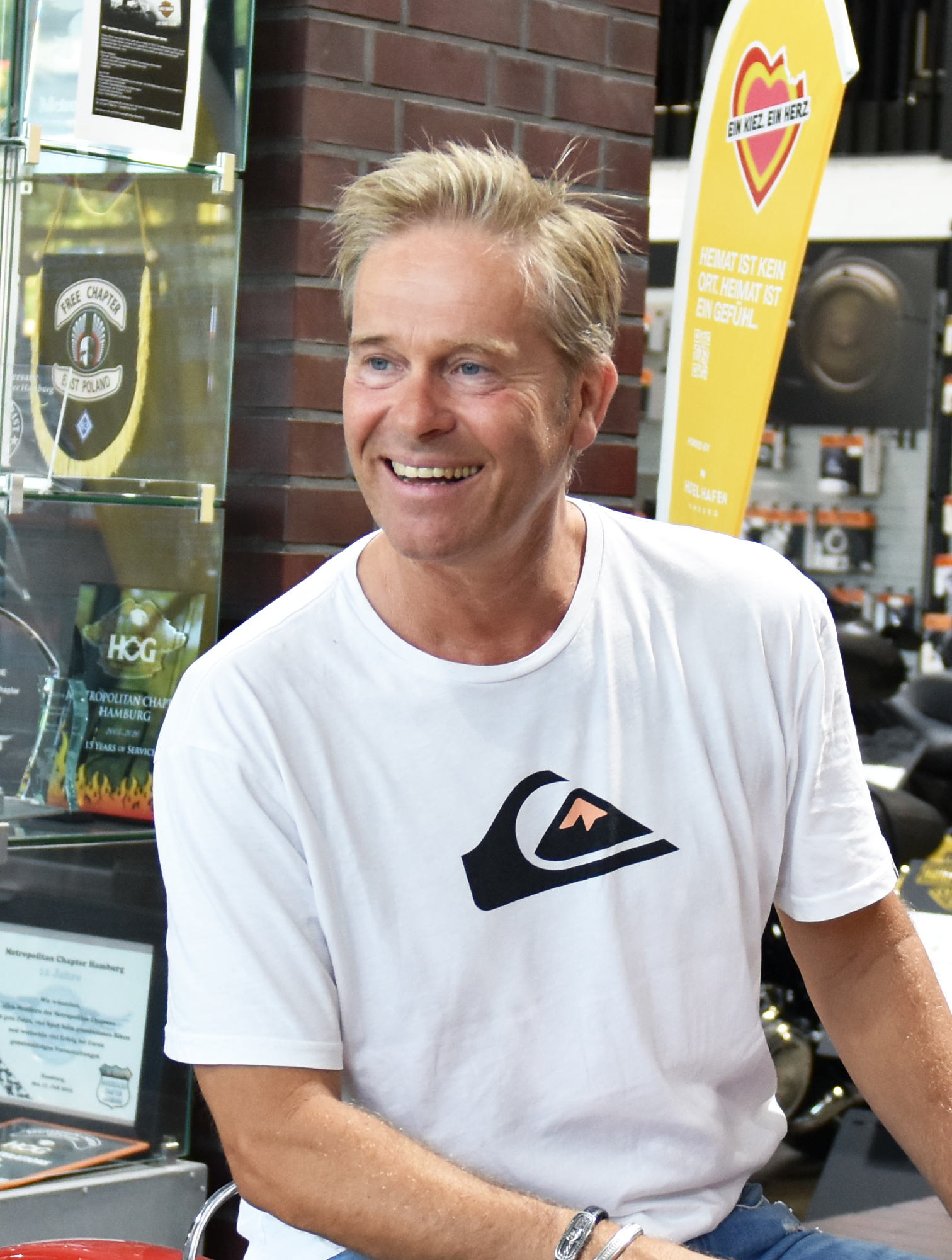
Hinnerk Baumgarten (* 1968)

- Baumgarten, Johann (1765–1843), deutscher Arzt und Botaniker
- Baumgarten, Johann Christoph Friedrich (1773–1847), deutscher Lehrer und Schulbuchautor
- Baumgarten, Johann Joseph von (1713–1772), bayerischer Adeliger, Diplomat und Präsident der Bayerischen Akademie der Wissenschaften
- Baumgarten, Karl (1910–1989), deutscher Pädagoge, Kantor und Heimatforscher
- Baumgarten, Katja (* 1959), deutsche Hebamme, Filmemacherin und Künstlerin
- Baumgarten, Kerstin, deutsche Sportwissenschaftlerin, Hochschullehrerin
- Baumgarten, Klaus-Dieter (1931–2008), deutscher Militär, Chef der Grenztruppen der DDR
- Baumgarten, Konrad, Buchdrucker in Danzig
- Baumgarten, Leon (1902–1971), polnischer sozialistischer Aktivist, Historiker
- Baumgarten, Liselott (1906–1981), deutsche Schauspielerin
- Baumgarten, Lothar (1944–2018), deutscher Künstler
- Baumgarten, Maik (* 1993), deutscher Fußballspieler
- Baumgarten, Michael (1812–1889), deutscher Theologe und Politiker, MdR
- Baumgarten, Moritz, deutscher Orgelbauer
- Baumgarten, Nina (1918–2009), niederländische Kurierin und Englandfahrerin im Zweiten Weltkrieg
- Baumgarten, Norbert (* 1973), deutscher Drehbuchautor
- Baumgarten, Oskar (1907–2008), deutscher Agrarwissenschaftler und Hochschullehrer
- Baumgarten, Oskar (1908–1990), deutscher Politiker (CDU), MdL
- Baumgarten, Otto (1858–1934), deutscher evangelischer Theologe und Hochschullehrer
- Baumgarten, Paul (1873–1946), deutscher Architekt
- Baumgarten, Paul (1900–1984), deutscher Architekt
- Baumgarten, Paul Clemens von (1848–1928), deutscher Pathologe
- Baumgarten, Paul Maria (1860–1948), deutscher katholischer Priester, Historiker und Diplomatiker
- Baumgarten, Peter Christoph Gotthilf von (1741–1803), preußischer Landrat
- Baumgarten, Peter im (1761–1799), Schweizer Findelkind
- Baumgarten, Philip (* 1986), deutscher Theaterregisseur
- Baumgarten, Philipp Oliver (* 1988), deutscher SchauspielerPhilipp Oliver Baumgarten (* 1988)

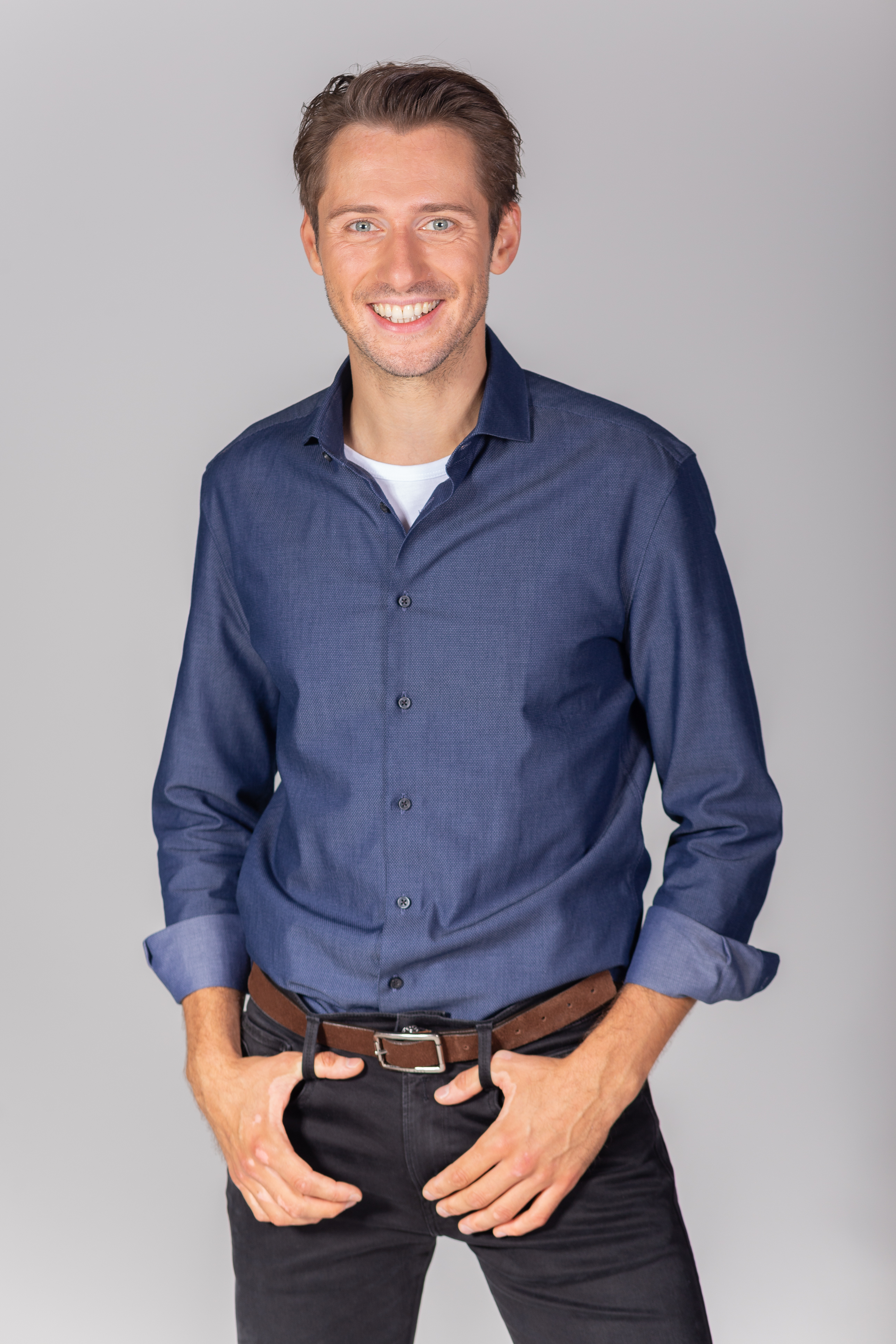
Philipp Oliver Baumgarten (* 1988)

- Baumgarten, Sebastian (* 1969), deutscher Regisseur
- Baumgarten, Siegmund Jakob (1706–1757), deutscher evangelischer Theologe
- Baumgarten, Simon (* 1985), deutscher Handballspieler
- Baumgarten, Walter (1888–1975), deutscher Politiker (DNVP, NSDAP, FDP)
- Baumgarten, Wilhelm (1828–1903), deutscher Jurist und Politiker, MdR
- Baumgarten, Wilhelm (1885–1959), österreichischer Architekt
- Baumgarten, Wilhelm (1913–1996), deutscher Politiker (SPD), MdL
- Baumgarten, Yves (* 1964), französischer Geistlicher, römisch-katholischer Bischof von Le Puy-en-Velay
- Baumgarten-Crusius, Artur (1858–1932), sächsischer Generalmajor und Militärschriftsteller
- Baumgarten-Crusius, Gottlob August (1752–1816), deutscher Theologe
- Baumgarten-Crusius, Karl Wilhelm (1786–1845), deutscher Pädagoge
- Baumgarten-Crusius, Ludwig Friedrich Otto (1788–1843), deutscher Theologe
- Baumgarten-Tramer, Franziska (1883–1970), Schweizer Arbeitspsychologin und Universitätslehrerin

###### Baumgarth
- Baumgarth, August von (1810–1877), preußischer Generalleutnant und zuletzt Kommandant der Festung Königsberg
- Baumgarth, Benedict (* 2006), deutscher Basketballspieler

###### Baumgartl
- Baumgartl, Anton (1906–1992), deutscher SS-Sturmbannführer und Jurist
- Baumgartl, Bernd (1964–2009), österreichischer Politik- und Sozialwissenschafter
- Baumgärtl, Daniela (* 1984), deutsche Drehbuchautorin
- Baumgartl, Doris (* 1962), deutsche Kommunalpolitikerin
- Baumgartl, Erich (* 1926), deutscher Ingenieur und Hochschullehrer
- Baumgartl, Frank (1955–2010), deutscher Leichtathlet (Hindernisläufer)
- Baumgartl, George (* 1964), deutscher Schauspieler
- Baumgartl, Johann (1883–1951), sudetendeutscher Politiker
- Baumgartl, Michael (1950–2017), deutscher Komponist und Musikkritiker
- Baumgartl, Michaela, deutsche Handballspielerin und -trainerin
- Baumgartl, Monika (* 1942), deutsche Performancekünstlerin und Fotografin
- Baumgartl, Moritz (1934–2024), deutscher Maler, Grafiker und Hochschullehrer
- Baumgartl, Nomi (* 1950), deutsche Fotografin
- Baumgartl, Timo (* 1996), deutscher Fußballspieler
- Baumgartl, Wolf-Dieter (1943–2021), deutscher Jurist und Versicherungsmanager
- Baumgartlinger, Julian (* 1988), österreichischer FußballspielerJulian Baumgartlinger (* 1988)

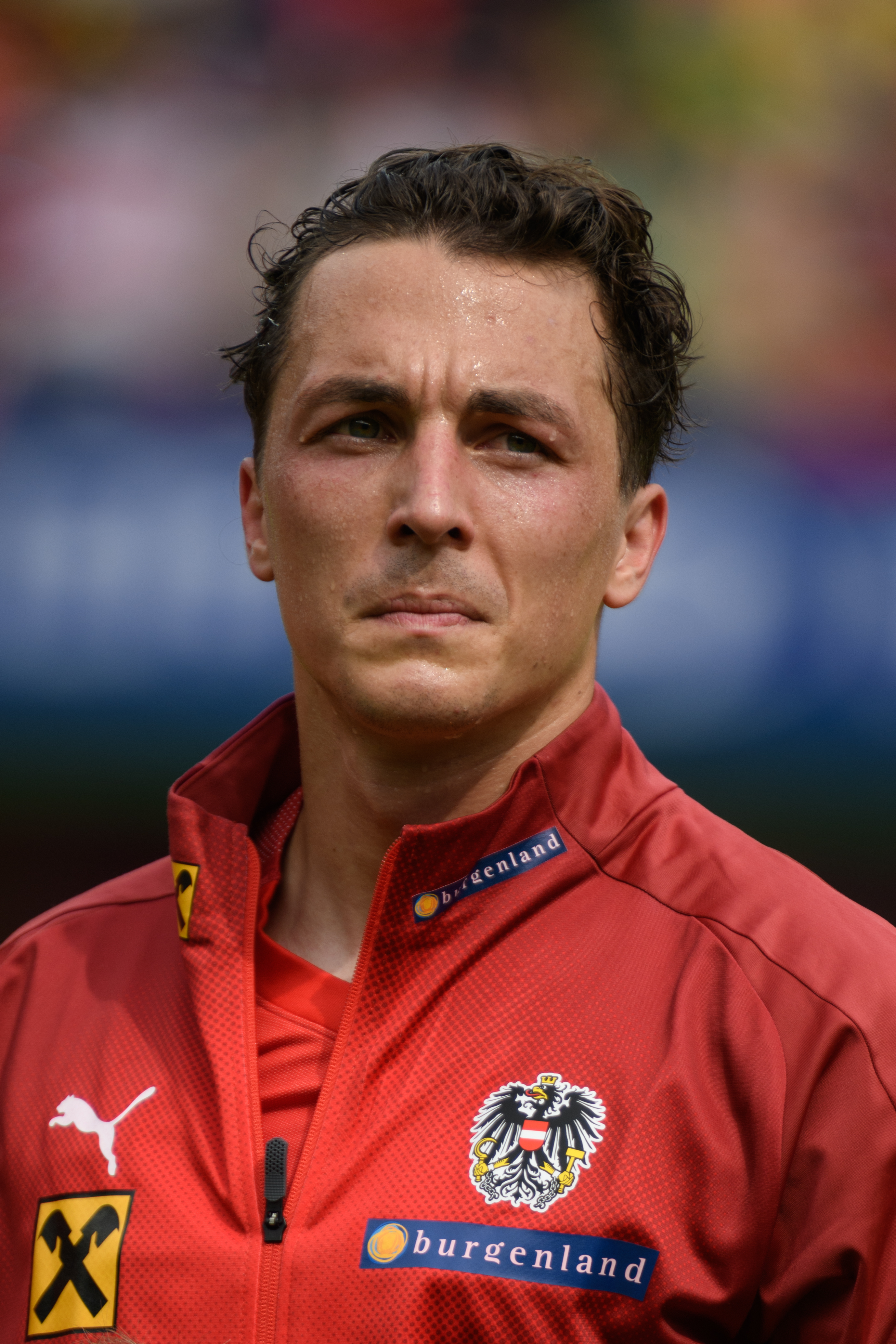
Julian Baumgartlinger (* 1988)

###### Baumgartn
- Baumgartner, Adolf (1855–1930), deutsch-schweizerischer Klassischer Philologe und Historiker
- Baumgartner, Albert (1919–2008), deutscher Meteorologe
- Baumgartner, Alexander (1841–1910), Schweizer Jesuit und Literaturwissenschaftler
- Baumgärtner, Alexej (* 1988), deutscher Eisschnellläufer
- Baumgärtner, Alfons (1904–1976), deutscher katholischer Geistlicher
- Baumgartner, Alfred (1904–1991), österreichischer Musikwissenschaftler, Schriftsteller und Übersetzer
- Baumgärtner, Alfred Clemens (1928–2009), deutscher Literaturwissenschaftlicher und Jugendbuchautor
- Baumgartner, Alois (* 1941), deutscher Theologe
- Baumgartner, Aloisia (* 1864), deutsche Theaterschauspielerin
- Baumgärtner, Alphons (1848–1925), deutscher Verwaltungsjurist und Verleger
- Baumgartner, Andreas (1844–1936), Schweizer Sprachlehrer für Deutsch, Englisch und Französisch
- Baumgartner, Andreas (* 1981), österreichischer Skispringer
- Baumgartner, Andreas von (1793–1865), österreichischer Physiker und Staatsmann
- Baumgartner, Angela (* 1969), österreichische Politikerin (ÖVP)
- Baumgartner, Antoine Jean (1859–1938), Schweizer evangelischer Geistlicher und Hochschullehrer
- Baumgärtner, Anton (1815–1871), deutscher Lehrer und Heimatforscher
- Baumgartner, Apollinaris William (1899–1970), römisch-katholischer Bischof von Agaña
- Baumgartner, Armin (* 1968), österreichischer Schriftsteller und Mitglied der Grazer Autorenversammlung
- Baumgartner, Beate (* 1983), namibisch-österreichische SängerinBeate Baumgartner (* 1983)

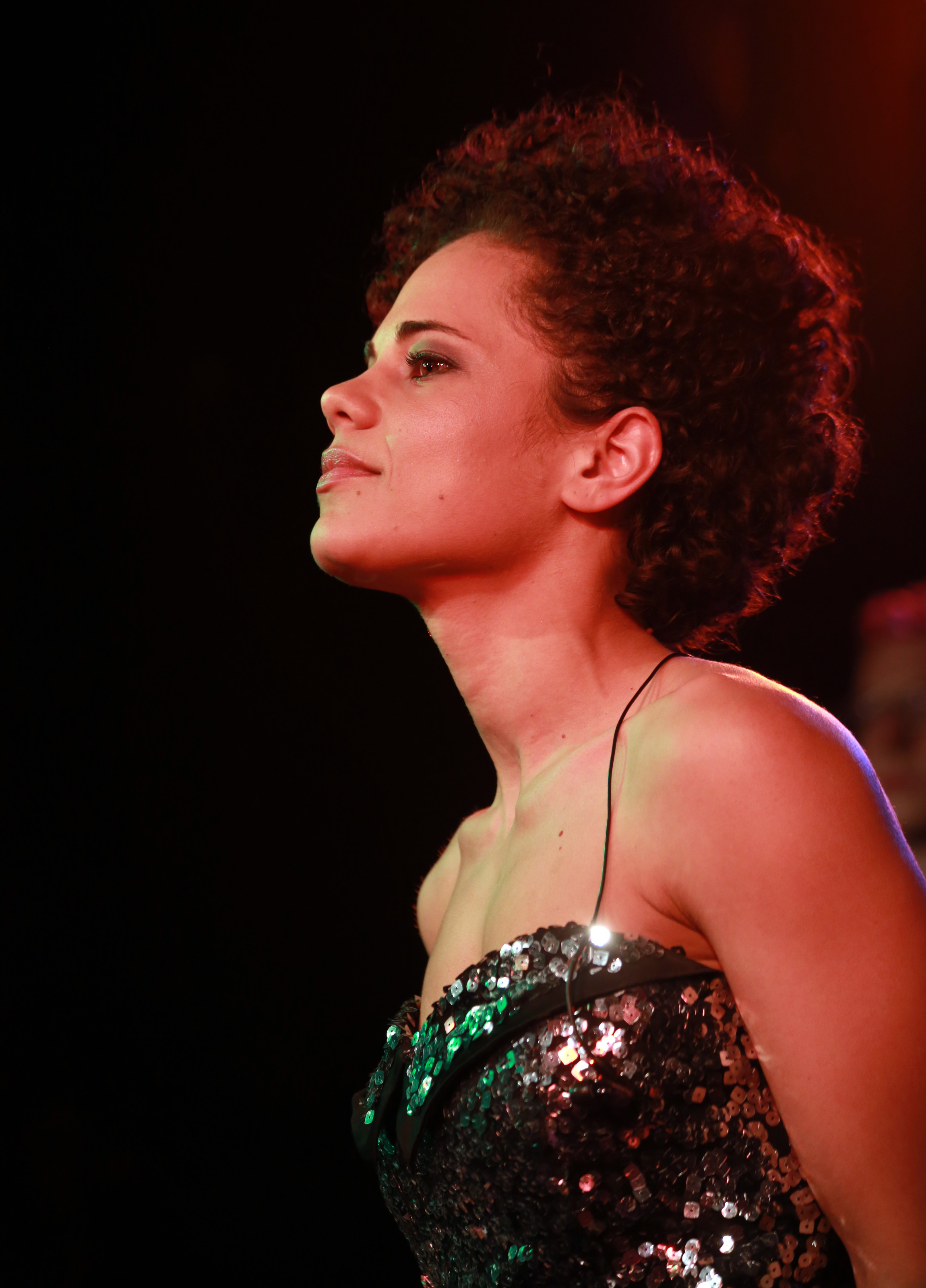
Beate Baumgartner (* 1983)

- Baumgartner, Bernhard (* 1973), österreichischer Kabarettist und Hörfunkmoderator
- Baumgartner, Bernhard (* 1973), österreichischer Journalist
- Baumgartner, Bernhard Elias (1874–1946), Schweizer Politiker (FDP)
- Baumgartner, Bonaventura (1822–1884), Schweizer Lehrer, Beamter und Politiker
- Baumgartner, Brian (* 1972), US-amerikanischer Schauspieler
- Baumgartner, Bruce (* 1960), US-amerikanischer Ringer
- Baumgärtner, Carina (* 1990), deutsche Trampolinturnerin
- Baumgärtner, Carl (1790–1847), badischer Geheimer Rat
- Baumgartner, Christiane (* 1967), deutsche Malerin und Grafikerin
- Baumgartner, Christoph (* 1999), österreichischer FußballspielerChristoph Baumgartner (* 1999)

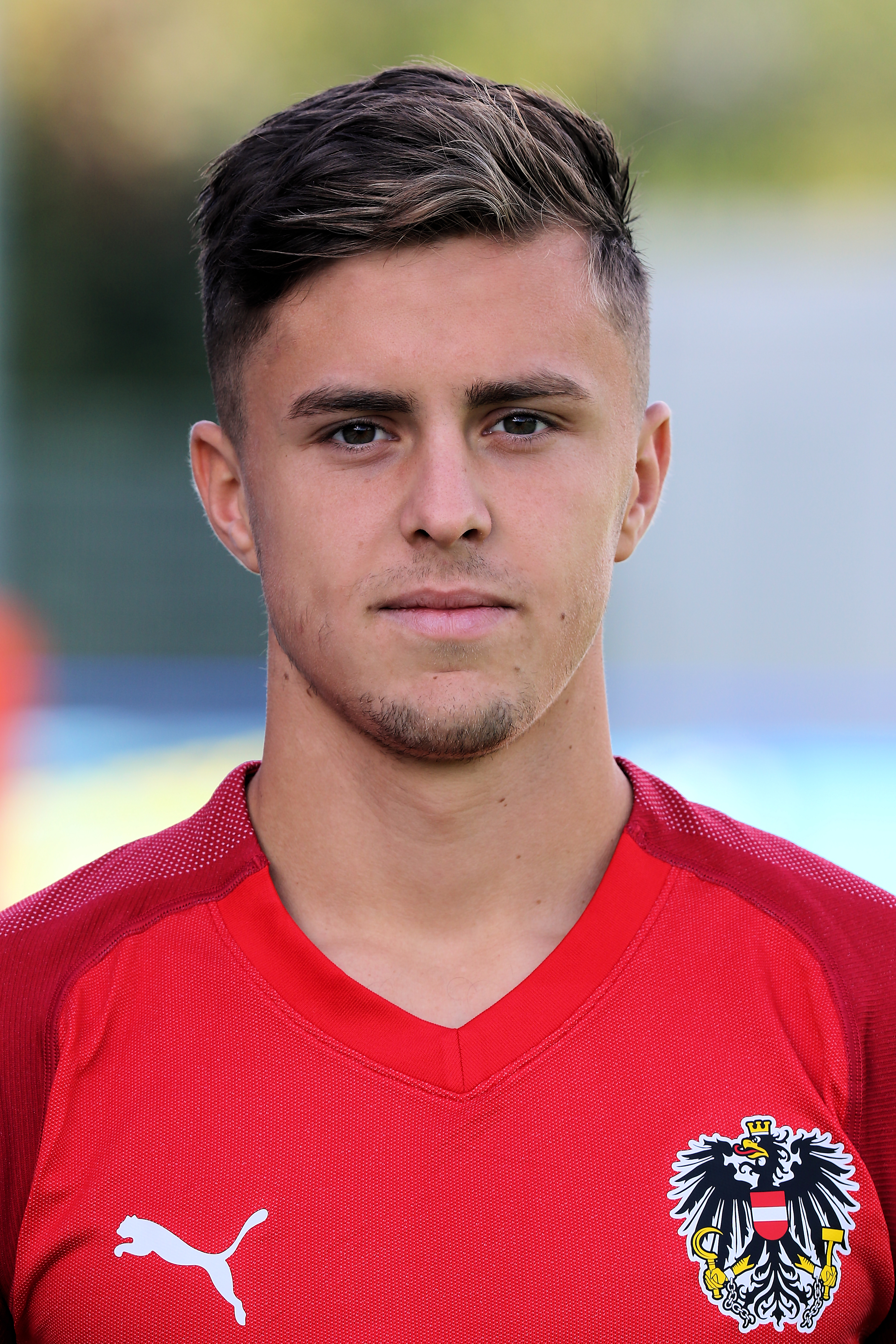
Christoph Baumgartner (* 1999)

- Baumgartner, Cölestin (1844–1934), Benediktiner, Abt des Stiftes Lambach (1890–1929)
- Baumgartner, Columba (1912–2007), deutsche Zisterzienserin und Äbtissin des Klosters Seligenthal in Landshut
- Baumgartner, Daniel (* 1961), Schweizer Berufsoffizier (Korpskommandant)
- Baumgartner, David (1908–1999), Schweizer Politiker (SP)
- Baumgartner, Dirk (* 1945), deutscher Diplomat
- Baumgartner, Dominik (* 1996), österreichischer Fußballspieler
- Baumgartner, Edouard (1892–1967), Schweizer Politiker
- Baumgartner, Eduard (1870–1948), österreichischer Politiker (SDAP), Landtagsabgeordneter
- Baumgartner, Edwin (* 1961), österreichischer Komponist, Musikwissenschaftler und Journalist
- Baumgartner, Ekkehart (* 1964), deutscher Autor und Sozialwissenschaftler
- Baumgartner, Elisabeth (1889–1957), Schweizer Bäuerin und Verfasserin von Theaterstücken und Hörspielen in Berndeutsch
- Baumgartner, Emil, deutscher Unternehmer
- Baumgartner, Eugen (1879–1944), deutscher Politiker (Zentrum)
- Baumgartner, Felix (1969–2025), österreichischer ExtremsportlerFelix Baumgartner (1969–2025)

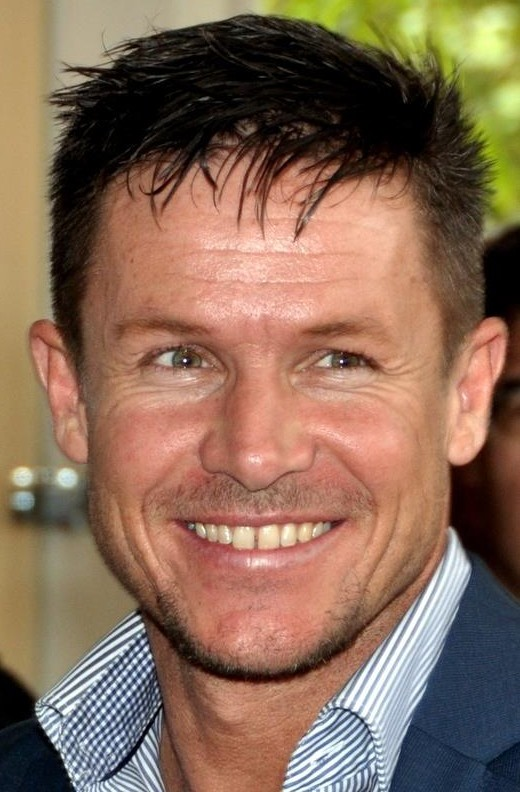
Felix Baumgartner (1969–2025)

- Baumgartner, Ferdinand (1931–2024), österreichischer Bibliothekar
- Baumgärtner, Florian (* 1995), deutscher Handballspieler
- Baumgartner, Franz (1876–1946), österreichischer Architekt
- Baumgärtner, Friedrich (1823–1881), württembergischer Landtagsabgeordneter
- Baumgärtner, Friedrich Gotthelf (1759–1843), deutscher Jurist, Verleger und Schriftsteller
- Baumgärtner, Fritz (1897–1957), deutscher Politiker (USPD, KPD), MdL
- Baumgartner, Gallus Jakob (1797–1869), Schweizer Politiker
- Baumgartner, Georg (1860–1927), österreichischer Geistlicher und Politiker (CS), Landtagsabgeordneter
- Baumgartner, Georg (1884–1941), österreichischer Geistlicher und Hochschullehrer
- Baumgärtner, Georg August (1869–1936), deutscher Redakteur und Schriftsteller
- Baumgartner, Gerald (* 1964), österreichischer Fußballspieler und -trainerGerald Baumgartner (* 1964)

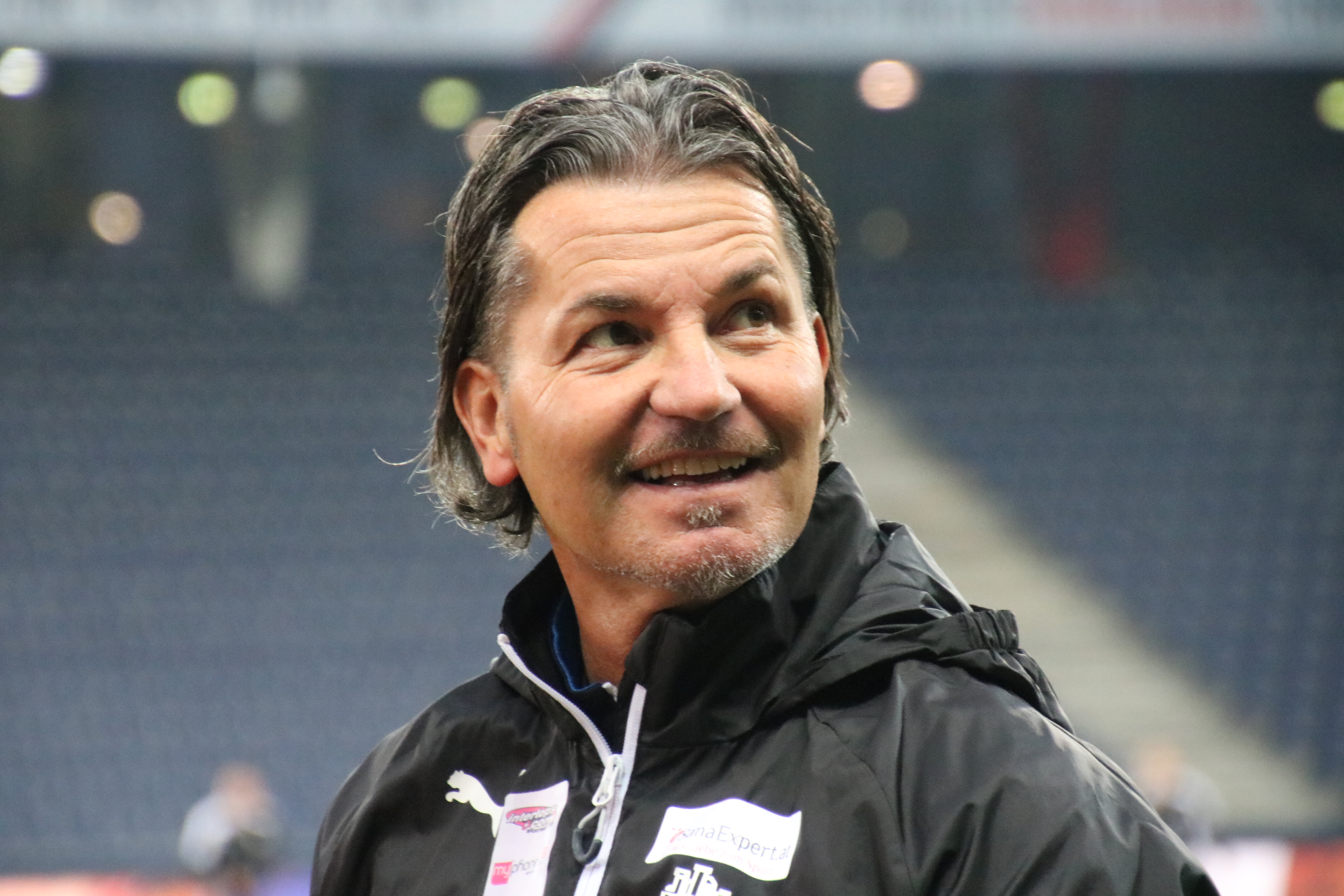
Gerald Baumgartner (* 1964)

- Baumgartner, Gerhard (* 1957), österreichischer Historiker
- Baumgartner, Gernot (* 1981), österreichischer Fußballspieler
- Baumgärtner, Gottlob (1871–1926), württembergischer Landtagsabgeordneter
- Baumgartner, Gregor (* 1979), österreichischer Eishockeyspieler
- Baumgartner, Günter (1924–1991), deutscher Neurophysiologe
- Baumgartner, Günter (* 1975), deutscher Politiker (CSU), Bundestagsabgeordneter
- Baumgartner, Hannes (* 1983), Schweizer Regisseur
- Baumgartner, Hans (1873–1950), österreichischer Offizier
- Baumgartner, Hans (1911–1996), Schweizer Fotograf und Lehrer
- Baumgartner, Hans (* 1949), deutscher Leichtathlet
- Baumgartner, Hans Michael (1933–1999), deutscher Philosoph und Fußballspieler
- Baumgartner, Harald (* 1961), österreichischer Politiker (SPÖ), oberösterreichischer Landtagsabgeordneter
- Baumgartner, Heini (* 1963), Schweizer Freestyle-Skier
- Baumgartner, Heinrich (1889–1944), Schweizer Sprachwissenschafter
- Baumgartner, Hieronymus (1498–1565), Gestalter der Reformation und Bürgermeister in NürnbergHieronymus Baumgartner (1498–1565)

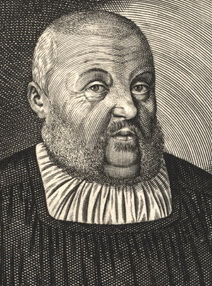
Hieronymus Baumgartner (1498–1565)

- Baumgartner, Hubert (* 1955), österreichischer Fußballspieler und -trainer
- Baumgartner, Ingo (1944–2015), österreichischer Politiker (SPÖ), Landtagsabgeordneter
- Baumgärtner, Ingrid (* 1957), deutsche Historikerin
- Baumgartner, Isidor (* 1946), deutscher römisch-katholischer Theologe und Pastoralpsychologe
- Baumgartner, Jakob (1926–1996), Schweizer Liturgiewissenschaftler
- Baumgartner, James (1943–2011), US-amerikanischer Mathematiker
- Baumgartner, Jasmin (* 1990), österreichische Regisseurin, Drehbuchautorin und Filmproduzentin
- Baumgartner, Johann (1900–1976), österreichischer Mediziner und NS-Funktionär
- Baumgartner, Johann Wolfgang (1702–1761), österreichisch-deutscher Maler
- Baumgartner, Johannes (1927–2021), Schweizer Leichtathlet
- Baumgärtner, Johannes (* 1948), deutscher Bildhauer und Medailleur
- Baumgartner, John (* 1971), US-amerikanischer Filmregisseur, Filmproduzent, Filmeditor, Drehbuchautor und Schauspieler
- Baumgartner, Josef (1809–1880), österreichischer Landwirt und Politiker, Landtagsabgeordneter
- Baumgartner, Josef (1923–2010), deutscher Politiker (BP), MdL
- Baumgartner, Josef (1946–2009), Schweizer Jurist und Politiker (CVP) aus dem Kanton Nidwalden
- Baumgartner, Joseph (1904–1964), deutscher Volkswirt und Politiker (BVP, CSU, BP), MdL, MdBJoseph Baumgartner (1904–1964)

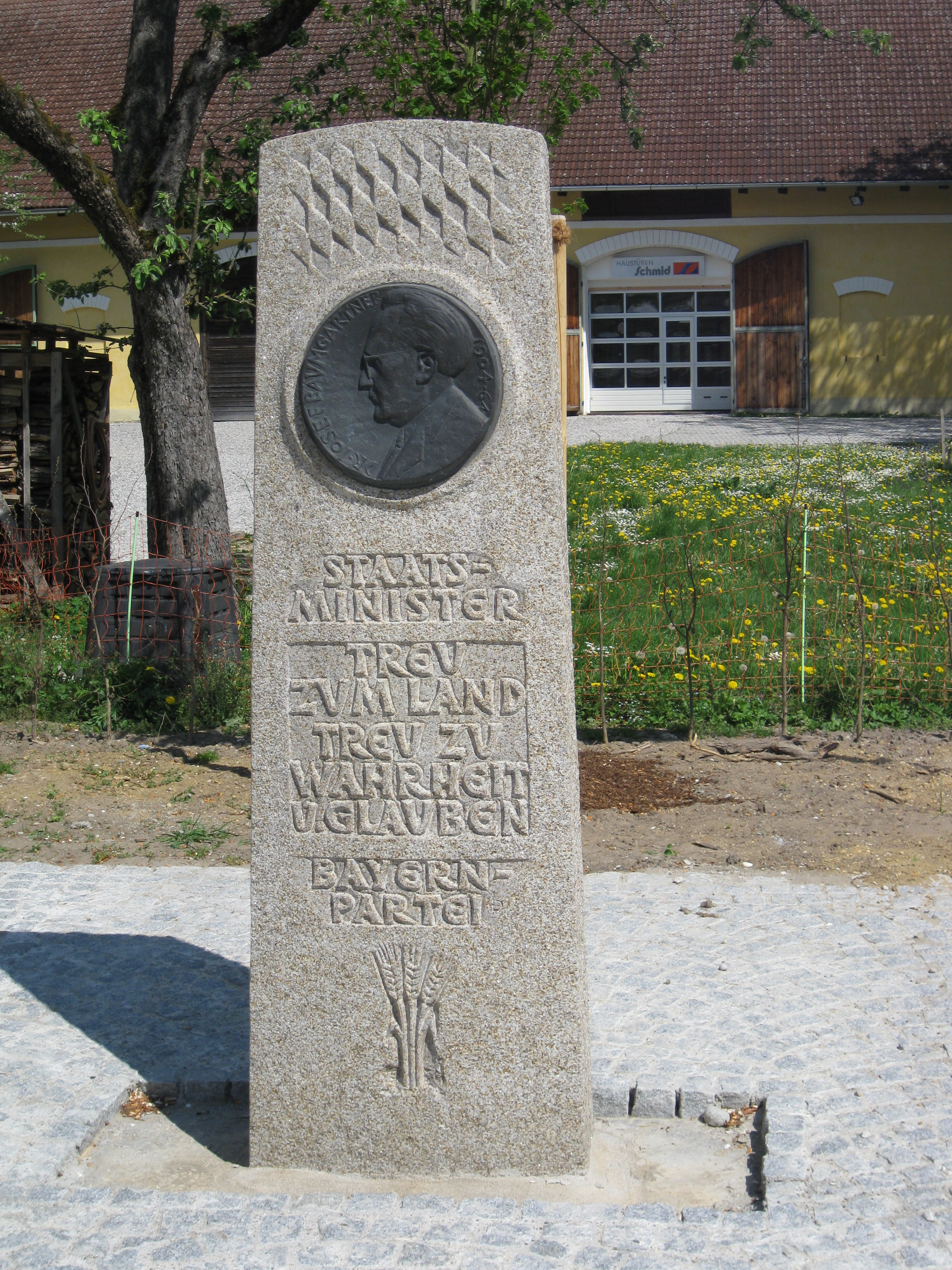
Joseph Baumgartner (1904–1964)

- Baumgartner, Julian (* 1994), österreichischer Fußballspieler und -trainer
- Baumgärtner, Julius (1837–1913), deutscher Mediziner
- Baumgärtner, Jürgen (* 1973), deutscher Politiker (CSU), MdL
- Baumgartner, Karl (1850–1925), österreichischer Schauspieler und Theaterregisseur
- Baumgartner, Karl (1922–2012), deutscher Pyrotechniker
- Baumgartner, Karl (1949–2014), italienisch-deutscher Filmproduzent und Mitbegründer der Produktions- und Verleihfirma Pandora Film
- Baumgartner, Karl (* 1958), italienischer Koch
- Baumgärtner, Karl Heinrich (1798–1886), deutscher Mediziner
- Baumgartner, Ken (* 1966), schweizerisch-kanadischer Eishockeyspieler und -trainer
- Baumgärtner, Klaus (1931–2003), Sprachwissenschaftler und Professor an der Universität Stuttgart
- Baumgartner, Klaus (1937–2015), Schweizer Politiker (SP)
- Baumgartner, Konrad (* 1940), deutscher römisch-katholischer Pastoraltheologe
- Baumgartner, Kurt (* 1943), österreichischer Boxer
- Baumgartner, Kurt (* 1943), Schweizer Radrennfahrer
- Baumgartner, Lena (* 1995), Schweizer Unihockeyspielerin
- Baumgartner, Leona (1902–1991), amerikanische Ärztin
- Baumgartner, Leopold (1932–2013), österreichisch-australischer Fußballspieler und -trainer
- Baumgartner, Lucía (* 1972), Schweizer Choreografin, Tanzpädagogin, Tanzvermittlerin und Dozentin
- Baumgartner, Ludwig (* 1909), deutscher SS-Obersturmführer und Adjutant des Lagerkommandanten im KZ Auschwitz und KZ Flossenbürg
- Baumgartner, Lydia (* 1966), Schweizer Politikerin (SP)
- Baumgartner, Marc (* 1971), Schweizer Handballspieler
- Baumgartner, Marcel (* 1950), Schweizer Kunsthistoriker und Hochschullehrer
- Baumgartner, Margaretha (* 1956), schweizerische Schauspielerin
- Baumgartner, Maria (* 1952), österreichische Keramikerin und Kunsthochschullehrende
- Baumgartner, Markus, italienischer Koch
- Baumgartner, Martin (* 1992), Schweizer Politiker (SVP) und Unternehmer
- Baumgartner, Martin von (1473–1535), Bergwerksbesitzer und Palästinafahrer
- Baumgartner, Matthias (1865–1933), deutscher Philosoph
- Baumgartner, Melchior (1621–1686), deutscher Kunsttischler (Kistler)
- Baumgartner, Michael (* 1975), US-amerikanischer Politiker
- Baumgartner, Mike (* 1949), US-amerikanischer Eishockeyspieler
- Baumgartner, Monika (* 1951), deutsche Schauspielerin und TheaterregisseurinMonika Baumgartner (* 1951)

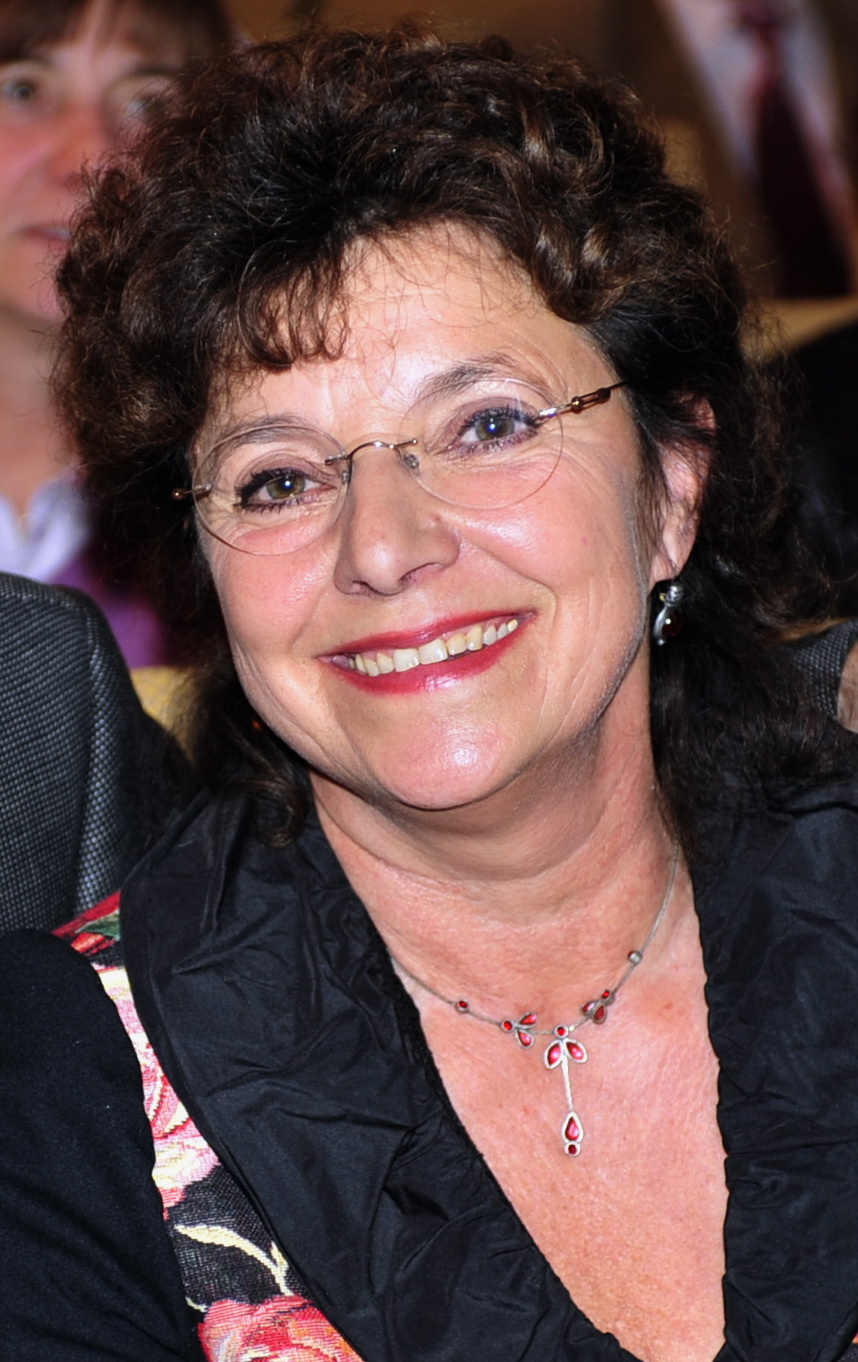
Monika Baumgartner (* 1951)

- Baumgartner, Moritz (1844–1900), Schweizer Politiker
- Baumgärtner, Moritz (* 1985), deutscher Jazzmusiker (Schlagzeug)
- Baumgartner, Nick (* 1981), US-amerikanischer Snowboarder
- Baumgartner, Nolan (* 1976), kanadischer Eishockeyspieler und -trainer
- Baumgartner, Patrick (* 1994), italienischer Bobfahrer
- Baumgartner, Paul (1903–1976), Schweizer Pianist
- Baumgartner, Paul Johannes (* 1969), deutscher Hörfunkmoderator
- Baumgartner, Peter (1834–1911), deutscher Maler
- Baumgartner, Peter (1939–2021), Schweizer Kameramann und Filmeditor
- Baumgartner, Peter (* 1944), Schweizer Militärhistoriker, Milizoffizier (Oberst im Generalstab) und Chemiker
- Baumgartner, Peter (* 1953), österreichischer Erziehungswissenschaftler
- Baumgartner, Peter (* 1955), österreichischer Publizist und ehemaliger Chefredakteur
- Baumgärtner, Peter (* 1958), deutscher Jazzmusiker (Schlagzeug)
- Baumgartner, Peter (* 1965), Schweizer Berufsoffizier (Brigadier)Peter Baumgartner (* 1965)

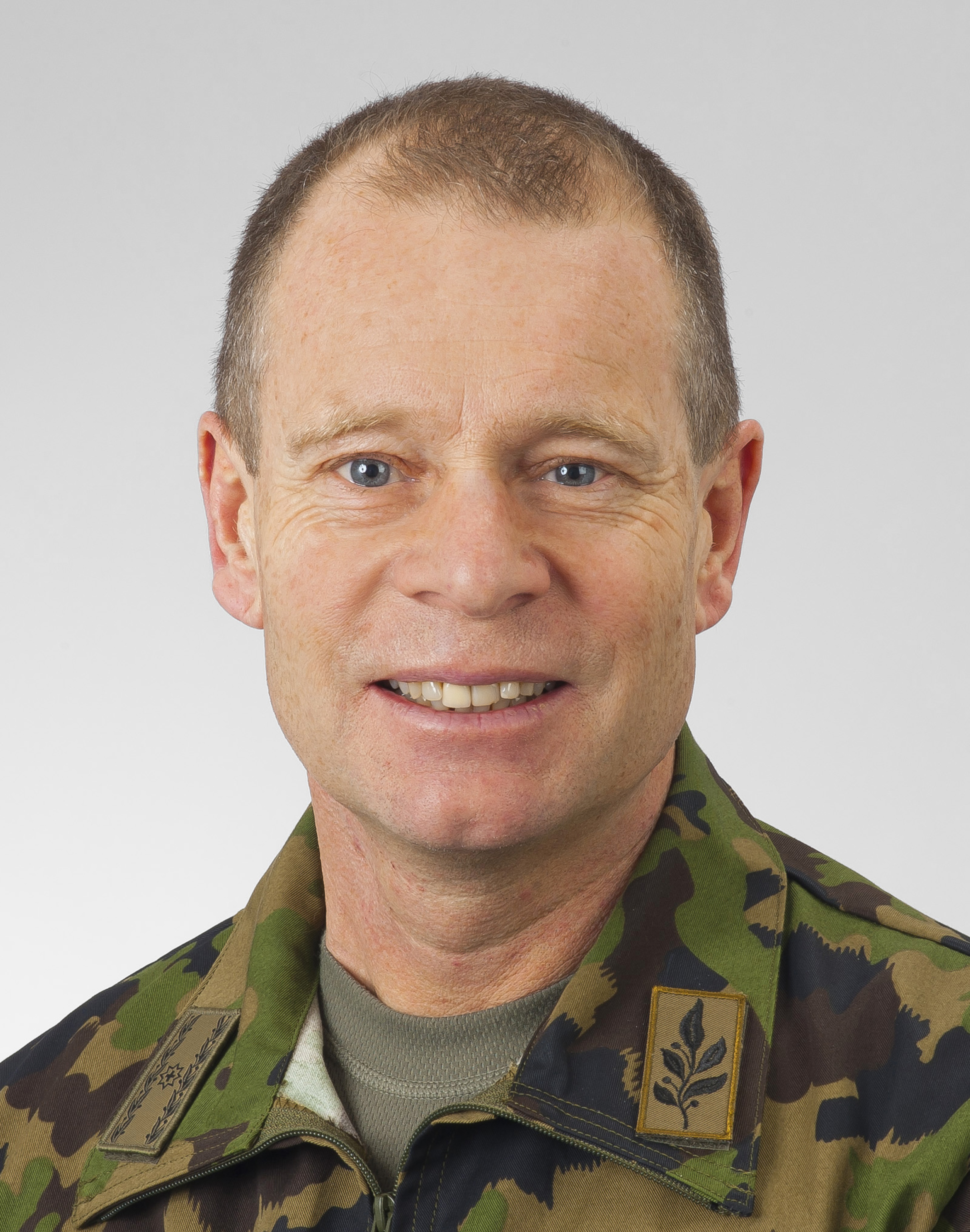
Peter Baumgartner (* 1965)

- Baumgartner, Peter (* 1966), slowakischer Fußballspieler
- Baumgartner, Peter (* 1969), österreichischer Autor und Redner
- Baumgartner, Peter (* 1986), deutscher Eishockeyspieler
- Baumgartner, Piet (* 1984), Schweizer Regisseur, Autor und freischaffender Künstler
- Baumgartner, Pius (* 1967), Schweizer Jazz- und Volksmusiker (Saxophon, Klarinette, Komposition)
- Baumgartner, René (1930–2018), Schweizer Orthopäde und Hochschullehrer
- Baumgartner, Reto (* 1967), Schweizer Fussballspieler
- Baumgartner, Robert (1919–2011), deutscher Jurist
- Baumgartner, Robert (* 1973), österreichischer Musiker
- Baumgartner, Roland (* 1955), österreichischer Komponist
- Baumgartner, Rudolf (1917–2002), Schweizer Violinist und Dirigent
- Baumgärtner, Sabine (1929–2018), deutsche Kunsthistorikerin
- Baumgartner, Samuel P. (* 1964), Schweizer Rechtswissenschaftler
- Baumgartner, Sebastian (* 1970), deutscher Inline-Speedskater
- Baumgartner, Sepp (1922–2010), österreichischer Politiker der Freiheitlichen Partei Österreichs (FPÖ)
- Baumgärtner, Stefan (* 1968), deutscher Nachhaltigkeitsökonom
- Baumgartner, Stefan (* 1982), österreichischer Regisseur und Filmemacher
- Baumgartner, Tanja Ariane, deutsche Opernsängerin (Mezzosopran)
- Baumgartner, Thomas (1892–1962), deutscher Bauernmaler
- Baumgartner, Ulrich († 1652), deutscher Kunsttischler (Kistler)
- Baumgartner, Ulrich (1918–1984), österreichischer Kulturmanager und Regisseur
- Baumgärtner, Ulrich (* 1957), deutscher Historiker
- Baumgärtner, Ulrich (* 1960), deutscher Arzt und Sanitätsoffizier (Generalarzt)
- Baumgartner, Ulrich Julius (1920–2014), Schweizer Architekt und Hochschullehrer
- Baumgartner, Walter (1887–1970), Schweizer evangelisch-reformierter Theologe und Alttestamentler
- Baumgartner, Walter (1904–1997), Schweizer Komponist und Jazzmusiker
- Baumgartner, Walter (* 1936), Schweizer Schauspieler, Hörspielregisseur und Autor
- Baumgartner, Walter (* 1941), Schweizer Literaturwissenschaftler, Skandinavist
- Baumgartner, Walter (1953–2024), Schweizer Radrennfahrer
- Baumgartner, Walter (* 1956), italienischer Politiker (SVP) und Sportfunktionär
- Baumgartner, Wilfrid (1902–1978), französischer Bankier und Politiker
- Baumgartner, Wilhelm (1820–1867), Schweizer Pianist und Komponist
- Baumgartner, Wilhelm (* 1943), österreichischer Basketballspieler
- Baumgartner, Wilhelm Emil (1893–1946), Schweizer Unternehmer
- Baumgärtner, Willy (1890–1953), deutscher Fußballspieler
- Baumgartner, Willy E. (1920–2016), Schweizer Physiker und Hochschullehrer
- Baumgartner, Zsolt (* 1981), ungarischer Formel-1-Fahrer
- Baumgartner-Gabitzer, Ulrike (* 1957), österreichische Managerin und Politikerin (ÖVP), Abgeordnete zum Nationalrat
- Baumgartner-Reinhardt, Lousson (1929–1992), französischer Jazzgitarrist

#### Baumge
- Bäumgen, Josef (1714–1789), Bildhauer

#### Baumgr
- Baumgras, Peter (1827–1903), deutsch-amerikanischer Maler, Lithograf und Kunstprofessor
- Baumgratz, Wolfgang (* 1948), deutscher Organist und Musikpädagoge

### Baumh
- Baumhakl, Georg (* 1948), deutscher Maler
- Baumhard, Ernst (1911–1943), deutscher Tötungsarzt der Aktion T4
- Baumhart, Albert David (1908–2001), US-amerikanischer Politiker
- Baumhauer, Albert Gillis von (1891–1939), niederländischer Luftfahrtpionier
- Baumhauer, Eduard Heinrich von (1820–1885), niederländischer Chemiker und Naturforscher
- Baumhauer, Hans (1913–2001), deutscher Glasmaler
- Baumhauer, Heinrich Adolph (1848–1926), deutscher Mineraloge
- Baumhauer, Jon (* 1944), deutscher Kinderpsychologe und UnternehmerJon Baumhauer (* 1944)

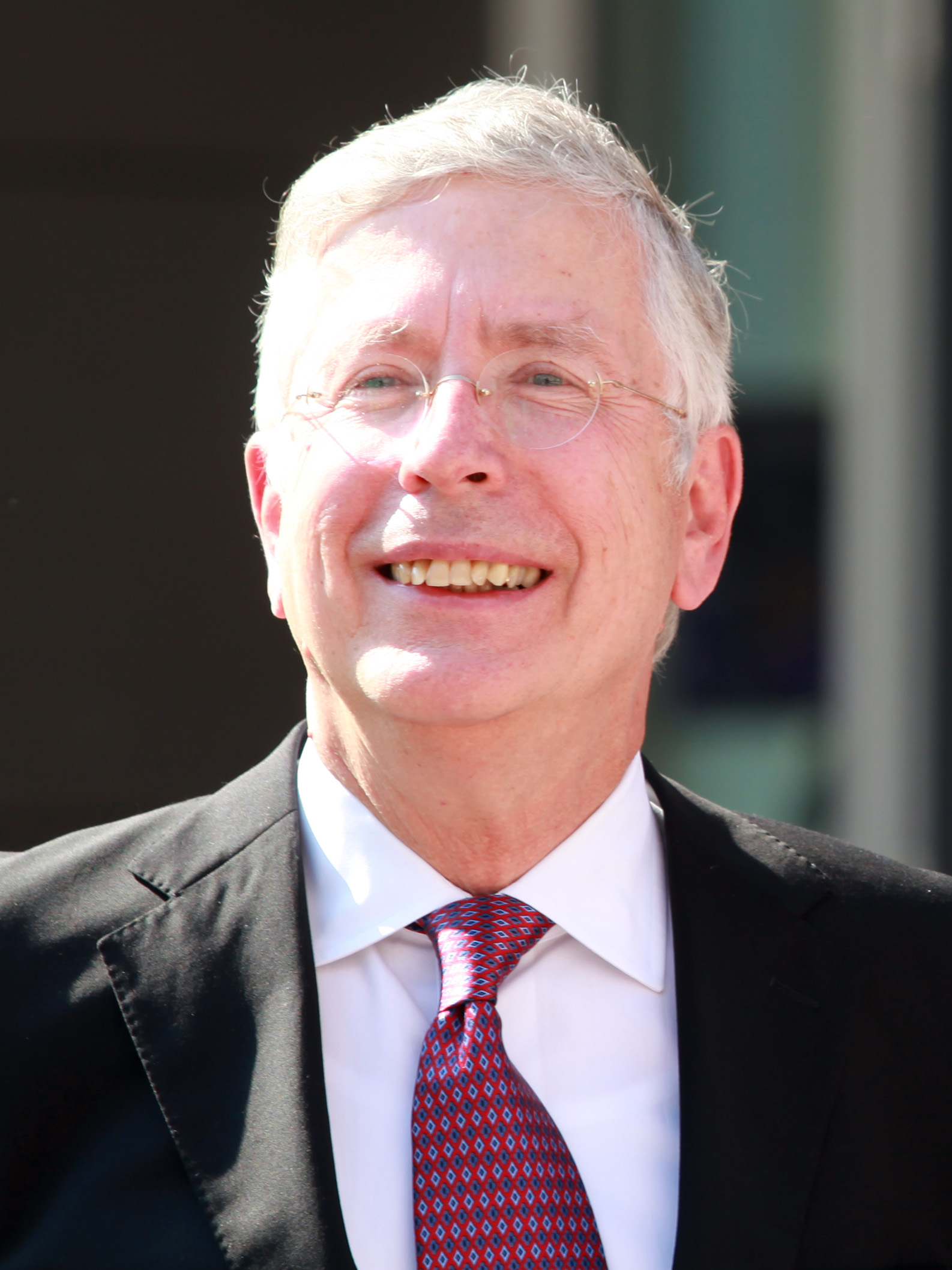
Jon Baumhauer (* 1944)

- Baumhauer, Josef (1930–2011), deutscher Bildhauer und Maler
- Baumhauer, Leonhard († 1604), deutscher Bildhauer der Renaissance
- Baumhauer, Roland (* 1956), deutscher Geograph, Dekan der Philosophischen Fakultät I der Universität Würzburg
- Baumhauer, Werner (1930–2021), deutscher Politiker (CDU), MdL
- Baumheier, Anja (* 1979), deutsche Schriftstellerin
- Baumheier, Ralph (* 1962), deutscher politischer Beamter
- Baumhof, Marco (* 1976), deutscher Filmeditor
- Baumhoff, Anja (* 1958), deutsche Hochschullehrerin
- Baumhoff, Josef (1887–1962), deutscher Beamter und Politiker (Zentrum), MdL
- Baumhorn, Lipót (1860–1932), ungarischer Architekt
- Baumhöver, Claudia (* 1959), deutsche Verlegerin
- Baumhower, Bob (* 1955), US-amerikanischer American-Football-Spieler
- Baumhus, Reinhard (* 1964), deutscher Schachspieler

### Baumi
- Baumila, Vaidas (* 1987), litauischer Sänger

### Baumj
- Baumjohann, Alexander (* 1987), deutscher FußballspielerAlexander Baumjohann (* 1987)

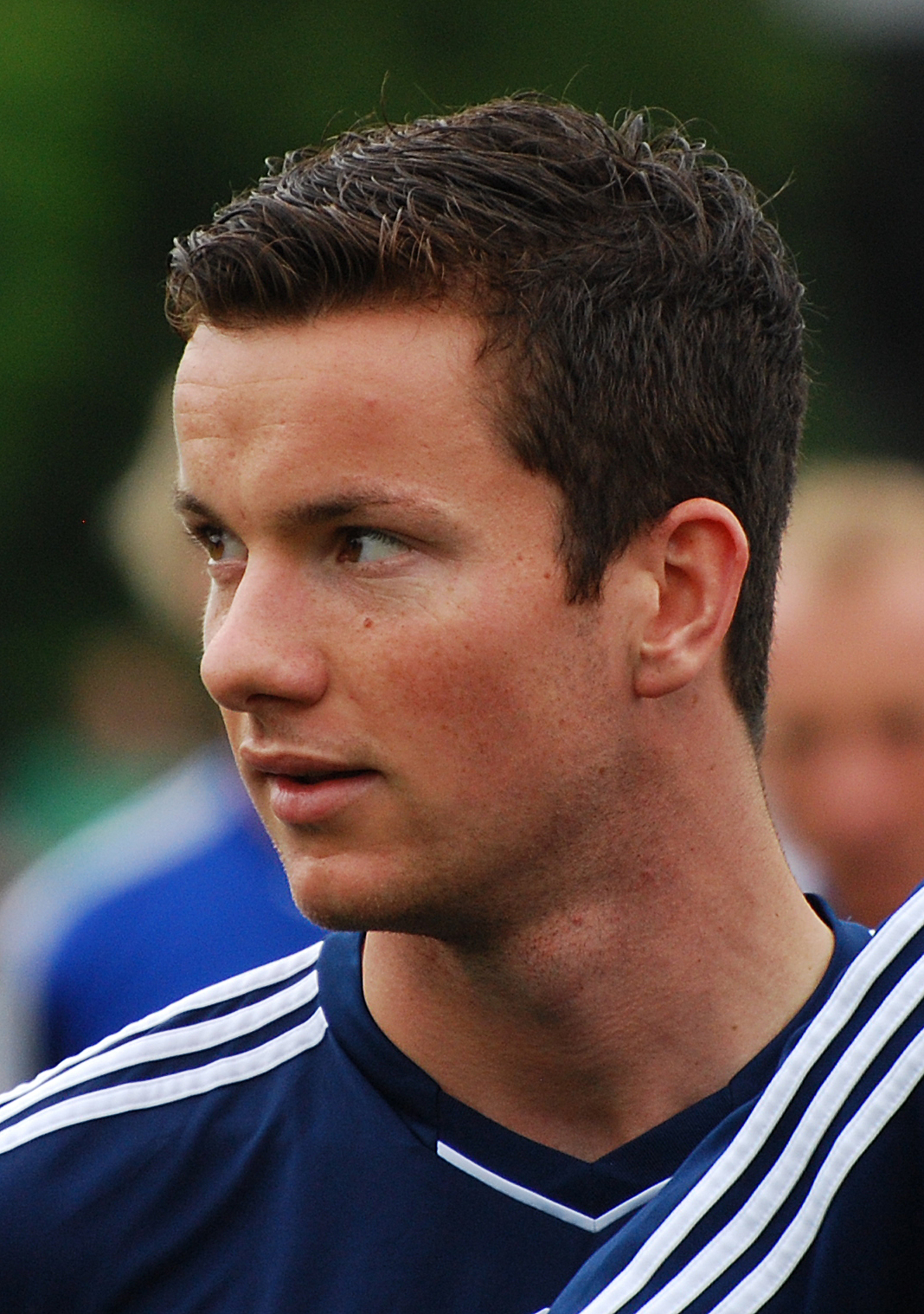
Alexander Baumjohann (* 1987)

- Baumjohann, Wolfgang (* 1950), österreichischer Weltraumwissenschaftler und Direktor des Instituts für Weltraumforschung der Österreichischen Akademie der Wissenschaften in Graz

### Baumk
- Bäumken, Magda (1890–1959), deutsche Theaterschauspielerin und Hörspielsprecherin
- Bäumker, Wilhelm (1842–1905), deutscher katholischer Theologe und Hymnologe
- Baumkircher, Andreas († 1471), österreichischer Heerführer
- Baumkircher, Andreas (* 1955), österreichischer Büchsenmacher und Sportschütze
- Baumkötter, Heinz (1912–2001), deutscher SS-Lagerarzt in verschiedenen Konzentrationslagern

### Bauml
- Bäuml, Albert (1855–1929), deutscher Unternehmer, Erneuerer der Nymphenburger Porzellanmanufaktur
- Bäuml, Fritz (1945–2005), deutscher Fußballspieler und -funktionär
- Bäuml, Herbert (* 1951), österreichischer Musiker
- Bäuml, Josef, deutscher Psychiater und Autor
- Bäuml, Joseph (1905–1974), deutscher Landrat
- Bäuml, Katharina (* 1975), deutsche Oboistin und Schalmeispezialistin
- Bäuml, Ludwig (* 1954), deutscher Maler, Objektkünstler und Mundartdichter
- Bäuml, Mike (* 1968), deutscher Drehbuchautor
- Bäuml-Roßnagl, Maria-Anna (* 1945), deutsche Bildungsdidaktikerin
- Bäumle, Artur (* 1906), deutscher Leichtathlet
- Bäumle, Dieter (1935–1981), Schweizer Komponist
- Bäumle, Martin (* 1964), Schweizer Atmosphärenwissenschafter und Politiker (GLP)Martin Bäumle (* 1964)

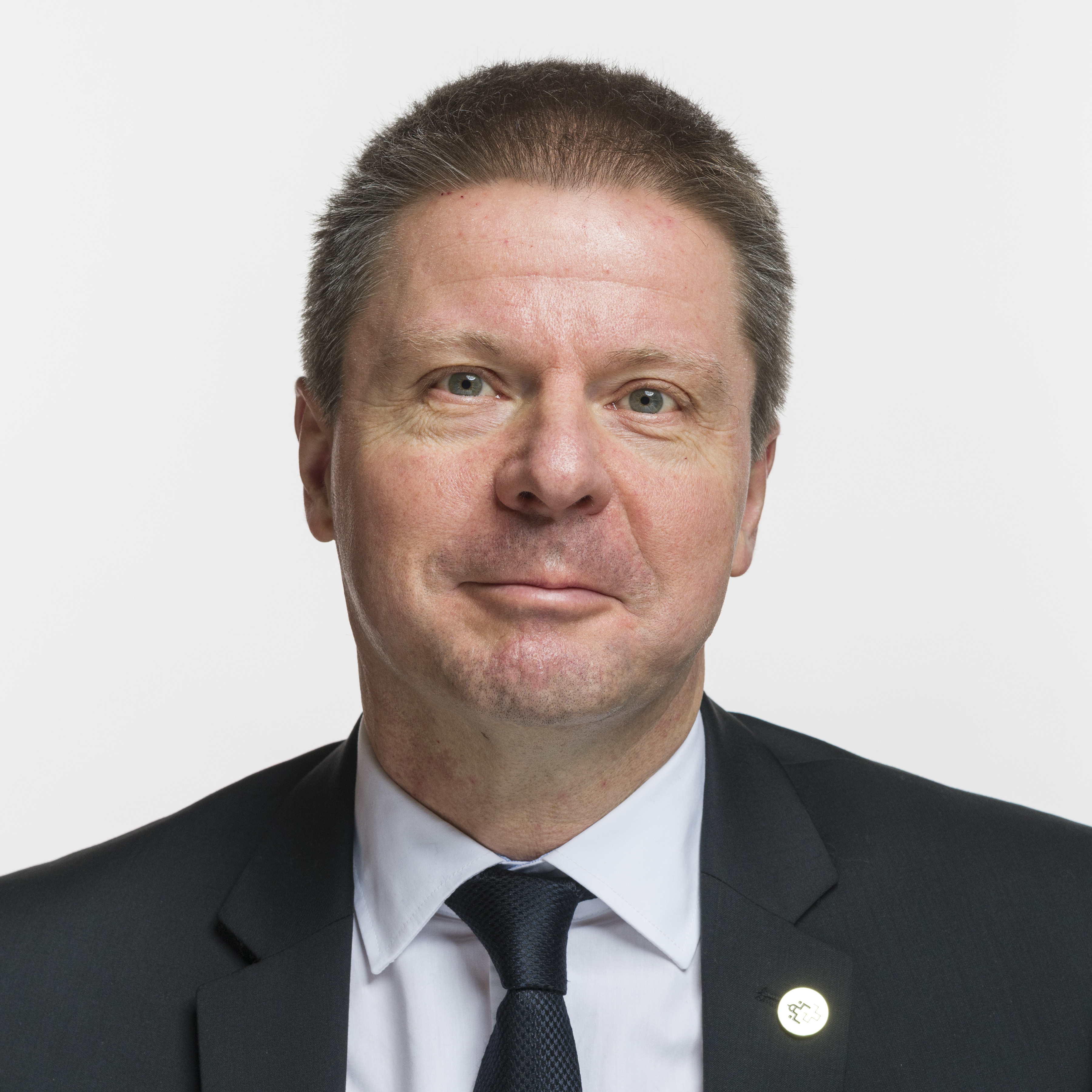
Martin Bäumle (* 1964)

- Bäumle, Thomas (* 1984), Schweizer Eishockeytorwart
- Bäumlein, Wilhelm von (1797–1865), württembergischer evangelischer Theologe, Philologe (Gräzist) und Lehrer
- Bäumler, Andreas (* 1962), deutscher Mikrobiologe
- Bäumler, Christof (1927–1996), deutscher evangelischer Theologe
- Bäumler, Erich (1930–2003), deutscher Fußballspieler
- Bäumler, Ernst (1926–2006), deutscher Redakteur und Wissenschaftspublizist
- Bäumler, Hans-Jürgen (* 1942), deutscher EiskunstläuferHans-Jürgen Bäumler (* 1942)

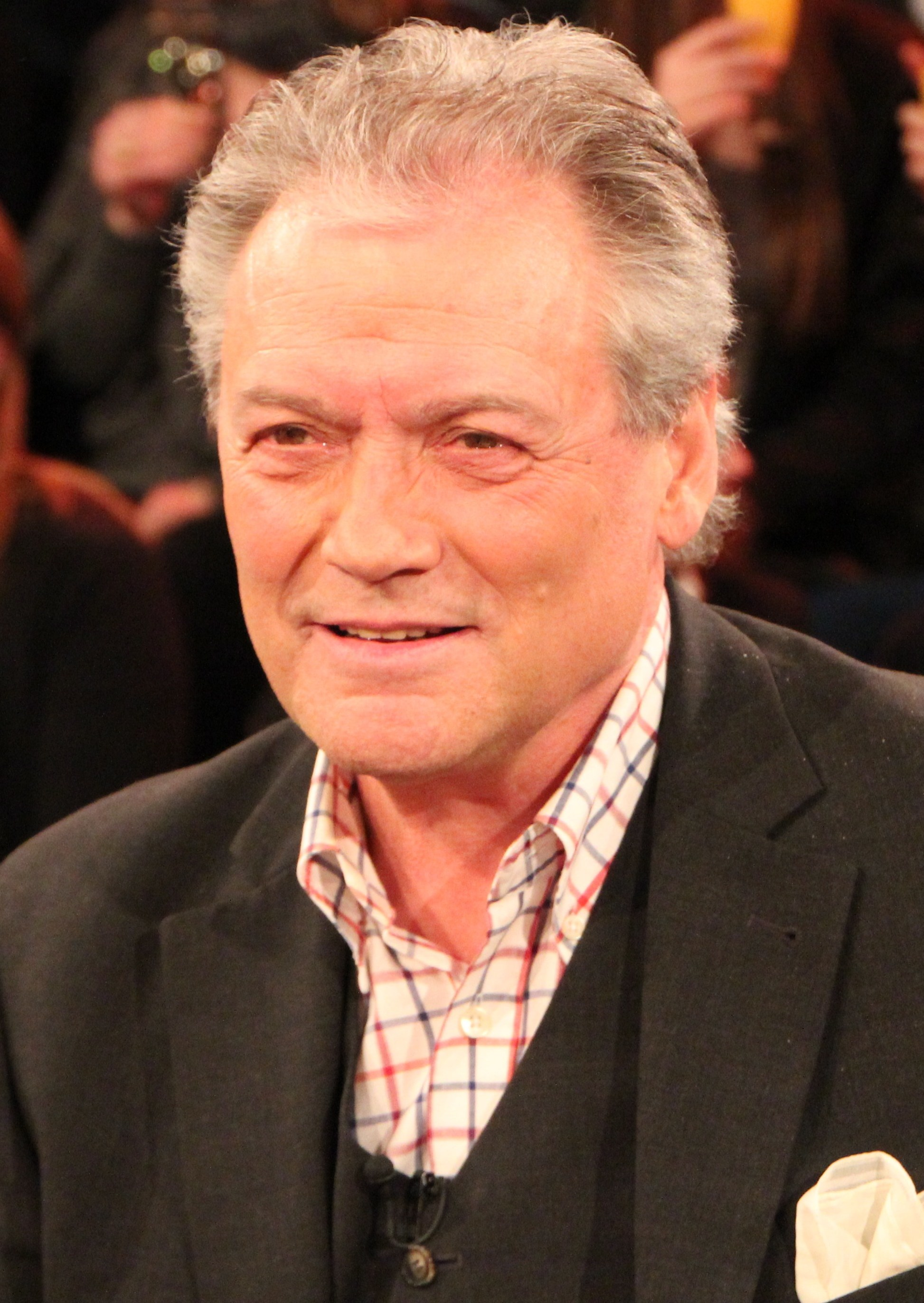
Hans-Jürgen Bäumler (* 1942)

- Bäumler, Harald (* 1975), deutscher Bildhauer
- Bäumler, Helmut (* 1948), deutscher Jurist und Datenschutzexperte
- Bäumler, Jelena (* 1983), deutsche Rechtswissenschaftlerin
- Bäumler, Lothar (* 1939), deutscher Unternehmer und bayerisches Senatsmitglied
- Bäumler, Markus (1555–1611), Schweizer evangelischer Geistlicher und Hochschullehrer
- Bäumler, Max (1865–1942), deutscher Theaterschauspieler und -regisseur
- Bäumler, Nicole (* 1986), deutsche Politikerin (SPD), MdL
- Bäumler, Thomas (* 1961), ostbayerischer Frauenarzt, Krimiautor und Heimatforscher
- Baumli, Beat (* 1956), Schweizer Jazz-Gitarrist
- Bäumlin, Klaus (* 1938), Schweizer evangelisch-reformierter Theologe und Autor
- Bäumlin, Richard (1927–2022), Schweizer Rechtswissenschaftler und Politiker (SP)
- Bäumlin, Salomé (* 1980), Schweizer Künstlerin
- Bäumlin, Ursula (* 1938), Schweizer Politikerin (SP)
- Bäumlisberger, Bettina (* 1960), deutsche Journalistin

### Baumm
- Baumm, Gustav Adolf (1920–1955), deutscher Grafiker, Motorradkonstrukteur und Rennfahrer
- Baumm, Paul (1860–1936), deutscher Arzt

### Baumn
- Bäumner, Günter (1926–2002), deutscher Heimatforscher

### Baumo
- Baumöl, Ulrike, deutsche Wirtschaftsinformatikerin und Hochschullehrerin
- Baumol, William J. (1922–2017), US-amerikanischer Wirtschaftswissenschaftler
- Baumont, Maurice (1892–1981), französischer Historiker

### Baumr
- Baumrind, Diana (1927–2018), US-amerikanische Entwicklungspsychologin
- Baumrucker, Gerhard (1929–1992), deutscher Schriftsteller

### Baums
- Baums, Theodor (* 1947), deutscher Bankrechtler
- Baumschlager, Carlo (* 1956), österreichischer Architekt
- Baumschlager, Raimund (* 1959), österreichischer Rallye-FahrerRaimund Baumschlager (* 1959)

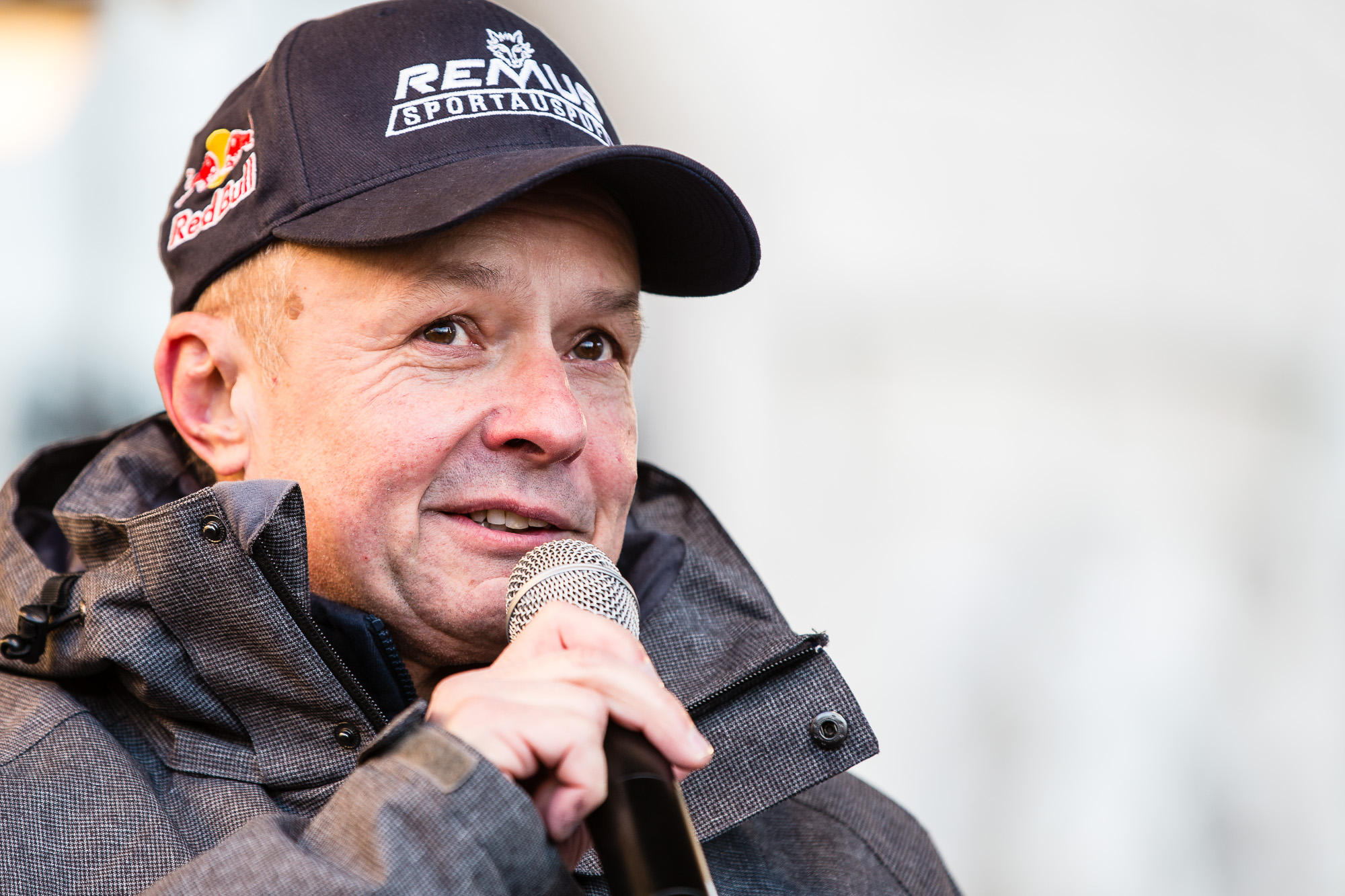
Raimund Baumschlager (* 1959)

- Baumslag, Gilbert (1933–2014), US-amerikanischer Mathematiker
- Baumstark, Anton junior (1872–1948), deutscher Orientalist und Liturgiewissenschaftler
- Baumstark, Anton senior (1800–1876), deutscher Philologe
- Baumstark, Eduard (1807–1889), deutscher Volkswirt, Agrarwissenschaftler
- Baumstark, Gertrude (1941–2020), rumäniendeutsche Schachmeisterin
- Baumstark, Hermann (1839–1876), deutscher Theologe
- Baumstark, Kathrin (* 1983), deutsche Kunsthistorikerin und Religionswissenschaftlerin
- Baumstark, Reinhold (1831–1900), deutscher Politiker, Publizist und Literaturhistoriker
- Baumstark, Reinhold (* 1944), deutscher Kunsthistoriker
- Baumstieger, Moritz (* 1982), deutscher Journalist

### Baumt
- Baumtrog, Augustin (1883–1937), deutscher Geistlicher, katholischer Pfarrer
- Baumtrog, Josef (1873–1921), deutsch-russischer römisch-katholischer Geistlicher und Märtyrer

### Baumu
- Baumühlner, August (* 1967), österreichischer Fußballspieler und Fußballtrainer
- Baumüller, Carl (1786–1851), badischer Verwaltungsbeamter
- Baumüller, Heinz (* 1950), österreichischer Bildhauer, Grafiker und Aktionskünstler
- Baumüller, Hermann (1843–1899), badischer Verwaltungsbeamter
- Baumüller, Werner (* 1956), österreichischer Buchautor und Werbetexter